# A csigák morfológiája
A csigák (Gastropoda) a puhatestűek törzsének (Mollusca) egyik osztálya. A csigák alkalmazkodóképességüknek köszönhetően a Földön mindenhol megtalálhatóak, nemcsak a szárazföldet hódították meg – ellentétben a többi puhatestűvel –, hanem megélnek a sarkvidéki vizekben, a mélytengeri hidrotermális kürtőkben és a sivatagokban is. Az élőhelyhez való alkalmazkodás a csigák testét nagy mértékben és sokféleképpen átalakította mind belsőleg, mind külsőleg. Ez a szócikk elsősorban a külső morfológiai jegyek sokféleségét tárgyalja.

## A csigák és a puhatestűek összehasonlítása

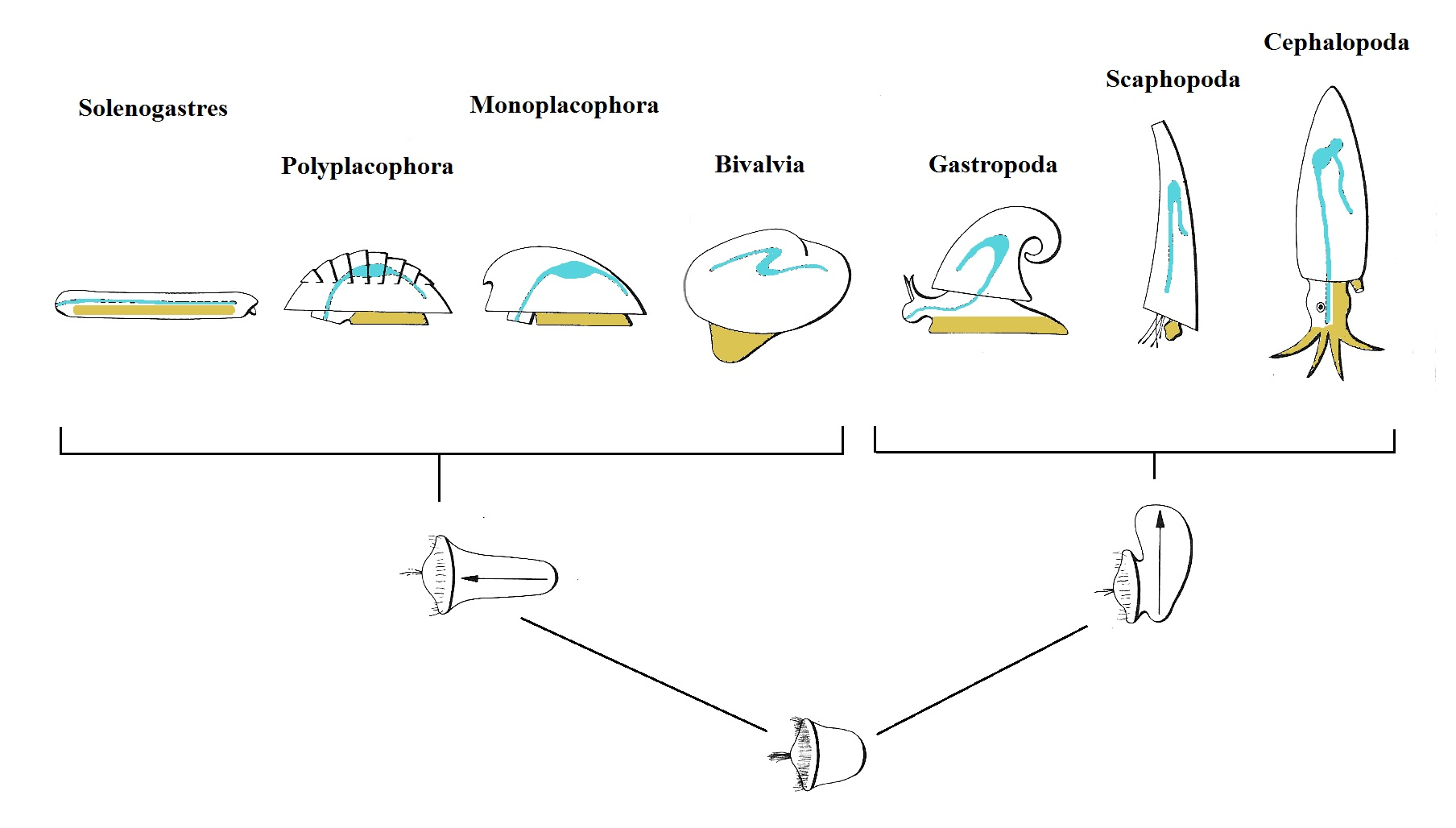
A puhatestűek alaki sokszínűsége alapvetően két lárvatípusra vezethető vissza.
1. Az egyik lárvaalak az eredeti lárvaforma hossztengelye mentén nyúlt meg (Solenogastres, Polyplacophora, Monoplacophora, Bivalvia).
2. A másik lárvaalak az eredeti testtengelye irányában nyúlt meg (Gastropoda, Scaphopoda, Cephalopoda).
A kék szín az állat bélrendszerét, a sárga a lábát jelöli

### A puhatestűek közös sajátosságai
- A test három részre tagolódik: a zsigerzacskóra, a fejre és a lábra.
  - A törzsben a szerveket az ún. zsigerzacskó fogja össze, ennek bőrkettőzete a köpeny, amely a héjat választja ki. A köpeny redőzete hozza létre a köpenyüreget, ahol jellemzően a puhatestűek gázcseréje folyik.[2]
  - A fej általában jól megkülönböztethető, rajta található a szájnyílás és az érzékszervek.
  - A meszes váz lehetetlenné tette a féregszerű mozgást, ezért a puhatestűek lábat fejlesztettek, amely a testfal hasoldalon való megvastagodása, ez a legfejlettebb a csigákon.
- A puhatestűek két jellegzetessége a meszes külső héj és a radula.[3]
  - A héj védelmet ad és támasztékul is szolgál, számos izom ehhez tapad. A héj teszi lehetővé, hogy egyes fajok több-kevesebb időt töltsenek a vízen kívül, és ennek köszönhető, hogy a csigák – a puhatestűek közül egyedüliként – meghódították a szárazföldet.
  - A radula az előbélben található reszelőszerű szerv, amellyel az állat a táplálékát magához veszi és felaprítja.

Ezek a közös jegyek a puhatestűek osztályaiban közösek, és bár egyes testtájak és szervek a puhatestűek hihetetlen alkalmazkodó képességének köszönhetően allometrikusan megnövekedhetett vagy éppen elcsökevényesedhetett, a lárvaállapotban ezek a sajátosságok megtalálhatóak.
Érzékszerveik igen változatosak. Minden puhatestűnek van sztatocisztája, amely a helyzetérzékelő szervük. Szemük a csatornáshasúak látósejtjeitől a polipok fejlett lencsés szeméig az összes fejlettségi fokot képviseli. A puhatestűek törzsének jellegzetes jegye a tapogató, amelynek alakja és száma igen sokféle lehet. Nincsenek hallószerveik.
A csigák a puhatestűek közül kitűnnek a következő jegyekben:
- egy elemből kifejlődő meszes héj
- a test torziója
- jól fejlett láb
- jól elkülöníthető fej

### A puhatestűek morfológiájának összefoglaló táblázata
|              | Solenogastres (Csatornáshasúak avagy féregcsigák) | Polyplacophora (Sokteknőjűek, cserepeshéjúak avagy bogárcsigák) | Monoplacophora (Egyteknőjűek avagy maradványcsigák) | Bivalvia (Kagylók) | Gastropoda (Csigák) | Scaphopoda (Ásólábúak) | Cephalopoda (Fejlábúak, lábasfejűek, polipok vagy tintahalak) |
| ------------ | --- | --- | --- | --- | --- | --- | --- |
| Héj          | Nincs héjuk. | Héjuk – az összes többi puhatestűtől eltérően – nyolc lemezből áll, ami az ősi szelvényezettség nyomát őrzi. Héjuk lapos és áramvonalas, a hullámveréses partokhoz alkalmazkodott. Ha az állat valamilyen okból leválik a szikláról, szelvényezett héjának köszönhetően képes összegömbölyödni. A héj – más puhatestűekkel szemben – nem három, hanem négy rétegből áll. | A héj kerek és lapos, embrionális része pedig spirálisan csavarodik, mint a csigáknál.                                                                               | A kagylók héja két részből áll, de a két rész egy egységes, lárvakori héjkezdeményből származik. A két rész gyakran egymás tükörképe, de akadnak olyanok is, ahol az egyik fél kisebb vagy laposabb. Csak a kezdetleges fajoknál háromrétegű a héj, a kagylók többségénél hiányzik a gyöngyházréteg. A kagylók teste teljes egészében elfér a héjban. | A csigák jellemző ismertetőjegye a csavarodott meszes héj vagy ház, ugyanakkor egyes fajoknál a ház visszafejlődhetett: mészlemezre redukálódott vagy teljesen el is tűnt. Képesek házukba teljesen visszabújni. A ház közepén húzódó oszlop a talp izmainak nagy felületet biztosít, a láb ezért olyan erőteljes. | Héjuk agyarra emlékeztető, üregesen csőszerű, amely a hasi oldalon teljesen zárt. Héjukba teljesen vissza tudnak húzódni. | A polipok közül a csigaházas polipoknak van külső héja, amely a csigák házához hasonló, azokkal ellentétben viszont nem a hát, hanem a has felé tekeredik, és nincs benne torzió. A csigaházas polipok nem képesek a házba visszahúzódni. A tízkarú és nyolckarú polipok közt találunk feltekeredett és egyenes házat is, ezeknél a polipoknál a köpeny befedi a héjat, belsővé válik, elkezd redukálódni és el is tűnhet. |
| Radula       | A radula kialakulása a csatornáshasúak körére tehető: vannak radula nélküli fajok, és vannak fajokon belüli specializálódások is. Ugyanakkor a csatornáshasúak radulája nem teljes egészében feleltethető meg a többi puhatestű radulájával. | Radulájuk jól fejlett, és a csatornahasúakhoz képest már alaplemezük is van. A radula igen nagy is lehet, akár az állat testének egyharmadát is kiteheti. | Van radulájuk, amely a test méreteihez képest igen nagy. | A kagylóknak nincs radulájuk. | Radulájuk jólfejlett és igen változatos. | Van radulájuk. | A polipok radulája a csigákhoz képest igen kevés fogat tartalmaz, és az egyes fajok radulája nagy mértékben hasonlít. A polipok a táplálék megragadására és darabolására két, papagájcsőrre emlékeztető állkapcsot fejlesztettek ki. |
| Láb          | A láb elcsökevényesedett, a láb emlékét a test és a hasi csatorna egy vagy több redője őrzi. A csatornáshasúak mozgása féregszerű, innen a féregcsiga elnevezés. A csigához hasonlóan nyálkát választanak ki, azon siklanak.                 | Az állat hasának nagy részét a széles talpú láb foglalja el, amely megjelenésében és működésében is nagyban hasonlít a csigákéhoz. Lábukon egy ún. ragasztómirigy is található, amely segíti az aljzathoz való rögzülésüket. | A láb a csigákéhoz hasonló, izomzata azonban teljesen más. | Lábuk alakja nyelvszerű, velük lassú helyváltoztatásra is képesek. Lábukat messze kinyújtják, majd megduzzasztják, a láb ilyen módon megragad a talajban, így húzzák magukat. Mászótalpuk sosem alakul ki. A láb felső részébe behatolnak a zsigerek. A láb a helytülő fajoknál teljesen visszafejlődhet.                                             | A csigák testének alsó része jól fejlett mászótalppá alakult. Az izmos láb kialakulását az indokolta, hogy a meszes ház lehetetlenné tette a féregszerű mozgást. A talp elején nyálkát termelő mirigy található, a csiga a váladékon siklik.                                                                       | Az állat hasoldalán található a hengeres láb. A Dentaliidák családjában a lábnak két oldallebenye van, így háromosztatúnak látszik, a Siphonodentaliidák lába fogaskerékhez hasonlító cakkos korong.                                     | Mászólábuk nem alakult ki. |
| Fej          | | A fej jól elkülönült, de hiányoznak róla a tapogatók és a szemek. | | A kagylók feje csökevényes, csak a szájnyílás és a körülötte lévő érzékszervek maradtak meg belőle. | A fej a testtől jól elkülöníthető, rajta található a száj és itt csoportosulnak a fejlettebb érzékszervek. | A fej szájkúppá csökevényesedett, de ellentétben a kagylókkal, nem vesztették el teljesen fejük alakját. Fejük tövének két oldalán bojtszerű fogófonalak avagy tapogatók (captaculum) vannak, amelyeket kinyújtva kapják el áldozatukat. | Egyes fajoknál a fej a legnagyobb testrész. A fejen találhatók a szemek, a kémiai és egyensúlyi érzékelő szervek, de a fejből nőnek ki a karok is. |
| Szifó        | | | | Azoknál a fajoknál, amelyek beássák magukat az iszapba, a vízáramlást szolgáló ki- és bevezető nyílások szifóval egészülnek ki, amelyek visszahúzhatók és mozgékonyak. | A vízben élő csigák körében elterjedt a szifó mind a kopoltyús, mind a tüdős csigák között. A szifóban kémiai érzékelők lehetnek, amelyek segítenek az állatnak a táplálék felkutatásában. | | A polipok szifója részt vesz a helyváltoztatásban is, a hirtelen kilövellő víz gyors mozgást tesz lehetővé. |
| Szaporodás   | | | | A kagylók váltivarúak, de néhány faj képes élete során többször is megváltoztatni a nemét. | Lehetnek hímnősek vagy váltivarúak, a váltivarúak képesek lehetnek nemet váltani. | | Kivétel nélkül mind váltivarúak. |
| Érzékszervek | Nincsenek elkülönült érzékszerveik, az érzősejtek az egész bőrfelületen megtalálhatóak az ún. epidermisz-szemölcsökben. | Nincsenek szemeik és tapogatóik, de a héjban ún. héjszemek találhatók, ezek olyan érzősejtek a héjban, amelyek a fénytörést érzékelik. | A láb elől néhány tapogatószerű nyúlvány ered, amelyek kémiai érzékelőként és szűrőként is funkcionálnak. A szájat elölről és oldalról széles lebenyek veszik körül. | Az érzékszervek a külvilággal érintkező részeken, a köpeny peremén, a vízármalás be- és kivezető részén helyezkednek el, itt különböző fejlettségű szemek is lehetnek, a kopoltyúkon gödörszemek, a szifókon hólyagszemek, a köpenyperemen pedig kettős retinájú szemek. Kémiai receptorok a száj környékén vannak.                                   | Az érzékszervek a fejen összpontosulnak, itt találhatóak a szemek és a tapogatók, de a fényre és a nyomásra az egész test érzékeny lehet, tapogatók ülhetnek a köpenyen is, a köpeny pedig az egész házat beboríthatja.                                                                                            | Fogófonalaikon kémiai receptorok vannak, de ezekkel ragadják meg a táplálékukat is. | A polipoknak igen fejlett szeme van, amely a gerinces állatokéhoz hasonló felépítésű, bár teljesen más módon alakult ki. A szemek igen nagyok is lehetnek, egyes fajoknál a test negyven százalékát is kiteheti. Az eddig talált legnagyobb lábasfejű szem 40 cm átmérőjű volt. |

## Flexis, torsio és detorsio

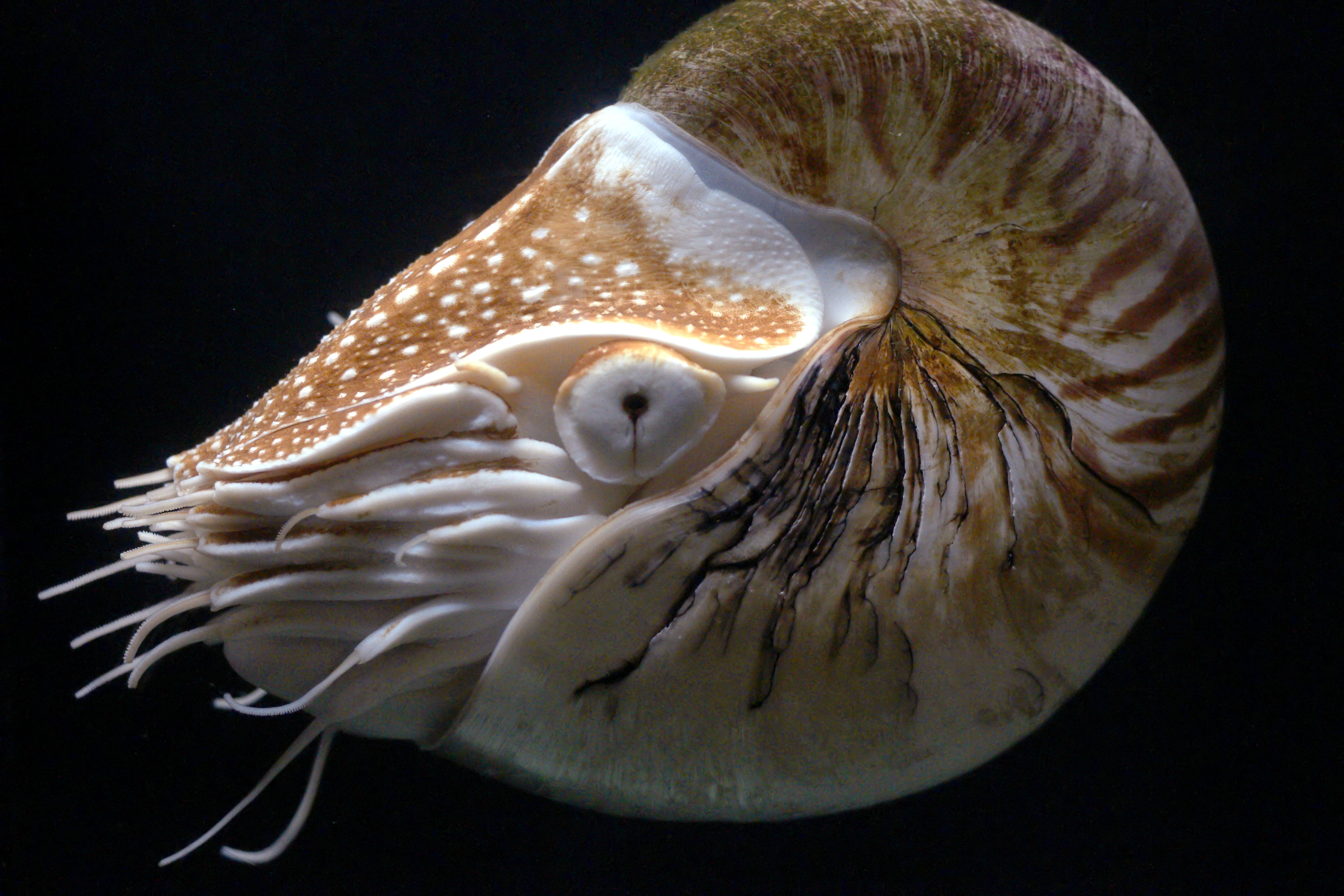
A csigaházas polipoknak (Nautiloidea) a feltekeredésnek (flexis) köszönhetően a csigákhoz hasonló házuk van, amely azonban nem vált aszimmetrikussá, vagyis nem esett át csavarodáson (torsio). A képen egy pompás csigáspolip (Nautilus pompilius) látható

A ma élő csigák jellegzetes alakját két evolúciós folyamat, a ház felcsavarodása és a ház szimmetriájának eltűnése alakította ki. A ház felcsavarodása lehetővé tette, hogy az állat úgy növekedjen, hogy közben a háza biztonságát élvezi. A ház feltekeredése más puhatestűeknél is előfordul, például a csigaházas polipoknál (Nautiloidea), a szervek elfordulása, a torzió azonban csak a csigákra jellemző. A torzió nemcsak a csigák külsejében hozott változást, de anatómiájuk is jelentősen módosult.
A flexis vagy feltekeredés a zsigerzacskó és a ház spirális feltekeredése, amely a torziótól független és az evolúcióban azt megelőző esemény, ugyanakkor a lárvaállapotban a kettő egyszerre is végbemehet. A flexis lehetőséget ad nagyobb ház kialakítására, a feltekeredett ház pedig jobban ellenáll a nyomásnak, és nagy felületet biztosít a talp izmainak tapadásához.
A torsio, torzió avagy csavarodás a csigák testében végbemenő változás, amely során az állat belső szervei a test hosszanti tengelyéhez képest 180 fokkal elfordulnak. A torzió a csigákra jellemző testmódosulás a törzsfejlődésben (filogenezis), amely megismétlődik az egyedfejlődésben (ontogenezis) is. A torzió a csigák lárvaállapotában – vagy ennek hiányában – a petében zajlik le, a kezdeti kétoldali részarányosság (bilateralis szimmetria), amelynek értelmében a test két oldala egymás tükörképei – a szájnyílás a test egyik végén, a végbél pedig annak ellentétes végén nyílik; a legtöbb szerv páros; valamint az idegfonatok pedig egyenesek és párhuzamosak (euthyneuria) – úgy módosul, hogy a végbél nyílása a fej fölé kerül; a testben aszimmetria alakul ki, a szervek arra az oldalra helyezkednek, ahol a csavarodás íve több helyet ad, bizonyos fajoknál megőrződik a szervek párossága, de a legtöbb esetben a szervek egyike visszafejlődik és eltűnik; az idegfonatok pedig nyolcas alakban keresztezik egymást, amit keresztezett idegűségnek (streptoneuria) neveznek. A csigák egyik alosztályát ezen anatómiai jegy alapján korábban keresztezettidegűeknek (Streptoneura) is nevezték, mai nevük inkább: elölkopoltyúsok (Prosobranchia).
A detorsio vagy detorzió a torzióval ellentétes irányú folyamat, lényege, hogy a végbél nyílása ismét a test a szájnyílással átellenes oldalára helyeződik és a belső szervek is visszakerülnek eredeti helyükre, ugyanakkor a korábban elvesztett szervpárok nem nőnek vissza. Ebben a testfelépítésben a keresztezett idegek sem metszik egymást, és egy másodlagos egyenesidegűség alakul ki. A detorzión átesett csigákat összefoglaló névvel egyenesidegűeknek (Euthyneura) nevezik, a hátulkopoltyús- (Opisthobranchia és a tüdőscsigák (Pulmonata) tartoznak közéjük.

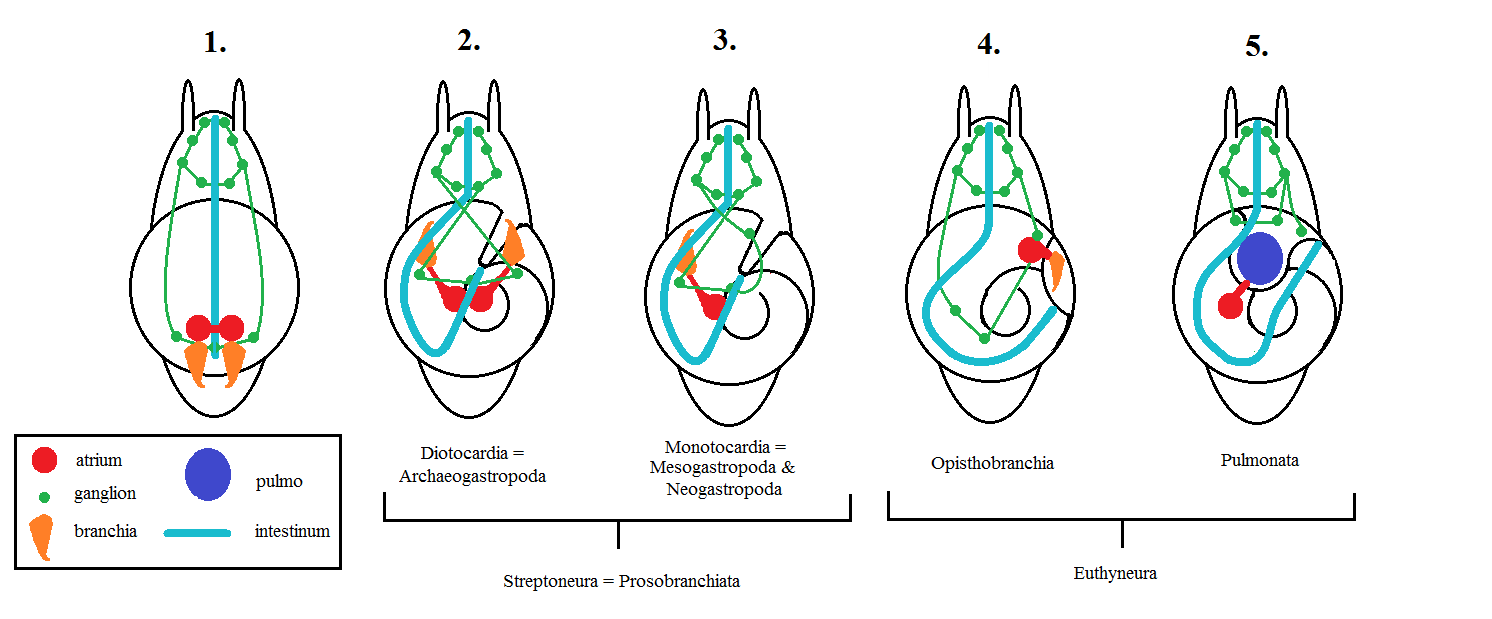
A csigák torziója és detorziója rendszertani nevekkel. (Jelmagyarázat: atrium = pitvar; ganglion = idegdúc; branchia = kopoltyú; pulmo = tüdő; intestinum = bélrendszer.)
1. Az első kép az őscsiga feltételezett anatómiáját mutatja. A test két oldala szimmetrikus; a bélcsatorna egyenes: a szájnyílás és a végbél a test két átellenes pontján található. A szívnek két pitvara van, hozzá pedig két kopoltyú kapcsolódik, ezek a test hátsó részén vannak.
2. A második képen egy ősi elölkopoltyús látható. A torzió nyomán a végbél a fej fölött nyílik, a bél maga megcsavarodik, a belső szervek a két oldalon helyet cserélnek, az idegpályák pedig keresztezik egymást. A szívnek még két pitvara van, amelyekhez a test elülső felén két kopoltyú kapcsolódik.
3. A csavarodás következtében idegi terhelés nehezedik az állat jobb oldalára, ami miatt az ezen az oldalon található szervek visszafejlődnek. Az új elölkopoltyúsok szívének csak egy pitvara van a bal oldalon, mivel a szív nagyon szoros összeköttetésben van a kopoltyúval, ezért a bal kopoltyú is eltűnik.
4. A hátulkopotyúsok már átestek a detorzión. Szerveik valamennyire visszarendeződtek, a szerveik párossága azonban nem alakult ki újra. A kopoltyú a jobb oldalra került és megszűnt a keresztidegűség.
5. A tüdőscsigáknál a tekeredés folytatódott, ezért a szervek összetorlódtak. Jelentős változás, hogy az idegdúcok a test elülső felében csoportosulnak, mert igen közel vannak egymáshoz, már-már egységes agyként viselkednek.

## Héj

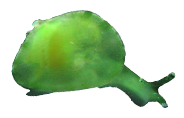
A csigáknak és a kagylóknak egyetlen lemezből alakul ki a héjuk, de a kagylóknak a pánt mentén meghajolva, két teknő alakul ki. A kagylós csigáknak (Juliidae) ugyanígy alakul ki a kagylókéhoz hasonló háza

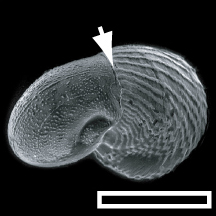
Az embrionális és a belőle kinövő felnőttkori héj. A fehér nyíl a kettő találkozását mutatja. A képen egy Haliotis asinina látható

A héj a puhatestűekre jellemző szilárd külső váz, amely kalcit alakjában kikristályosodott szénsavas mészből és az ahhoz kapcsolódó szerves anyagból: konchinból vagy konchyolinból áll. A csigák héját háznak is nevezik, mivel a csigák – a meztelen és félmeztelen csigák kivételével – a héjukba be tudnak húzódni. A csigák háza egyetlen héjból alakul ki. (Még az olyan csigák esetében is, amelyeknek látszólag több részből áll a háza. Például a kagylós csigák (Juliidae) háza a kagylók héjához hasonlóan egy darabból áll, de az ún. pánt mentén meghajlik, és két teknőt alakít ki.) A háznak köszönhető, hogy a csigák izmos lábat fejlesztettek, a szilárd váz ugyanis lehetetlenné tette a féregszerű mozgást, amely a törzs egy ősi tagjánál, a féregcsigáknál a mai napig megőrződött. A ház közepén, ott ahol a kanyarulatok találkoznak, található a ház oszlopa (columella), a legtöbb csigánál ehhez rögzülnek, e köré csavarodnak az izmok, amelyek a talpba, a tapogatókba és a garatba vezetnek.
A héj három rétegből áll:
- gyöngyházréteg: (hypostracum[17]) kalcium-karbonát-kristálylemezekből (aragonit) és az ezeket összetartó fehérjékből áll, a tengeri fajoknál vastagabb, a legtöbb csigánál vékony, egyes fajoknál pedig teljesen hiányzik;
- az oszlopos réteg: (ostracum[17]) fehérjéből, aragonitkristályból és hasáb alakú kalcitkristályaiból áll;
- héjhártya: (periostracum[17]) a legkülső réteg szaruszerű szerves anyagból, konhiolinból, ez a réteg védi a többi réteget a kopástól és a külső fenyegetéstől, valamint védelmet nyújt a vízi csigáknál a vízben bomló szerves anyagokból felszabaduló savaktól, a ház idősebb részein ez a réteg gyakran lekopik.

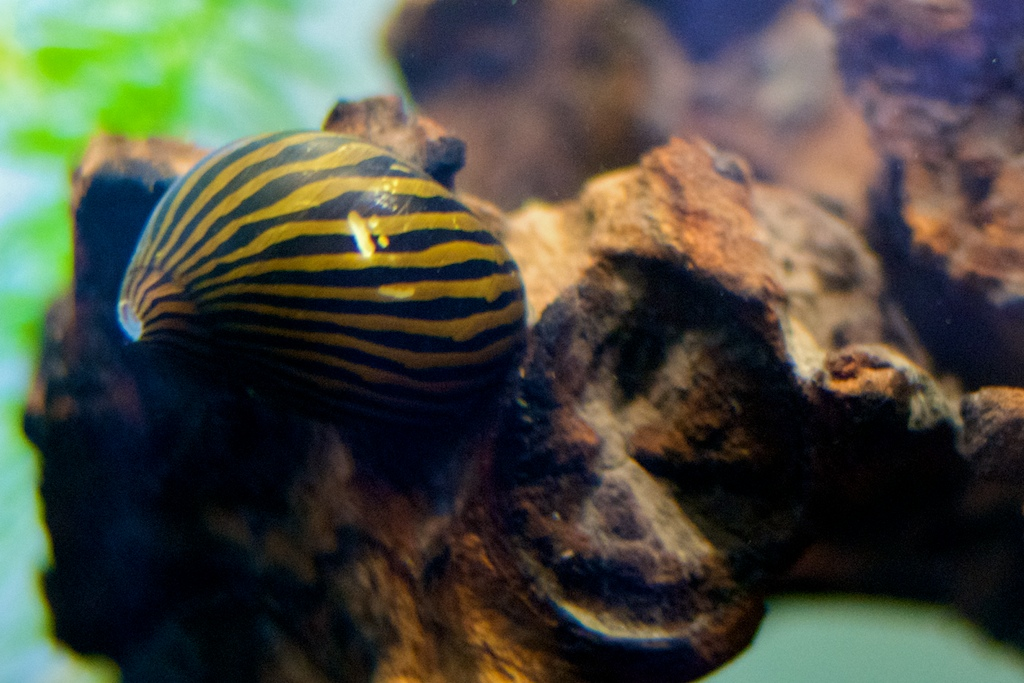
A zebracsigák (Neritina natalensis) házán általában látható, hogy hol volt eredetileg az embrionális héj, amely később levált vagy felszívódott

A gyöngyházréteget az egész köpeny termeli, ezért ez folyamatosan vastagszik. A oszlopos réteg és a héjhártya csak a köpeny bizonyos részein nő, jellemző módon a ház szájadékánál, ez biztosítja, hogy a ház az állattal együtt növekszik.
A ház tehát egyetlen héjlemezből alakul ki, csigák elsődleges embrionális vagy lárvahéját protoconchnak, vagy nucleusnak nevezik. Ebből az elsődleges házból alakul ki a csigák felnőttkori háza, amelyet – ebben az összefüggésben – teleoconchnak hívnak. Olykor már az embrionális héjon is vannak kanyarulatok, de ezeken – ellentétben a későbbi héjjal – nincsenek növekedési vonalak. Bizonyos csoportnál (Architectonicidae) az embrionális héj és a felnőttkori héj különböző irányba tekeredik. A torzió már az embrionális vagy a lárva szakaszban végbe megy, ezért a torzió a protoconchon is jelentkezik.

### A ház általános részei

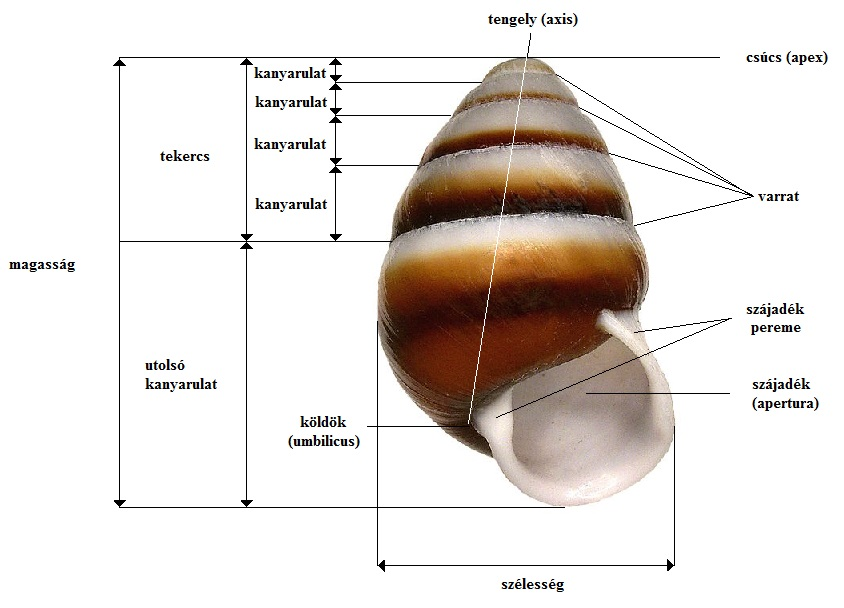
A csigaház részei

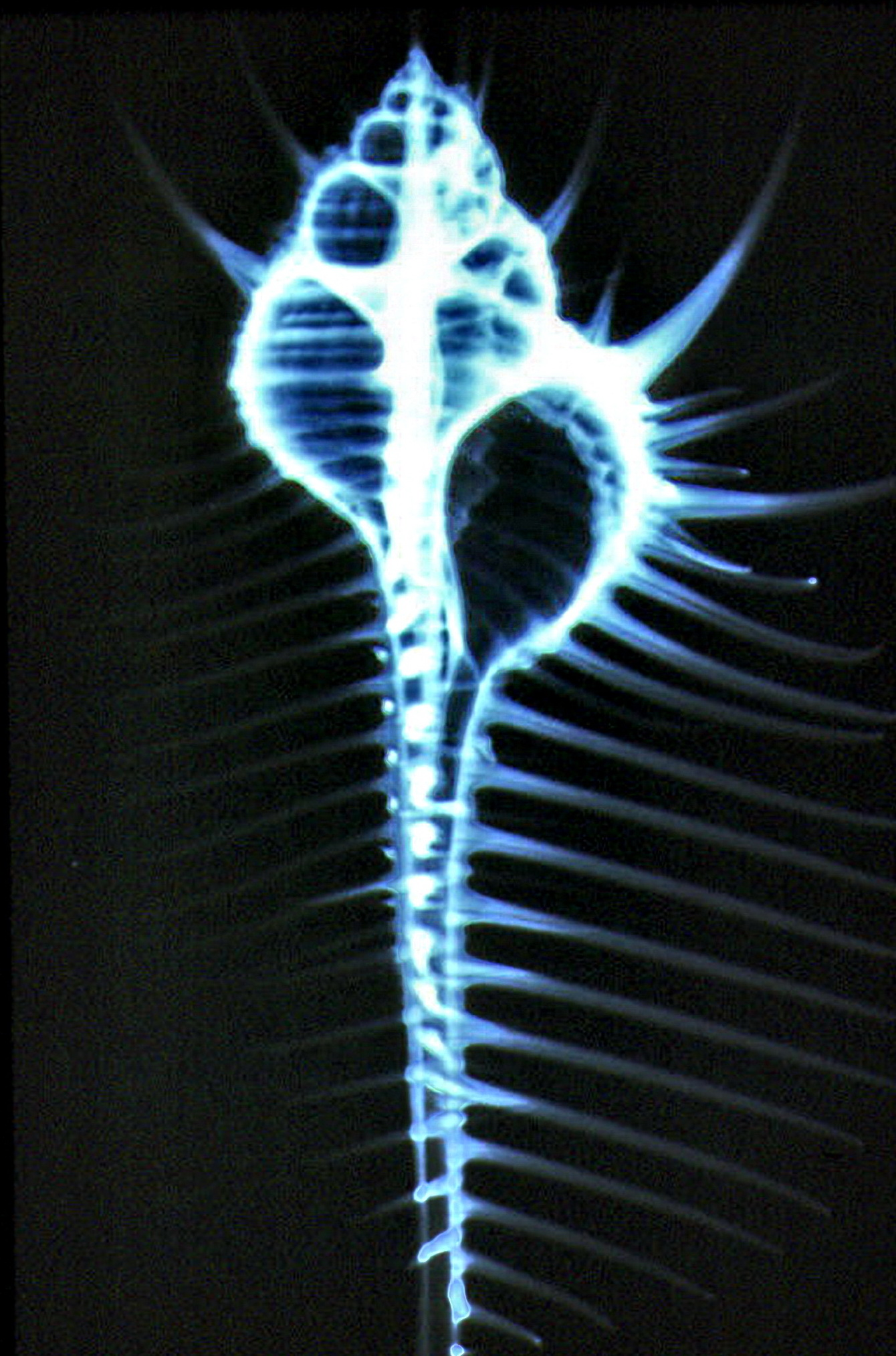
A tüskéscsiga (Murex pecten) röntgenfelvételén jól látható a ház közepén húzódó oszlop (columella)

A csigaház legidősebb része a ház csúcsa (apex). A háznak ez a része az embrionális héj maradványa. Egyes, ősi fajoknál a háznak nincsenek kanyarulatai, a kanyarulatos házú csigáknál azonban már gyakran az embrionális állapotban kialakulhatnak kanyarulatok. A ház tulajdonképpen egy feltekeredett, spirális cső, amely a csúcstól, vagyis a kezdőponttól a cső végéig, vagyis a szájadékig (apertura) tart. A ház – a legtöbb fajnál – együtt növekszik a csigával, a tekeredő cső, ha körbe ér, kiad egy kanyarulatot. A kanyarulatok száma széles skálán mozog, a kanyarulatok átlagos száma 4-6. Ehhez képest léteznek sokkanyarulatos házak – az orsócsigáknál akár 12 is – és kevéskanyarulatos házak. Ha a háznak kevés a kanyarulata, akkor a kifejlett állat csak úgy fér el benne, hogy az utolsó kanyarulat erősen kitágul. Az utolsó kanyarulatot jellemzően megkülönböztetik, mivel a csigák belső szerveinek legnagyobb része ebben foglalnak helyet, és innen nyílik a szájadék is. A többi kanyarulatot összefoglaló néven tekercsnek nevezik. Léteznek jobbra és balra tekeredő házú csigák. A jobbra tekeredés sokkal gyakoribb. A balracsavarodás jellemző a balogcsigáknál (Physidae) és a tányércsigáknál (Planorbidae).
A kanyarulatok belső érintkezése adja az ún. oszlopot (columella), ez a ház belső statikai központja, ehhez tapadnak a csiga izmai, amelyek a lábba, a nyelvbe és a tapogatókba futnak; a zárólemezes csigák clausiliumának nyele az oszlop vájatában fut, mint egy sínben. Ha a kanyarulatok belső érintkezése nem szoros, akkor a szájadék mellett egy lyuk található, ahol benézhetünk a kanyarulatok közé, ez a köldök (umbilicus). A csúcs és a köldök vagy a szájadék belső pontja közötti képzeletbeli vonal adja a ház tengelyét (axis). A kanyarulatok külső érintkezési pontja a varrat.

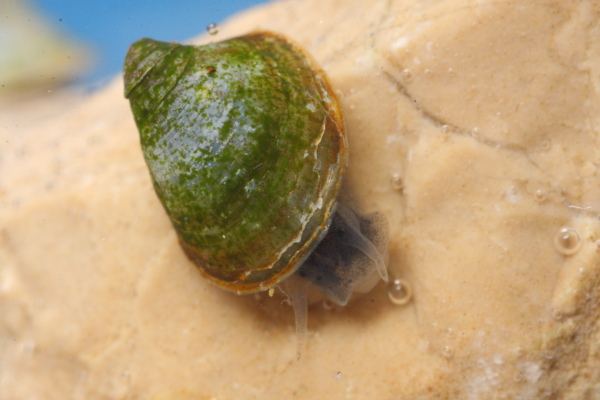
A folyóvízi sapkacsiga (Ancylus fluviatilis) házának nincsenek kanyarulatai
A kétlemezes orsócsiga (Alinda biplicata) háza egy sokkanyarulatos ház, a felnőtt állat háza általában 12 kanyarulatból áll
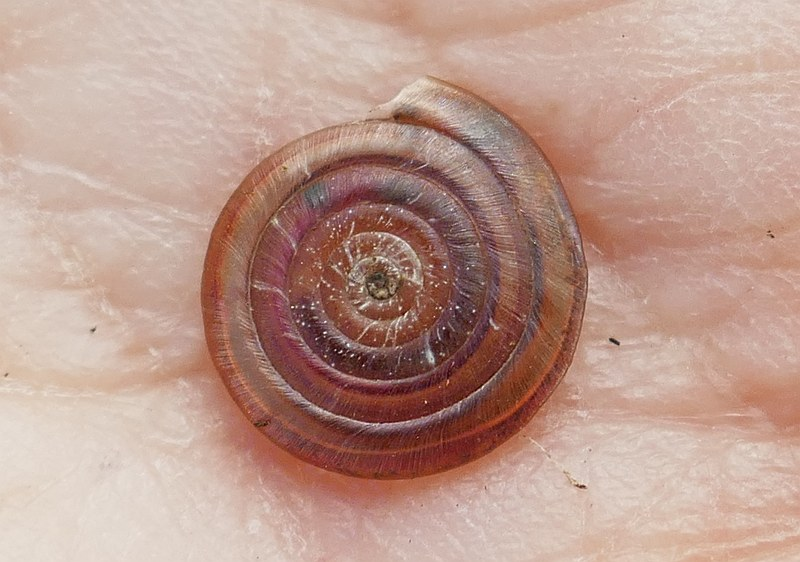
A lemezcsiga (Anisus vortex) háza szintén sokkanyarulatos, a kanyarulatok azonban egy síkban helyezkednek el, ezért a ház lapos. A háznak 6-7 kanyarulata van
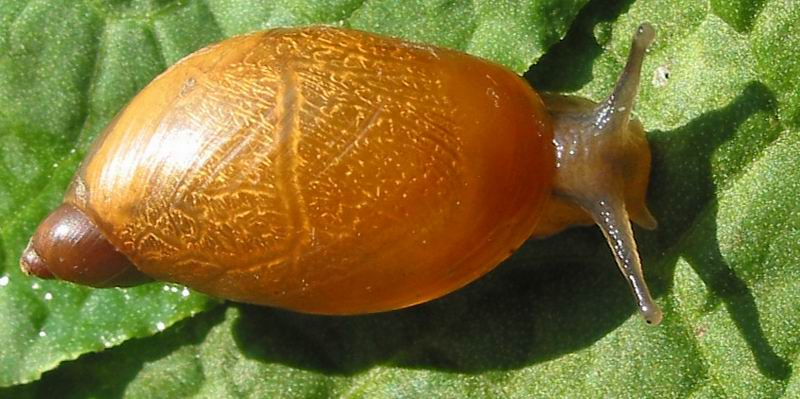
A nagy borostyánkőcsiga (Succinea putris) házának utolsó kanyarulata kitágult, az állat főleg ebben a részben foglal helyet. Háza 3-4 kanyarulatból áll

### A ház különleges részei
| | Köldök (umbilicus): a köldök a nem szorosan összenövő kanyarulatok között kialakuló lyuk, amely a ház szájadéka mellett nyílik. A képen egy Cernuella virgata látható |
| | Forradás (callus): a ház szájadékának megvastagodott része, amely részben vagy egészben elfedi a köldököt. A képen egy Neverita josephinia látható |
| | Fali forradás (parietalis callus): a köldöktől induló és a ház külső falán, az oszlop mentén végighúzódó megvastagodott rész |
| | Szifóvájat: olyan csorbulat a héj szájadékánál, ahol az állat aktív állapotában képes a szifóját úgy kidugni, hogy az bizonyos fokig védve maradjon |
| | Szifócsatorna: a héj megnyúlt része, amelyben az állat szifója foglal helyet. A szifóvájat és a szifócsatorna között nem mindig éles az átmenet, mivel a szifócsatorna a szifóvájatból alakul ki, egyes fajoknál a szifó körüli héjrészről a méret miatt nem dönthető el, hogy vájattal vagy inkább csatornával van dolgunk |
| | Sztromboid vájat: a kürtcsigákra (Strombidae) jellemző csorbulat, ahol az állat ki tudja nyújtani a tapogatóit, amelyen a szemei ülnek |
| Selenizone: a Pleurotomariacea főcsaládra jellemző hasítékok, lyuksorok és lyukak összefoglaló neve | |
| | Hasíték: a csigaház szájától a kanyarulata mentén haladó vékony bevágás, amely a Pleurotomarioidea család tagjaira jellemző. A hasíték a salakanyagok eltávolítását és a légzést szolgálják, de szerepük lehet a ház szerkezeti stabilitásában is. A hasíték a csigaház növekedésével folyamatosan halad a száj felé, így mérete nem változik. Ugyanebben a főcsaládban jellemző, hogy a hasíték bizonyos helyeken nyitott marad, míg másutt bezáródik, így a házon lyukak formájában marad meg |
| | Lyuksor: a hasíték összezáródása után visszamaradt nyílások a kanyarulat mentén. A Pleurotomarioidea családdal rokon Haliotoidea főcsaládra jellemző képződmény, amelyen keresztül hatolnak ki a köpeny tapogatásra és érzékelésre szolgáló nyúlványai |
| | Kulcslyuk: a héj csúcsán található ovális lyuk, amely a Fissurellidae család csigáinak jellemzője, a lyuknál az állat végbélnyílása található, és gyakran különböző függelékek is helyet kapnak itt. A ház nem kanyarulatos. A Fissurellák a Pleurotomariákkal és Haliotisekkel együtt alkotják a Pleurotomariacea nevű főcsaládot, amelyek közeli rokonságban állnak egymással, életmódjuk is hasonló, mind a partmenti hullámtöréses övben élnek és a moszatbevonattal táplálkoznak           |

## Nyílásfedők

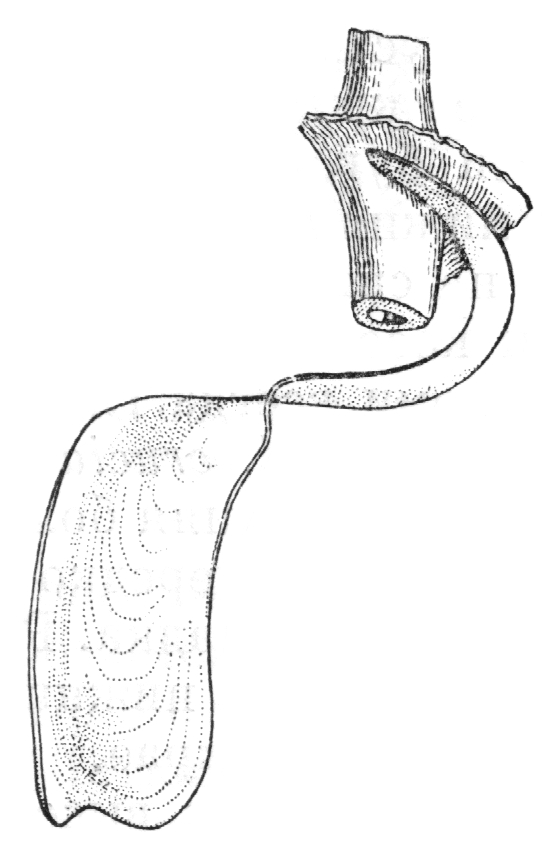
A Clausilia dubia zárólemeze. A zárólemez az állattal együtt mozog, a lemez menetét a ház oszlopa adja, amelyben a clausilium nyélszerű része halad. Ha a csiga behúzódik a házába, a zárólemez öblös része elzárja a szájadékot, ha kibújik, a lemez a ház belső falához szorul

A csiga házának szájadékát többféleképpen képes lezárni. A csigaház szájadékának mérete arányban van a kiszáradás veszélyével. A vízben vagy vizes helyen élő csigák házának nyílása arányaiban nagyobb lehet, mint a szárazföldön élő társaiknak. A kiszáradás veszélyét úgy is elkerülhetik, hogy a szájadékot lezárják, ami a ragadozókkal szemben is védelmet nyújt. A lezárásnak három módja van:
- Operculum,[29] operkulum vagy héjfedő: a csiga lábának felső részén ülő, szaruszerű, néha pedig konhiolinból és kalciumkarbonátból álló lemez, amely, amikor az állat visszahúzódik a házába, befedi a nyílást. Az operkulum elsősorban az elölkopoltyús vízicsigákra jellemző, tengeri és édesvízi fajoknál is előfordul, de találkozhatunk vele szárazföldi fajoknál is, mint például a Helicinidae, Cyclophoridae, Aciculidae, Maizaniidae, Pomatiidae családoknál, a tüdős csigák között az Amphiboloidea család csigáinak van héjfedője. Az operkulum a ház méretével együtt növekszik. Egyes, szubtidális (apályszint alatti) zónában élő fajoknál a héjfedő nem fedi be a teljes nyílást, csökevényessé válhat vagy el is tűnhet. A Melongena-fajoknál az operkulum patkó alakú, és az állat ezt használva ássa be magát az iszapba.
- Clausilium[30] vagy zárólemez: az orsócsigákra jellemző képződmény, ez a család erről a képződményről kapta a nevét is: Clausiliidae. A zárólemez – az operkulummal ellentétben – a házhoz kapcsolódik, és nem az állat testéhez. Formája kanálhoz hasonlít, a ház szájadékánál található a kiöblösödő része, amely a bejáratot elzárja, a bejáratot különböző redők, fogak és lemezek is szűkítik, ezek a clausiliumnak támasztékot is adnak. A „kanál” nyele pedig a csiga házának oszlopánál van, és annak mintegy a menetét is adja, a clausilium az oszlophoz egy rugalmas szalaggal rögzül. Amikor a csiga kibújik, a zárólemez a ház belső oldalán lévő helyére csúszik, amikor az állat behúzódik, a zárlemez rugószerűen rázáródik a bejáratra.
- Epiphragma:[31] a mérsékelt övben élő szárazföldi csigánál a nyálka megszilárdulásából kialakuló, néha mésztartalmú képződmény, amely a nyugalmi időszakban megakadályozza a kiszáradást.

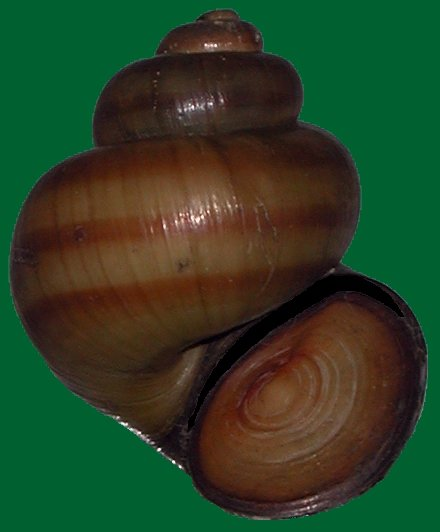
A mocsári fiallócsiga (Viviparus contectus) nálunk is előforduló vízicsiga, operkuluma tökéletesen lezárja házának szájadékát
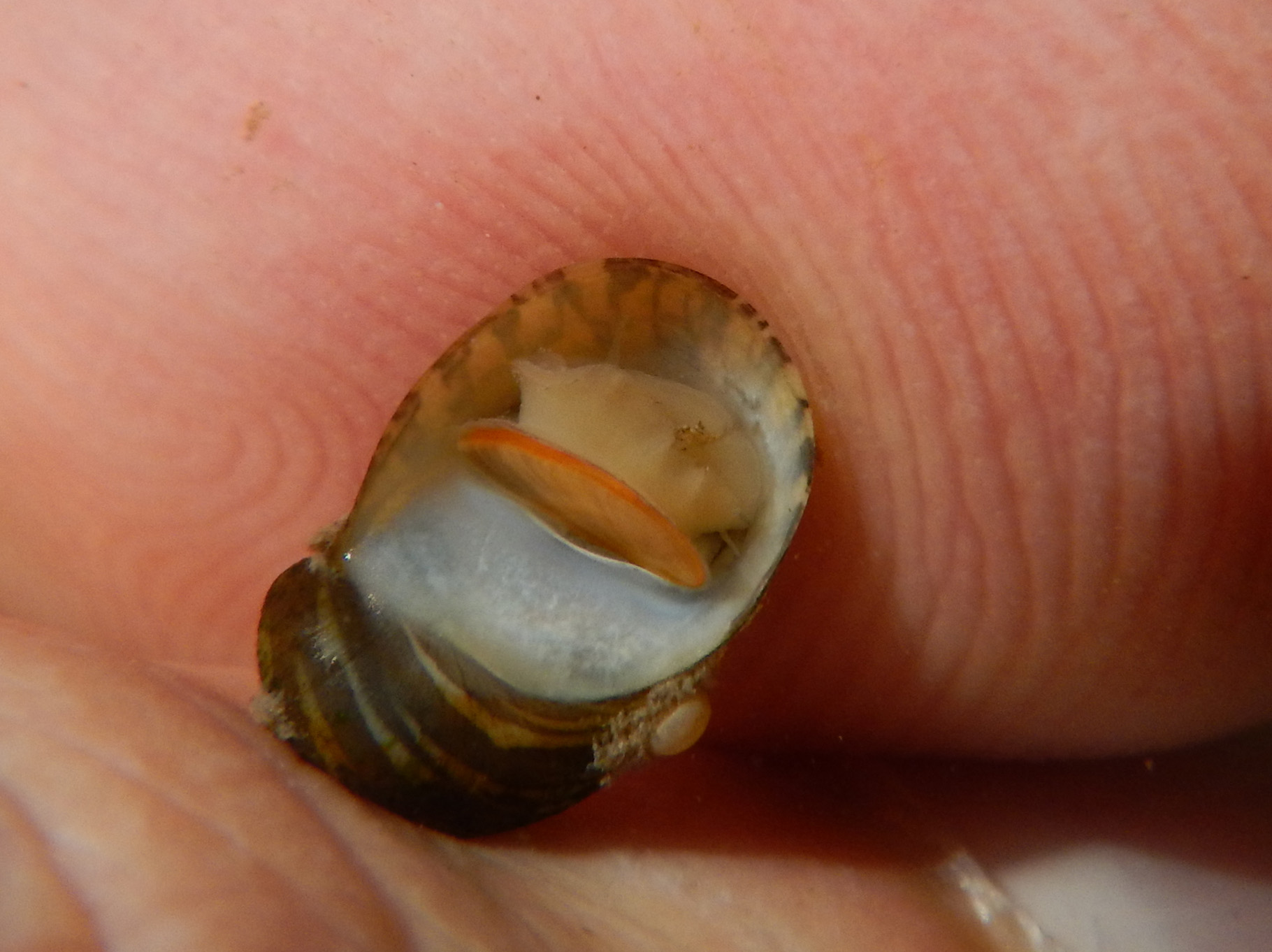
A folyami bödöncsiga (Theodoxus fluviatilis) operkuluma a lábon a házhoz egész közel helyezkedik el, a fehér házrész az operkulum helyét mutatja, amikor az állat kint van
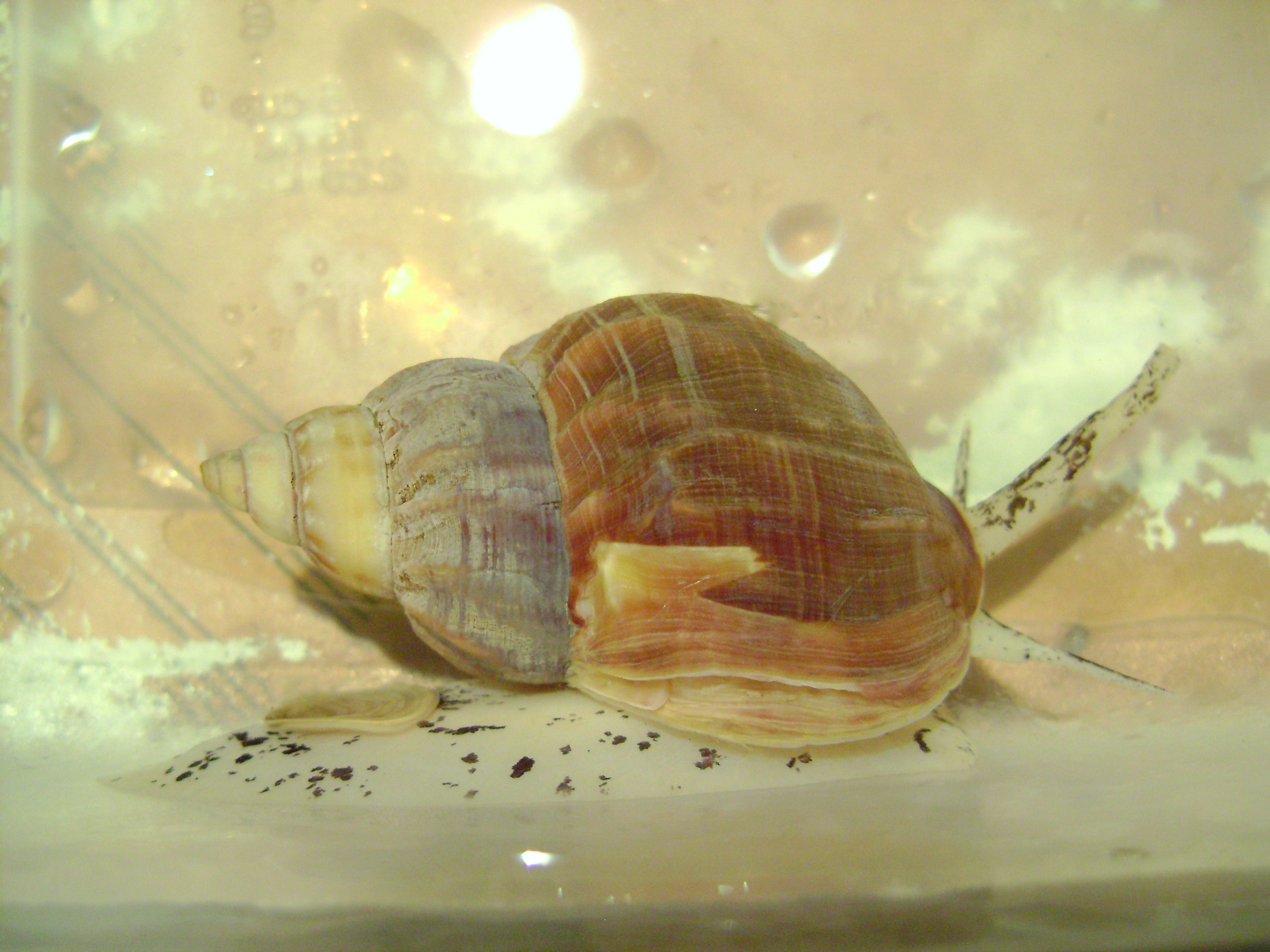
A közönséges kürtcsiga (Buccinum undatum) operkulum a háztól messze ül a csiga lábán
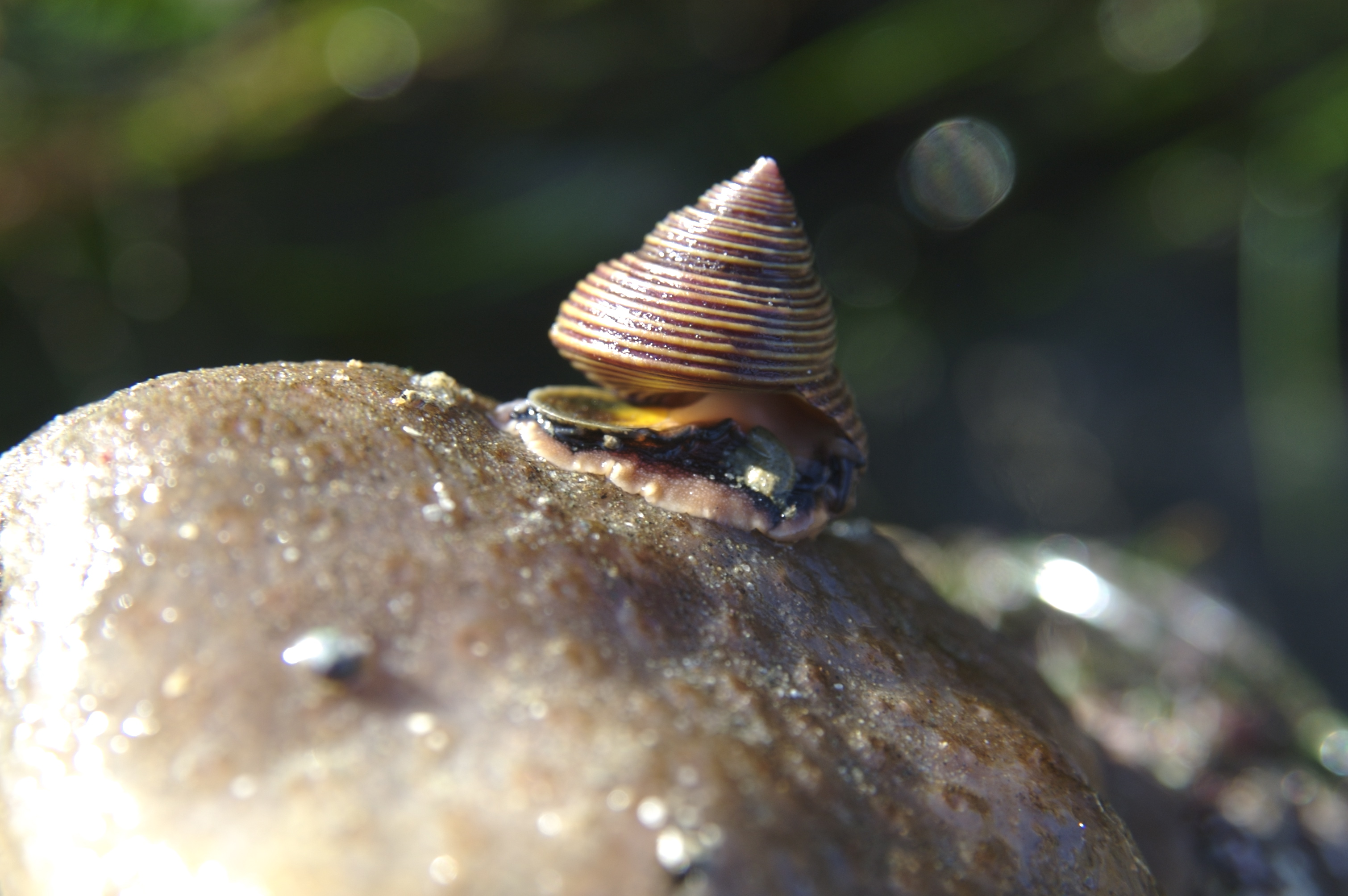
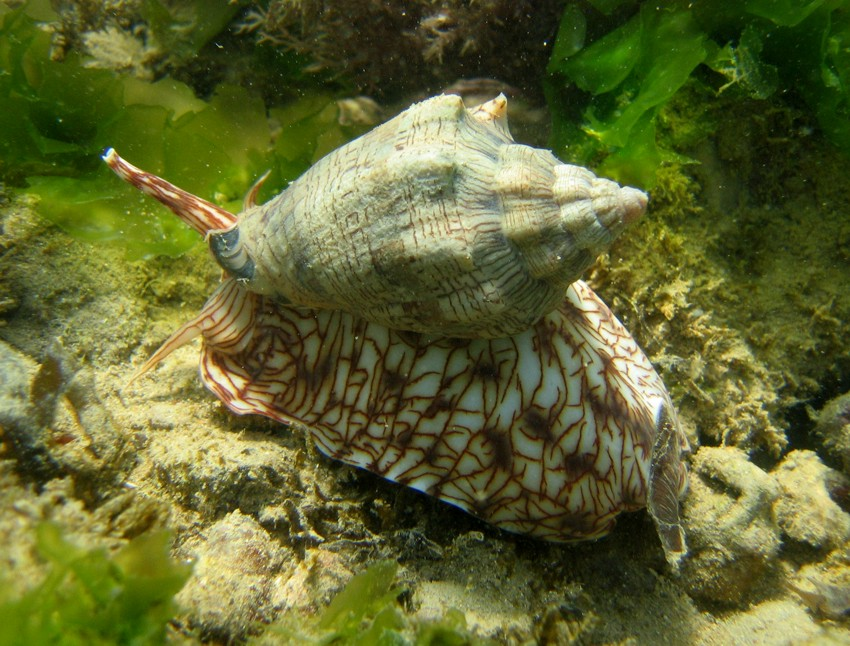
A Voluta ebraea ragadozó tengeri csiga, amely beássa magát a homokos aljzatba, ott várakozik, miközben szifójával a vizet szimatolja. Lábának hátán látható a patkó alak operkulum, amelyet felhasznál az ásáshoz
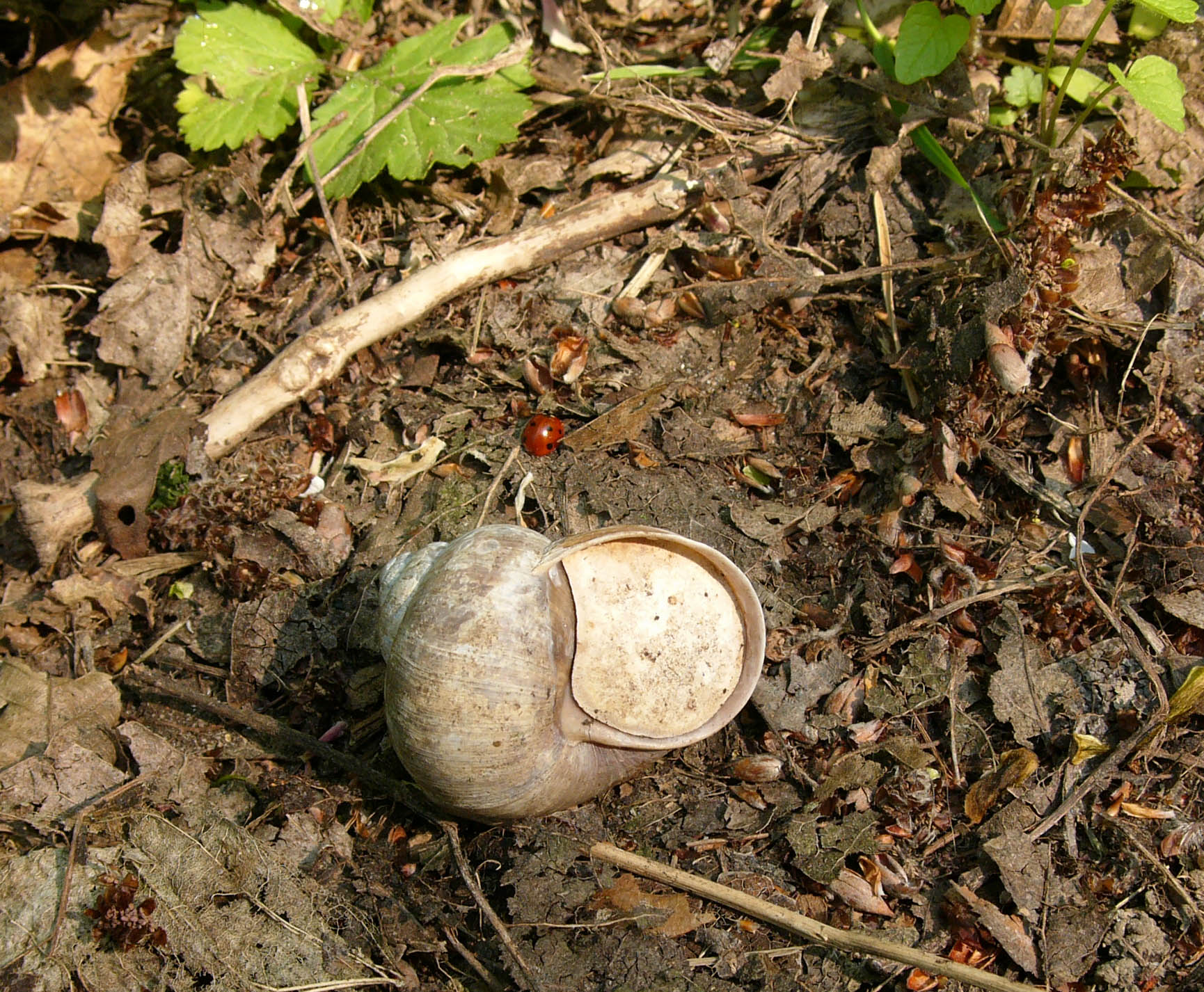
Az éticsiga (Helix pomatia) epiphragmája
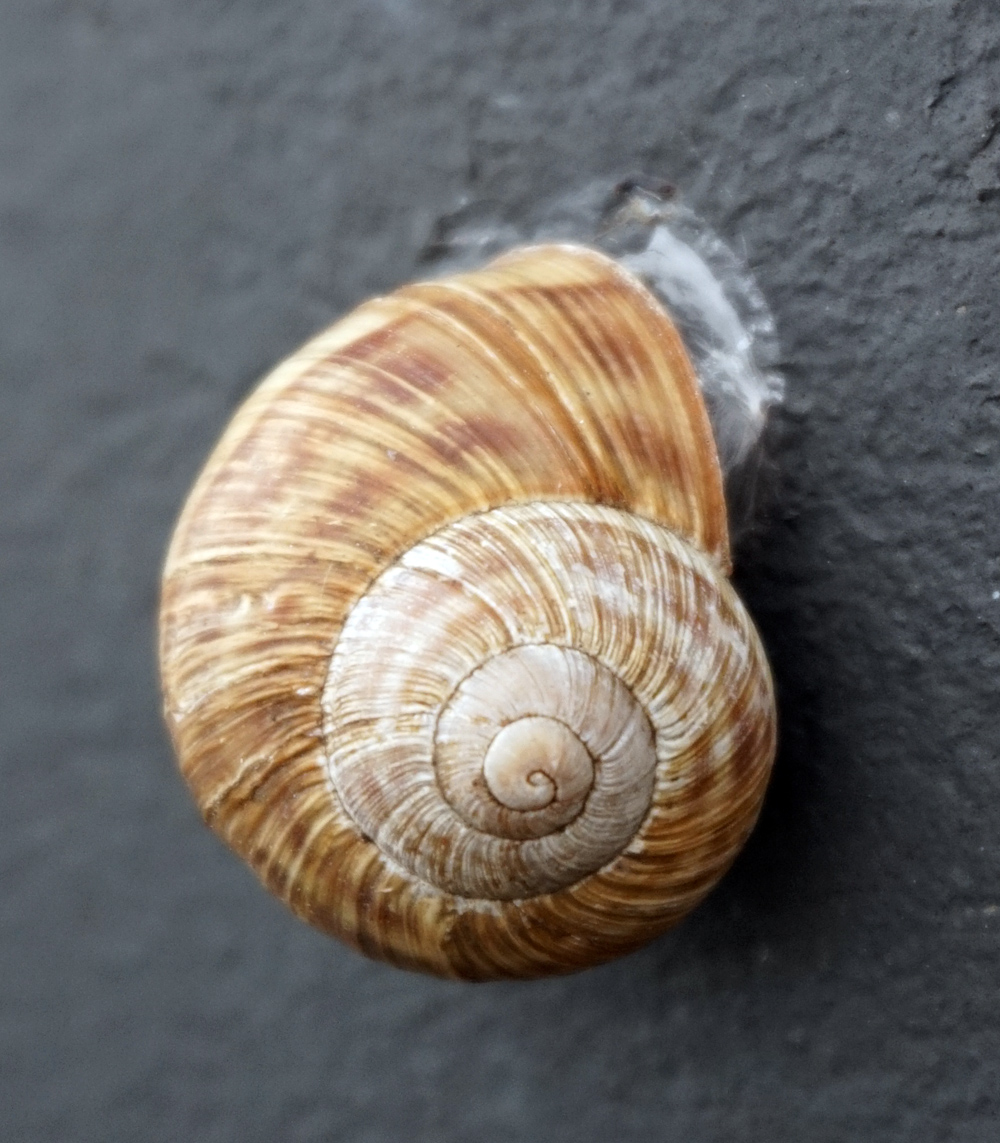
Az epiphragma nemcsak a ház bejáratának elzárására, de az állat függőleges rögzítésére is szolgál

## Köpeny
A köpeny (pallium) a puhatestűek testének hátoldalán létrejövő redőzet, a zsigerzacskó kettőzete, amely a héj anyagát termeli. A köpeny részleges bezáródása hozza létre a köpenyüreget, amelyben a köpenyszervek foglalnak helyet: a vízi csigáknál a kopoltyú, a hozzá kapcsolódó osphradium és a kopoltyúalatti mirigy (glandula hypobranchiale); a szárazföldieknél pedig a tüdő. A köpenyüreg szegélyébe torkollik a végbélnyílás és az ivarszervek nyílásai. A köpenyüreg szűkülete a pneumostoma.
A köpenyt teljes egészében fedheti a héj, vagy kilóghat alóla: a köpeny a lábra simulhat, visszahajolhat a házra, azt részben vagy teljesen befedheti. A meztelen csigáknál a köpeny a hát egy részét vagy egészét takarhatja. A szabadon lévő köpeny megvastagszik, rajta mély barázdák és szemcsék alakulnak ki, amelyet köpenypajzsnak nevezünk.
A köpenyen vagy a köpenyből különböző módosulatok alakulhatnak ki:
- A köpenyen megjelenhetnek különböző köpenytapogatók, amelyek vagy a köpeny szegélyéből módosulnak vagy a köpeny házra terülő részét borítják. A fülcsigák (Haliotis) köpenytapogatói elsősorban tapogatók, nyomás- és fényérzékelésre szolgálnak. A Valvatidae család tagjainál a házból jobb oldalon egyetlen, fonalszerű köpenytapogató áll ki, amelyről úgy gondolják, hogy a ház tisztogatására szolgál.
- A vízi tüdőscsigák, elsősorban a Physidae és az Ancylus család tagjai között akadnak olyanok, amelyeknek a köpenyszegélyének kitüremkedése olyan lebenyt hozott létre, amely külső légzőszervként, úgynevezett másodlagos kopoltyúként működik, és lehetővé teszi, hogy a víz alatt is levegőt tudjanak venni.
- A külső kopoltyú gyakran osphradium is, nemcsak légzésre, hanem szaglásra is szolgál.
- A tengeri csigák több csoportjánál, főként a ragadozó életmódúaknál a köpeny felcsavarodott részéből egy cső alakú szerv, úgynevezett szifó alakul ki, amely a vizet vagy a levegőt a köpenyüregbe vezeti.

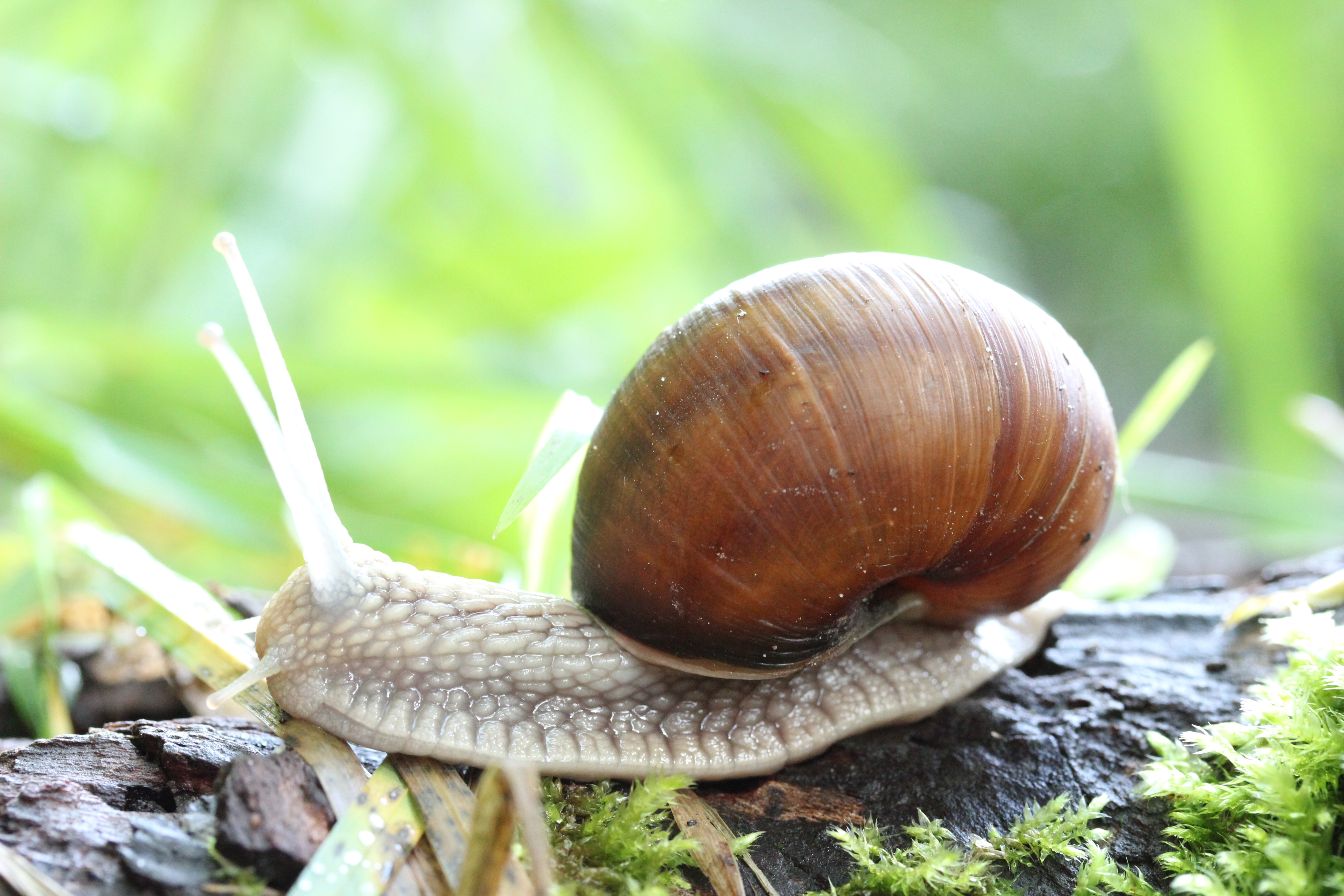
Az éticsiga (Helix pomatia) köpenyét teljes egészében befedi a héj
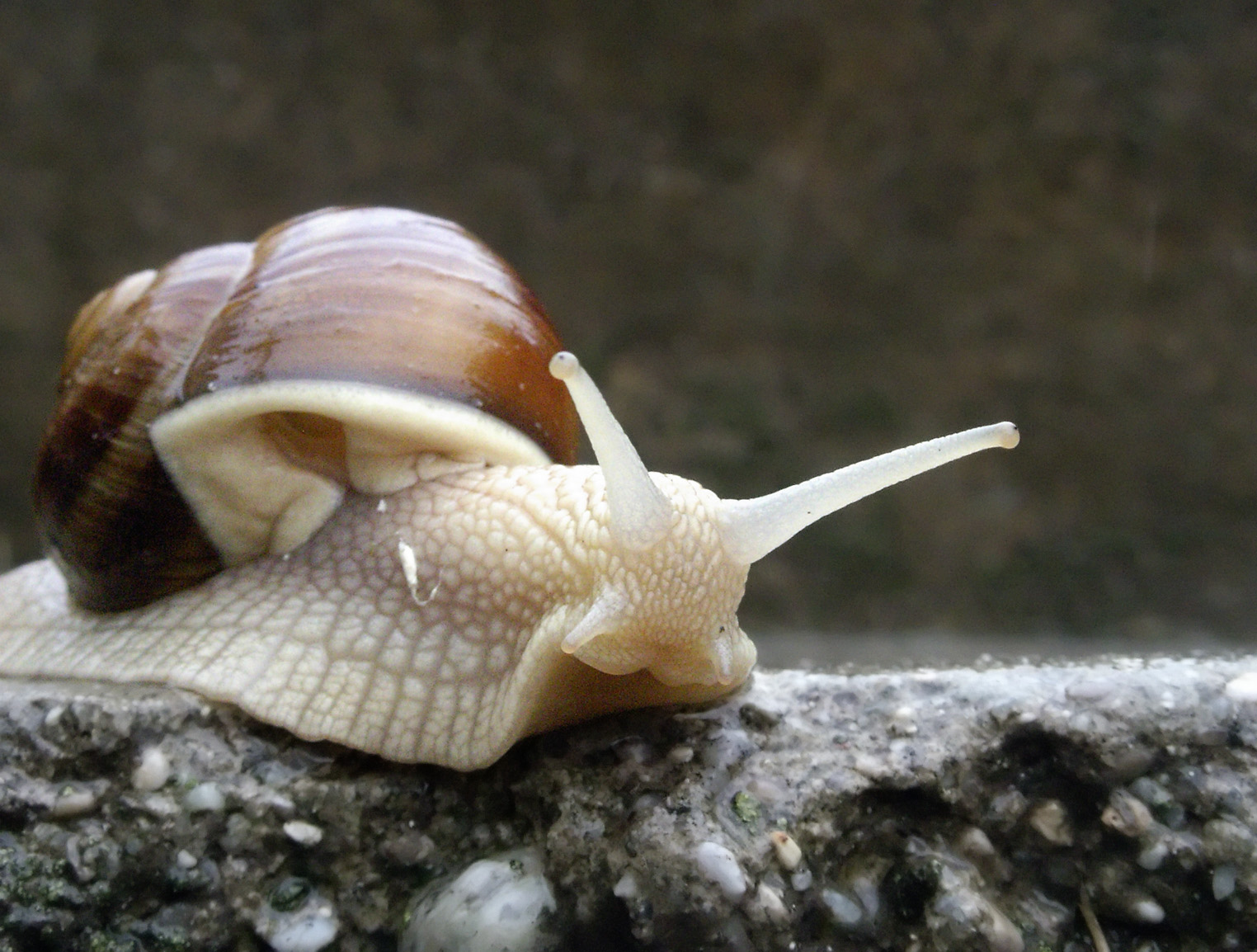
A ház szájadékánál látható a köpeny és a köpenyüreg nyílása, a pneumostoma
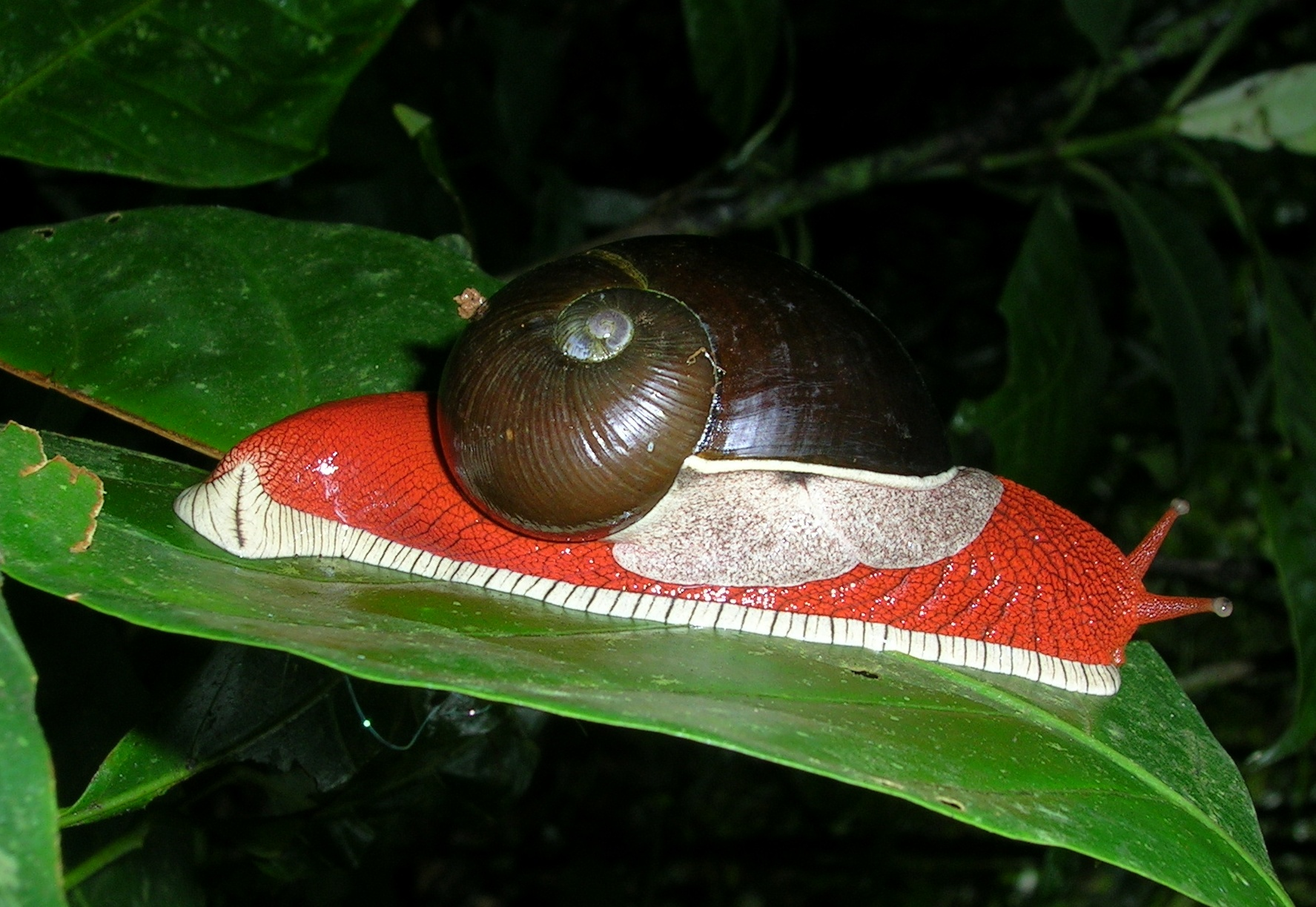
Az Indrella ampulla köpenye túllóg a héj falán, a csiga teste piros, ezért jól látható rajta a világos színű köpeny
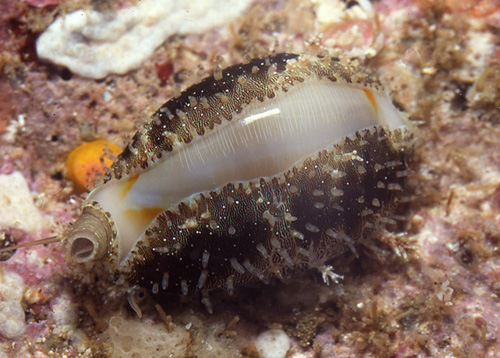
Egyes porceláncsigáknak (Cypraea annulus) a köpeny a háznak csak egy részét fedi be
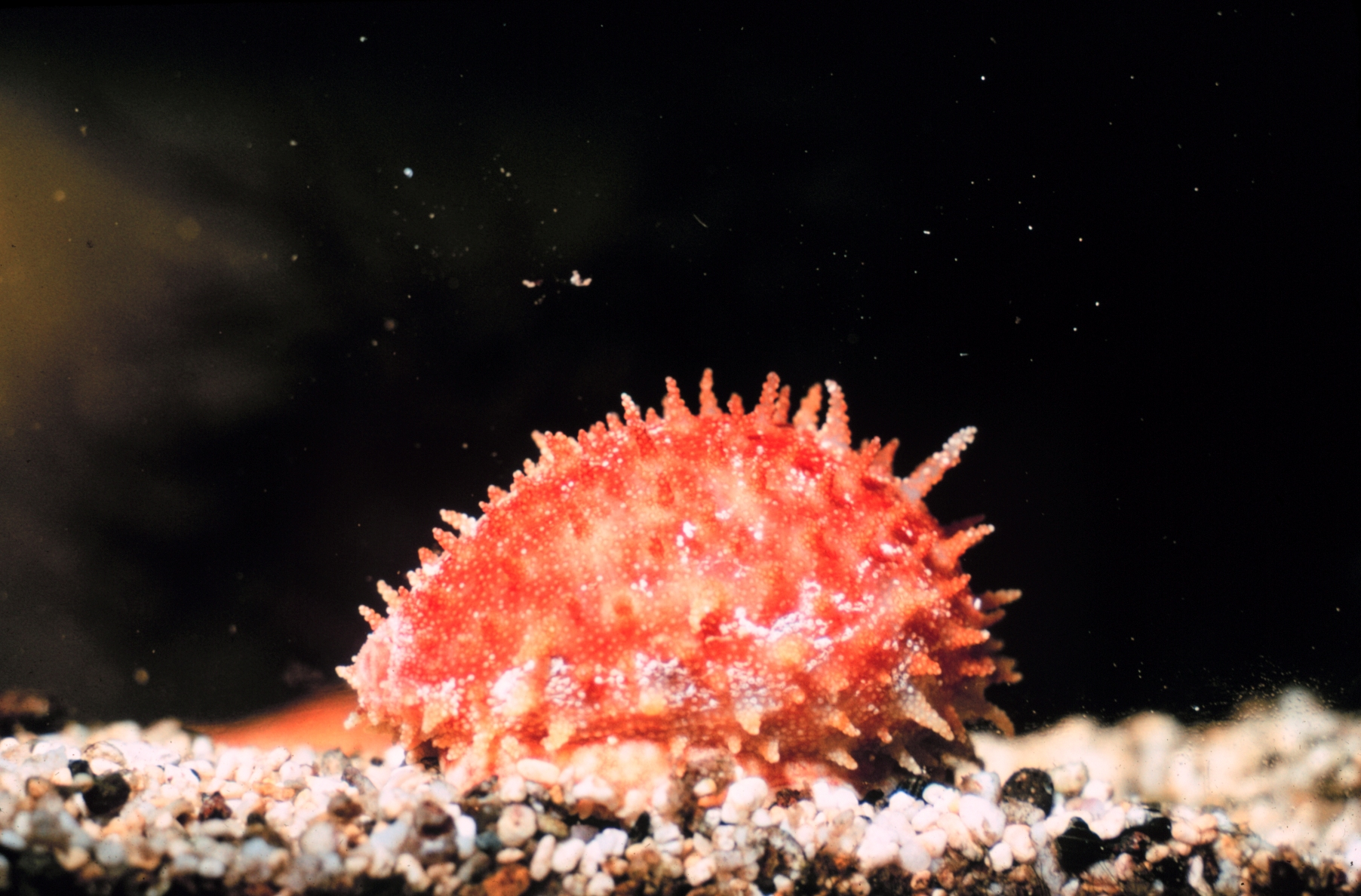
Más porceláncsigáknál (Cypraea chinensis) az egészet
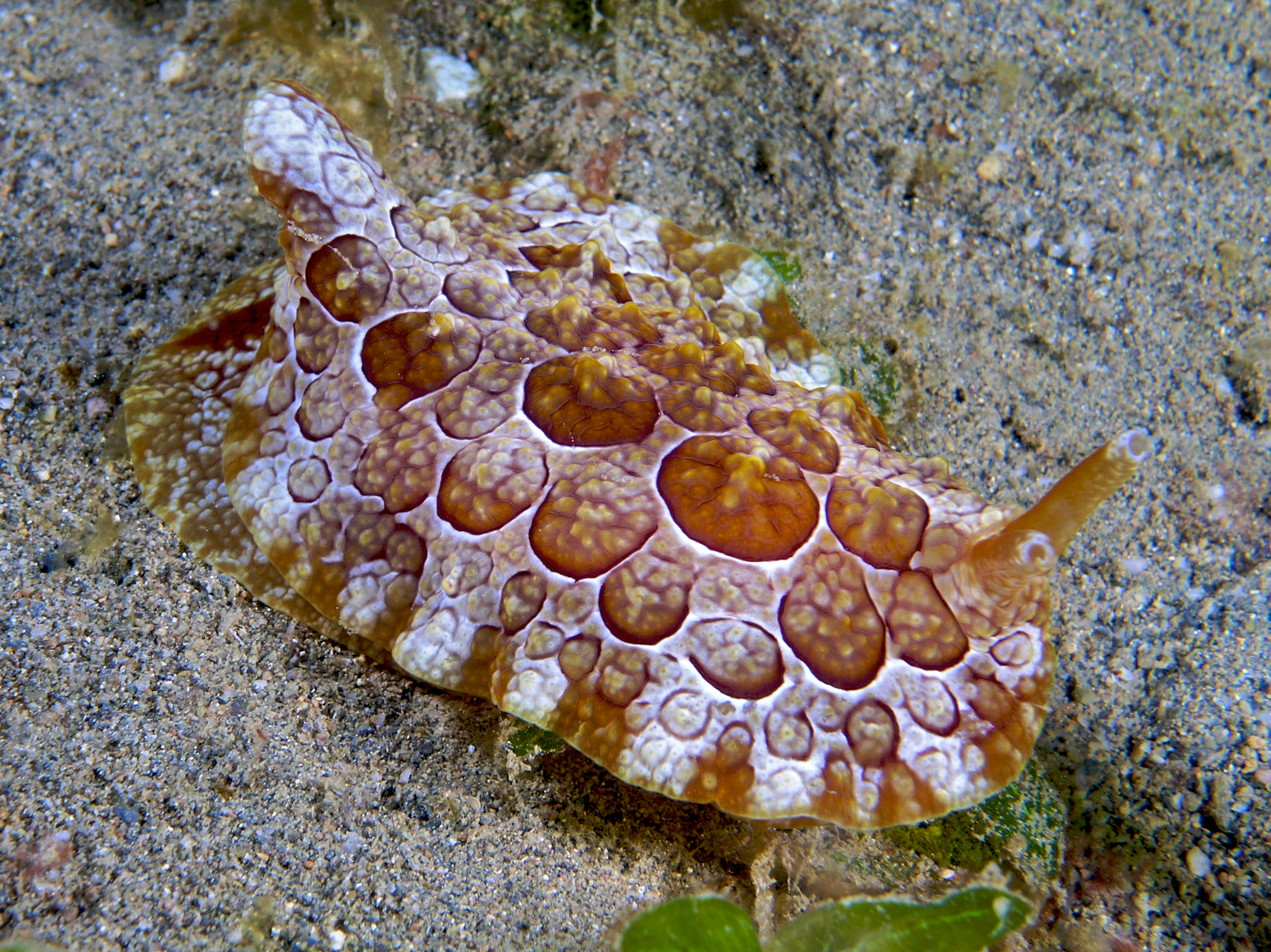
A Pleurobranchus forskalii köpenye teljesen körbezárja a házat, ellentétben a porceláncsigákkal, az állat a köpenyét nem tudja visszahúzni a házába
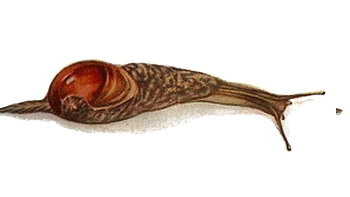
A Semilimax pyrenaicus egy félmeztelen csigafaj, a képen jól látható, ahogy a köpeny kilóg a ház alól, amelybe az állat nem képes behúzódni
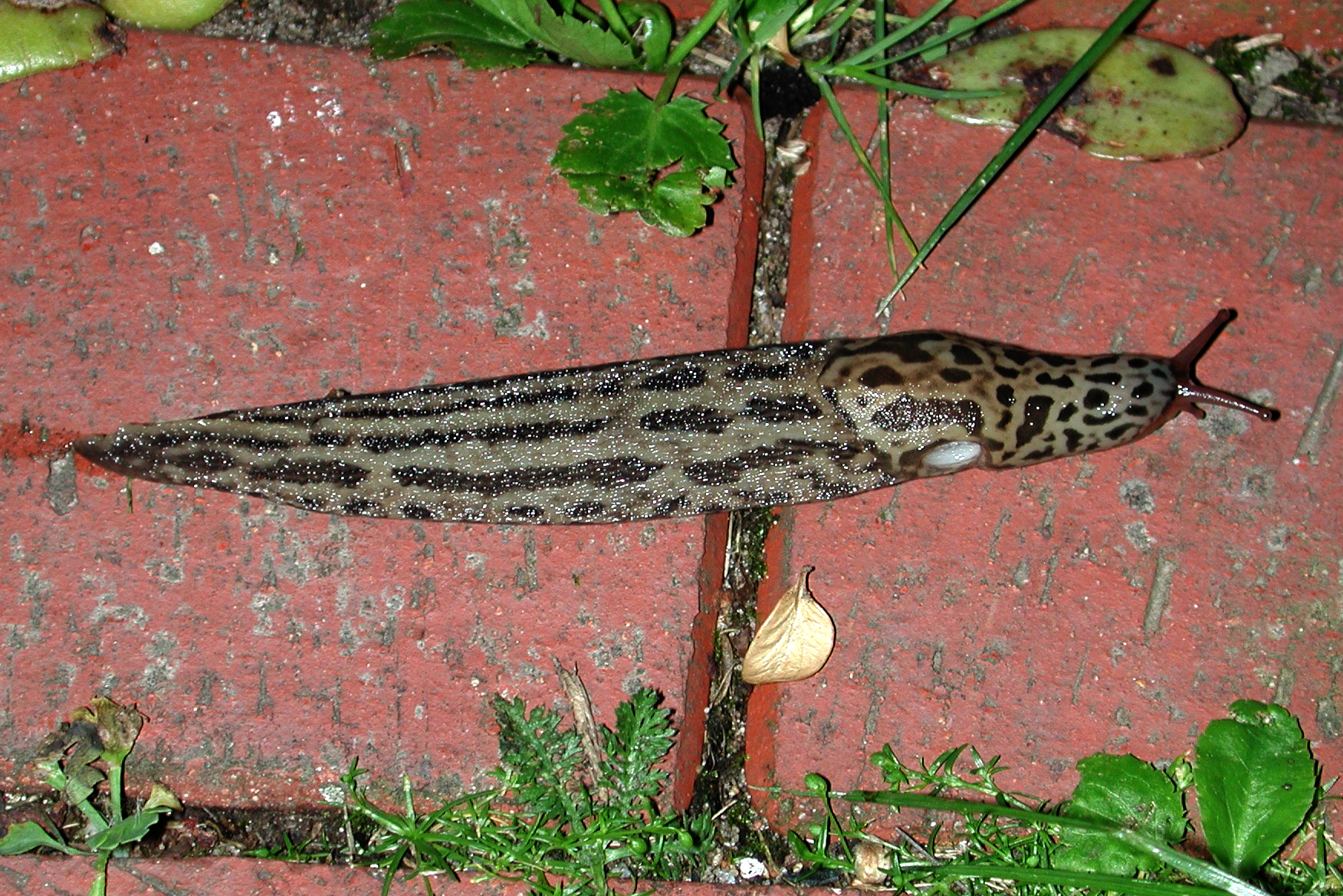
A nagy meztelencsiga (Limax maximus) hátát részben takarja a köpenypajzs, amely alatt csökevényes héjdarab található. A meztelencsiga a köpenye alá tudja húzni a tapogatóit
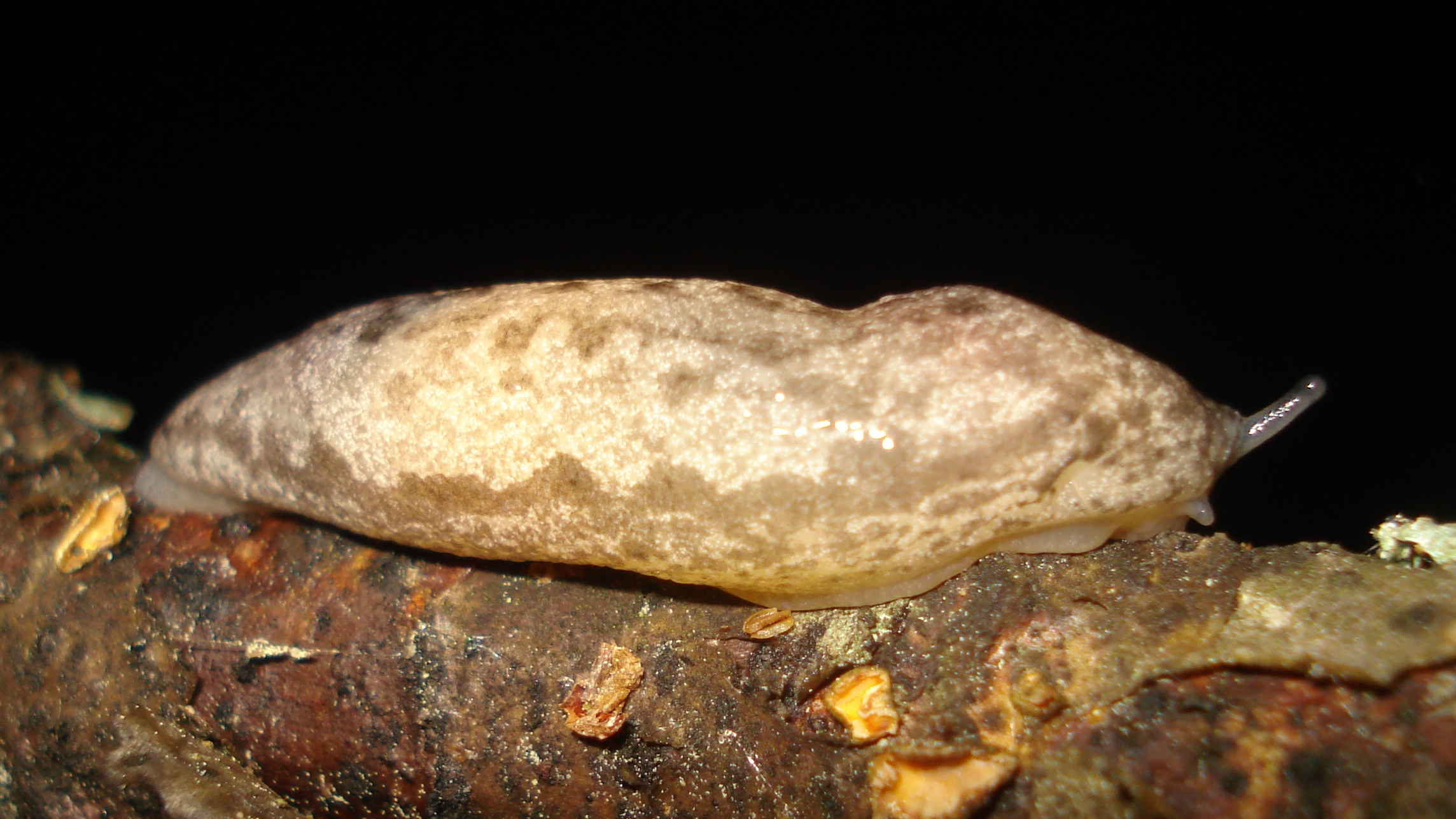
A Megapallifera mutabilis szárazföldi meztelencsiga, amelynek egész hátát fedi a köpeny és a köpenypajzs
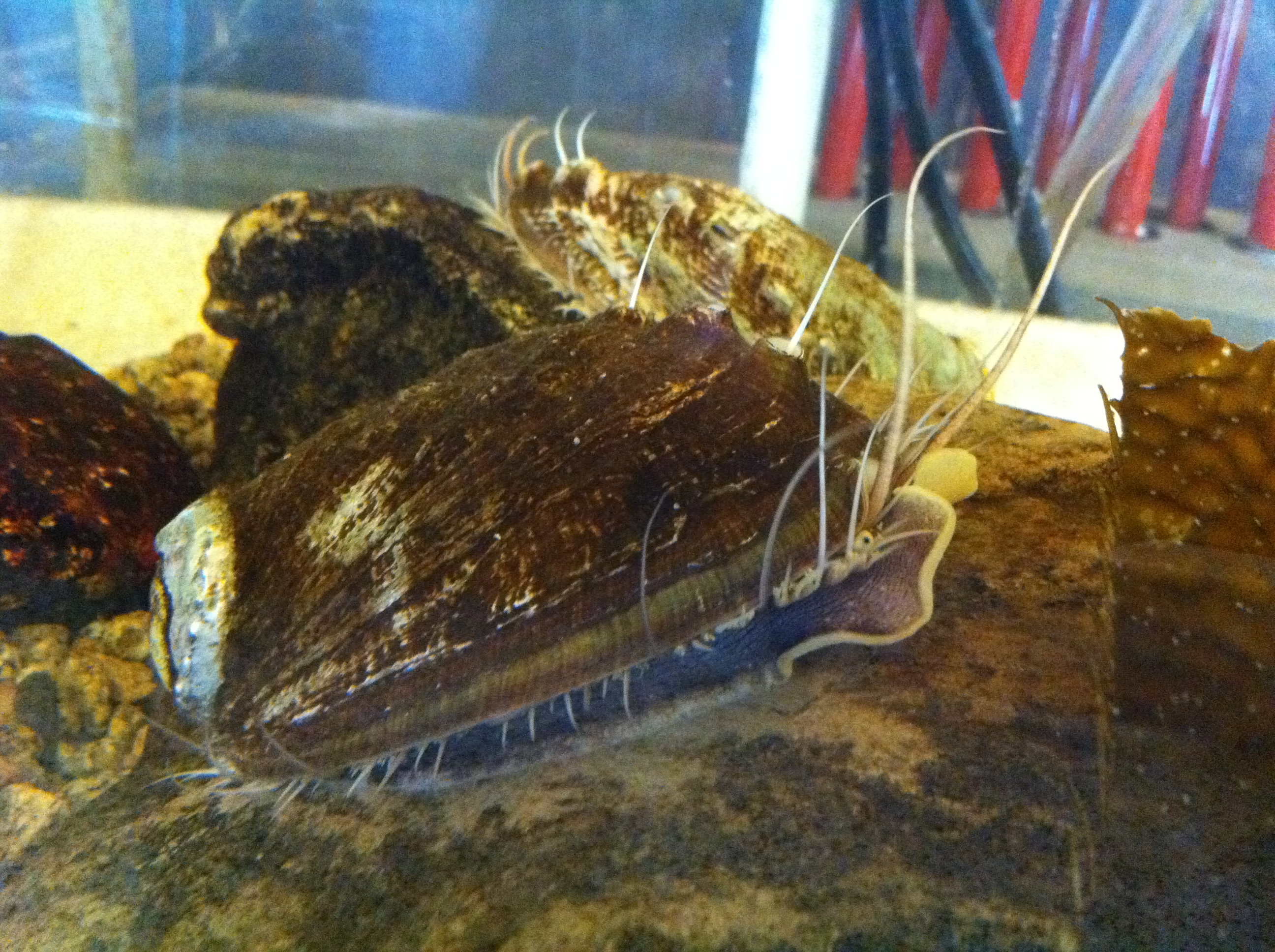
A fülcsigáknak (Haliotis) a köpenyszegélyük teljes hosszában vannak tapogatóik
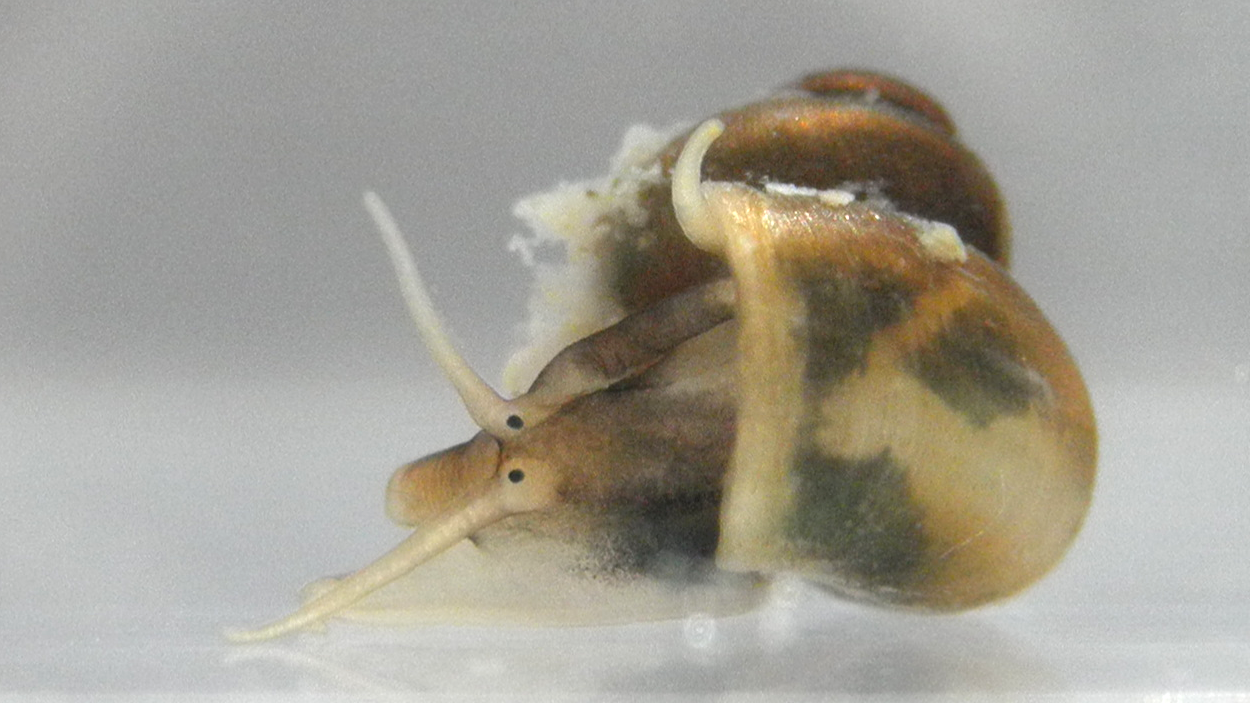
A képen látható a Valvata piscinalis köpenytapogatója, amely a házból jobb oldalon mered ki. A tudósok azt feltételezik, hogy ez a tapogató a ház tisztítására szolgál
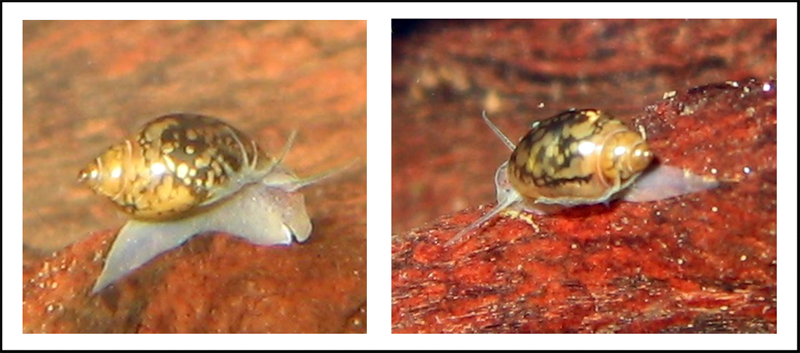
A hólyagcsigáknak avagy balogcsigáknak (Physidae) külső, a köpenyből kialakult másodlagos kopoltyúja van, amely osphradium is
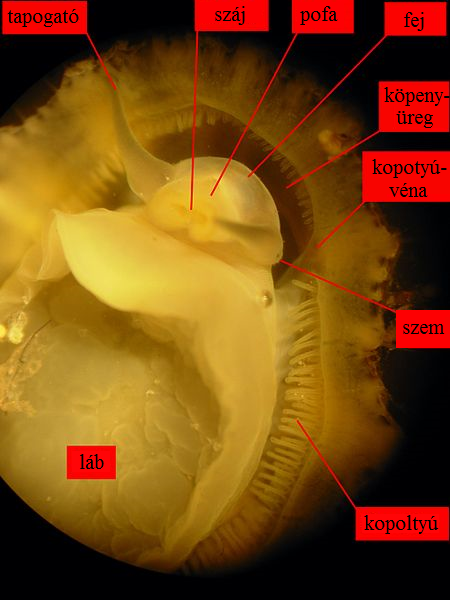
A csészacsigák (Patellidae) köpenyürege túl kicsi, ezért a köpeny szegélyén körbe másodlagos kopoltyúként szolgáló kinövések alakulnak ki

## Láb
A csigák lába a has izmos megvastagodása, amely a helyváltoztatás szerve, egy erősen módosult bőrizomtömlő, a kötőszövetes állományban lévő izomelemek összessége. A csigáknál a láb jellemzően szimmetrikus, a csigák mászásra, ásásra és úszásra is használják.
A mászás során a láb hullámzó mozgást végez, a láb hosszanti izmainak összehúzódása hozza létre a hullámokat, míg a harántirányúak elernyednek, mikor pedig a harántirányúak húzódnak össze, a hullámok előretolódnak, a hullám tehát a test eleje felé halad. Egyes csigáknál a láb lehet két vagy három osztatú, vagyis a hullámmozgás nem egységes: a nyugati ajtóscsiga (Pomatias elegans) haslábának két oldala felváltva siklik előre.
A csúszás nem közvetlenül az adott felületen történik, hanem azon a nyálkarétegen, amelyet a csiga termel. A test egészén találhatók nyálkamirigyek az állat kiszáradását megakadályozandó, de a legfejlettebb a lábmirigy, amely a talp felszínére önti váladékát. A mirigy a szájnyílás alatt van. A nyálka összetevőinek köszönhetően nedvességet von el a környezetétől – egyes fajok így biztosítják vízszükségletük 50 százalékát, de más szerepe is van: a növényi táplálékot fogyasztó csigák nyálmirigyeinek váladéka lúgos kémhatású, benne keményítőbontó amiláz van; a ragadozók nyála savas, benne fehérjebontó enzimek, néha méreganyagok is lehetnek.
Egyes szárazföldi házas és házatlan csigafajoknál a láb végén kialakul egy ún. kaudális nyálkagödör, amelyben az állat mászása során összegyűlik és újrafelszívásra kerül a nyálka.
A csigák nagy része képes visszahúzni a lábát a házába. A láb házban való benntartásához izommunkára van szükség, ugyanis, ha az izmok nem szorítják a láb szöveteit, akkor azok megtelnek vérrel, megduzzadnak és kipréselődnek a házból. A lábat a ház oszlopára vagy a belső falára tapadó izmok húzzák be, miközben a vér a test más részeire áramlik. A láb a ház nagyobb redőibe hajtogatódik.
A parapodium avagy oldallebeny egy izmos nyúlvány a test két oldalán bizonyos tengeri csigáknál (Cephalaspidea, Thecosomata, Gymnosomata, Aplysiomorpha). A lebenyek nemcsak a mozgásban vesznek részt, de – a megnövekedett felületet kihasználva – a légzésben is.
A pikkelyes csiga avagy pikkelyes lábú csiga (Chrysomallon squamiferum) egyedi az állatvilágban, ugyanis képes fémeket, elsősorban vasat beépíteni a házába és a lábán növő pikkelyekbe, amelyek ettől igen kemények és ellenállóak. A különböző megkeményedett testrészeket szkleritnek nevezik. A pikkelyes csiga a mélytengeri hidrotermális kürtőknél él, és a mélytengeri bányászat miatt veszélyeztetett.

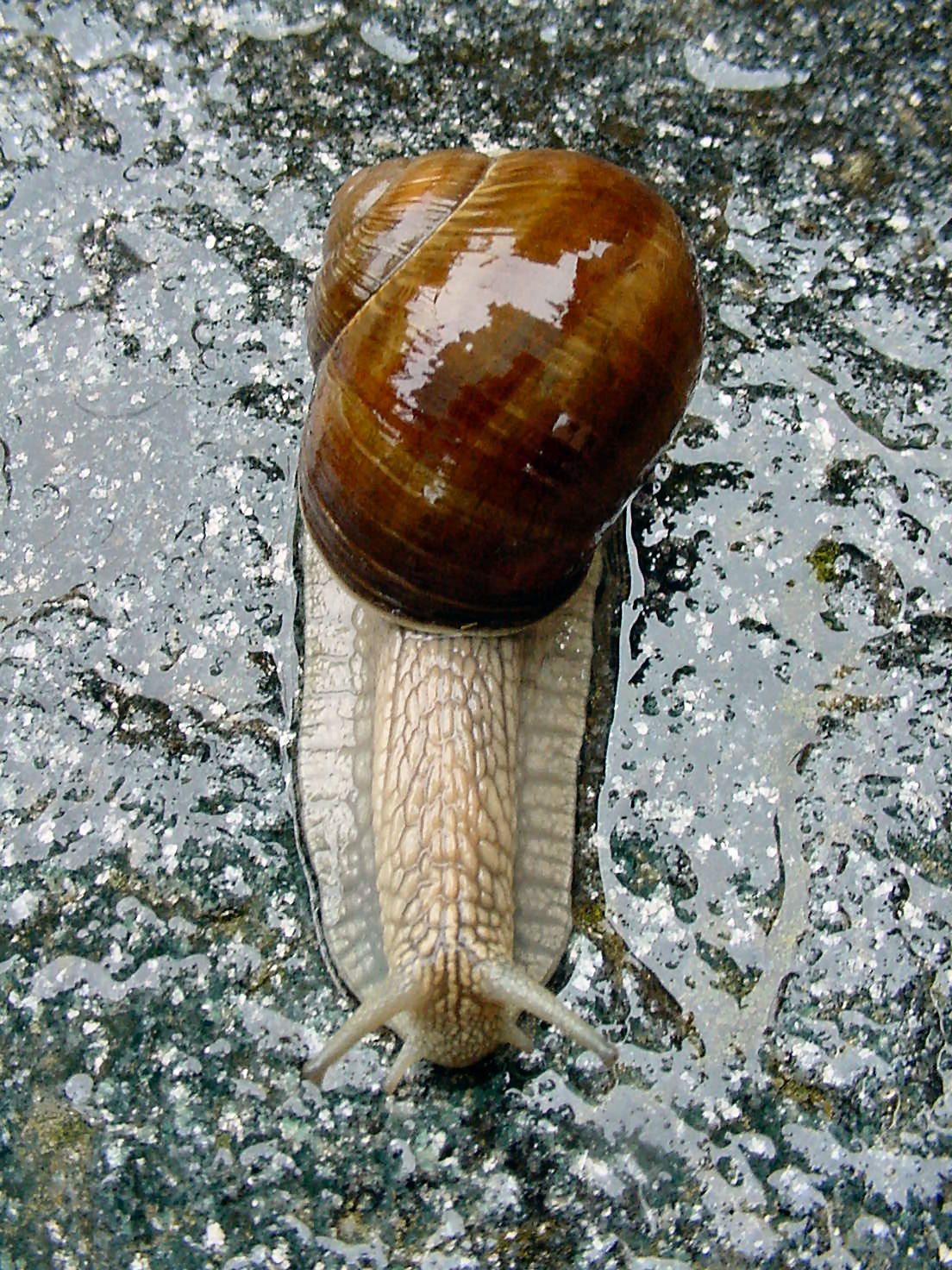
Az éticsiga (Helix pomatia) talpa szélesen túlnyúlik a testen, a test házon kívüli részében kap helyet a lábmirigy, amely az állat szája alatt nyílik
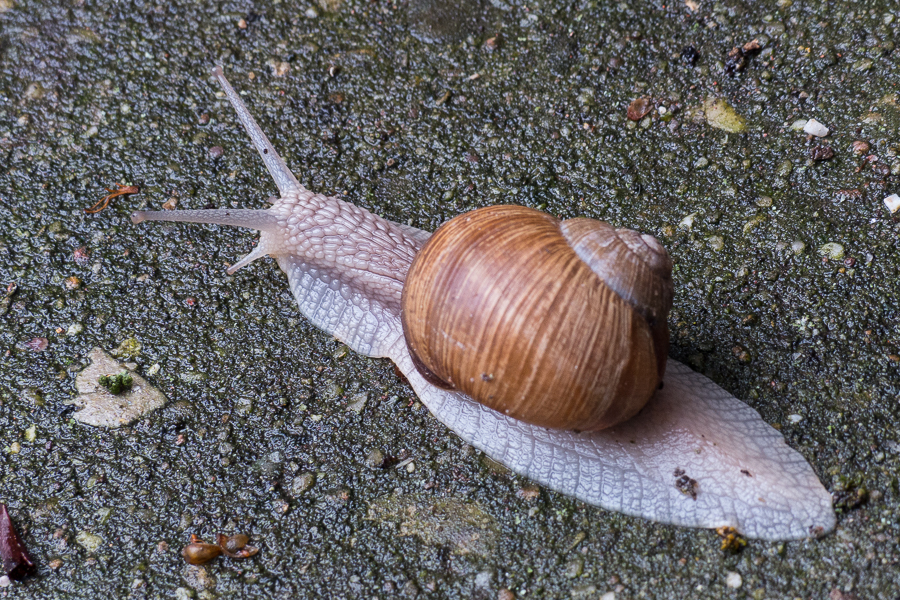
Az éticsiga lába hátul még jobban kiszélesedik és ellaposodik
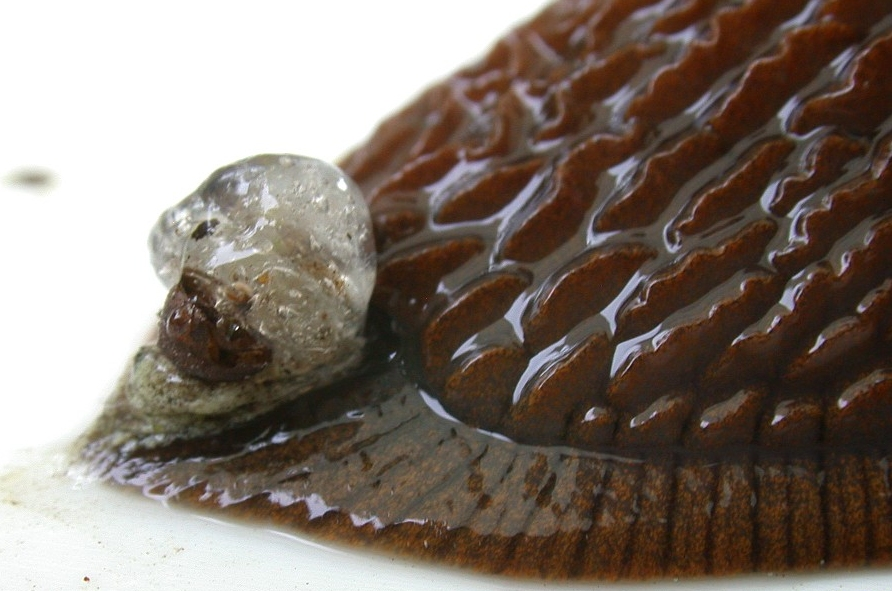
A csigák bőre erősen redőzött, benne olyan csatornák alakulnak ki, ahol a párolgás kisebb, így védekeznek a kiszáradás ellen. A szárazföldi csigák mindegyike a bőrén keresztül is lélegzik, a redők a bőr felületét is megnövelik
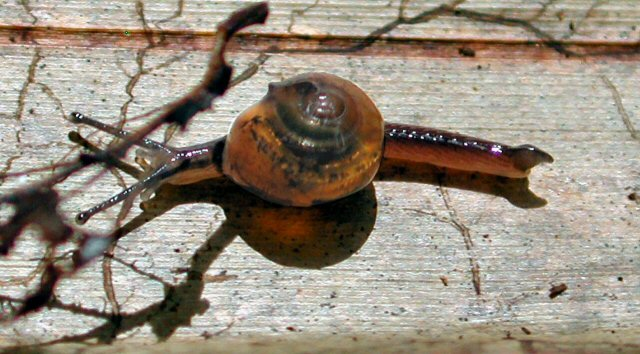
Ezen a képen látható egy kaudális nyálkagödör az Ovachlamys fulgens talpának a végén. Ennek feladata a nyálka újrafelszívása
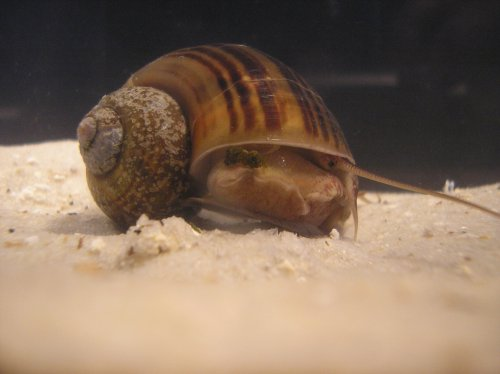
Ezen az almacsigán (Pomacea canaliculata) látható, ahogy a összehajtogatott lába félúton van a behúzás és a kitolás között
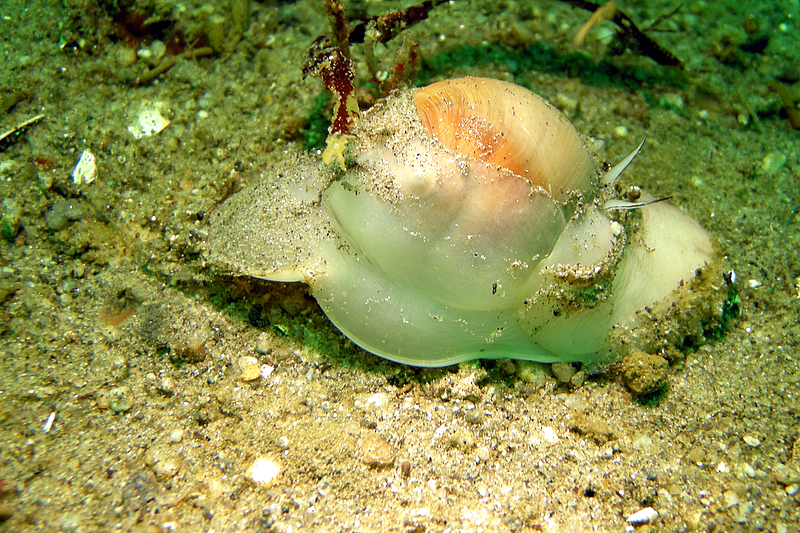
A köldökcsigáknak széles lábuk van, amely részben fedi a házat. A képen egy Neverita lewisii látható
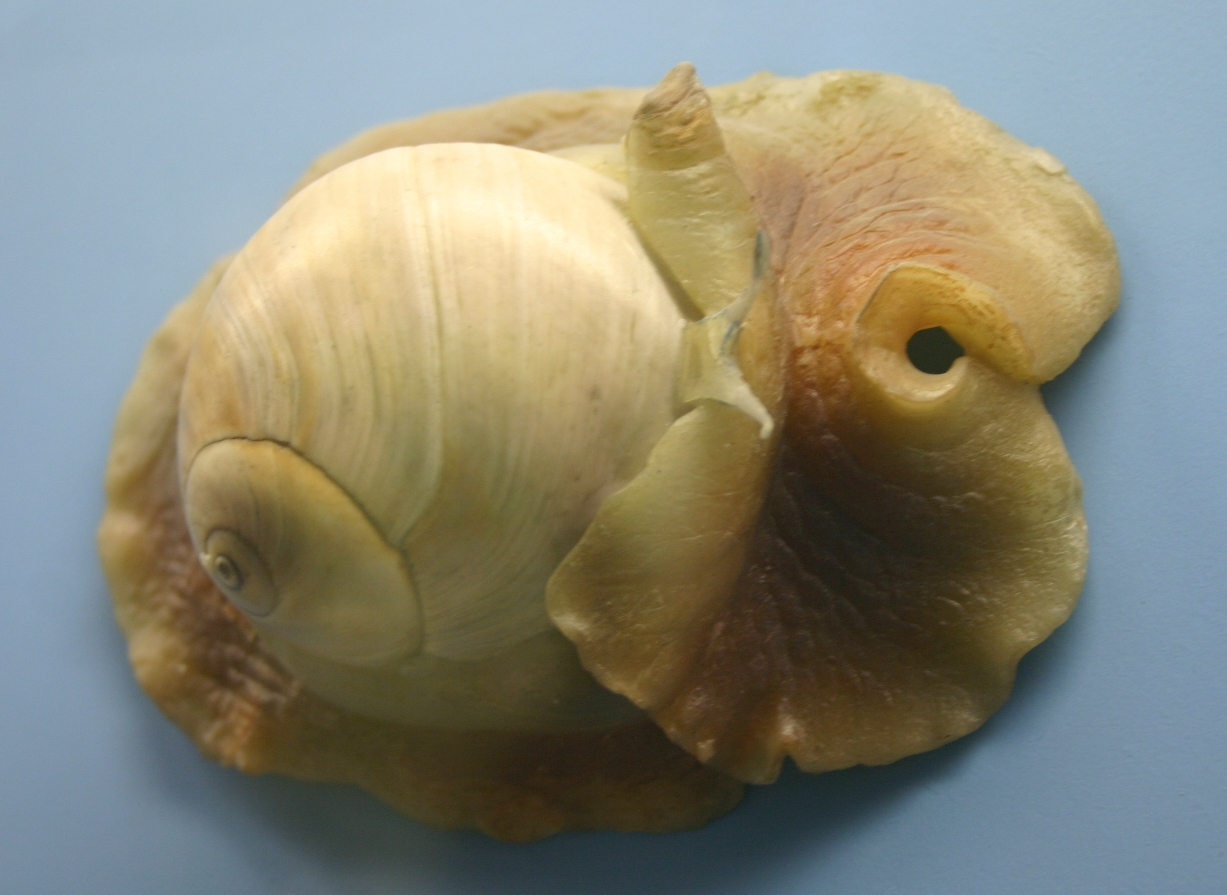
Ezen a kikészített példányon (Neverita duplicata) jól látható, ahogy a láb fejnél lévő része a házra borul.
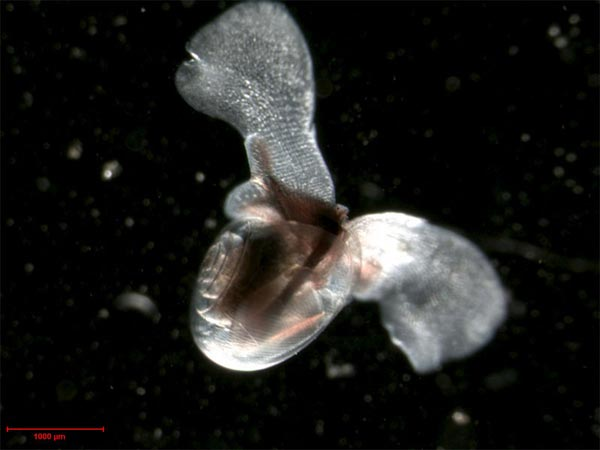
A Limacina helicina egy héjas tengeri pillangó, amely elhagyta a talajt, és megnövekedett lábát evezőként használva úszik a vízben
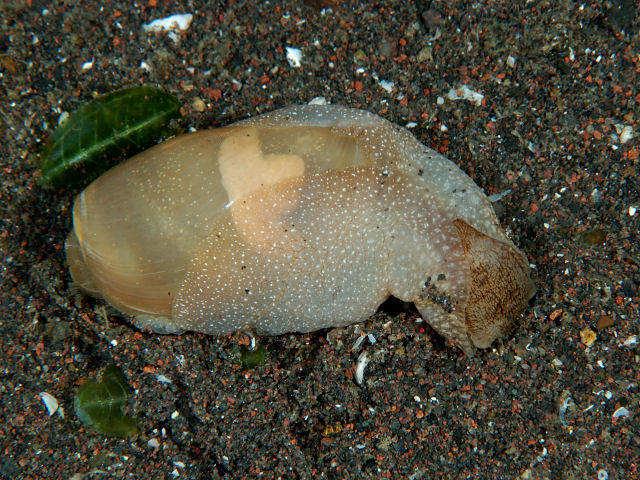
Az Akera soluta egy tengerinyúlfaj, a hátára csapott oldallebenyek tölcsért formálnak, a tölcsér ütemes összehúzódásakor a víz a test hátuljánál kiáramlik, így úszik
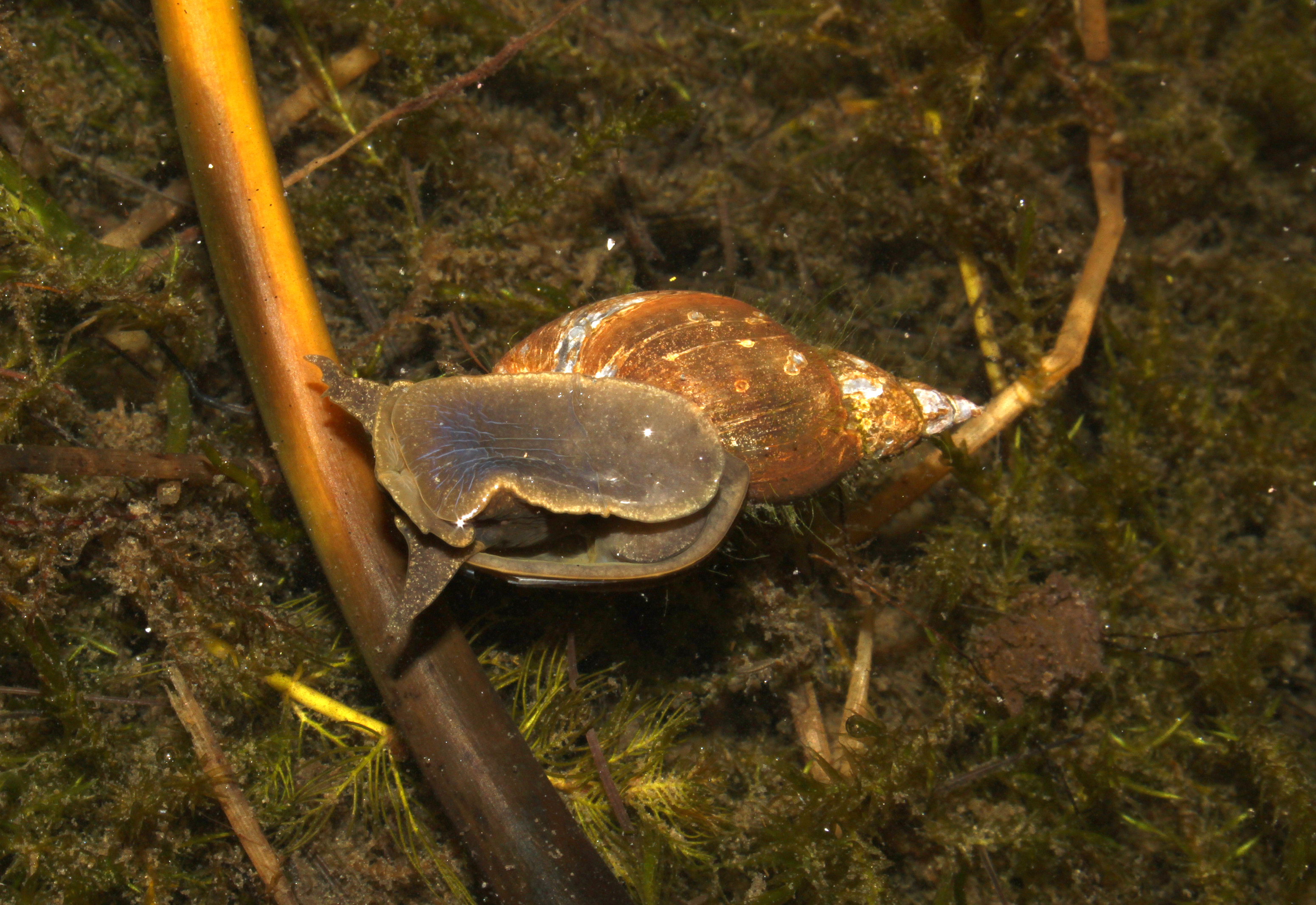
Számtalan vízi csiga képes arra, hogy a víz felületi feszültségét kihasználva mintegy fejjel lefelé másszon a vízen. Ez lehetővé teszi számukra, hogy lelegeljék a víz felszínén úszó szerves törmelékréteget, a detrituszt. A képen egy nagy mocsáricsiga (Lymnaea stagnalis) látható
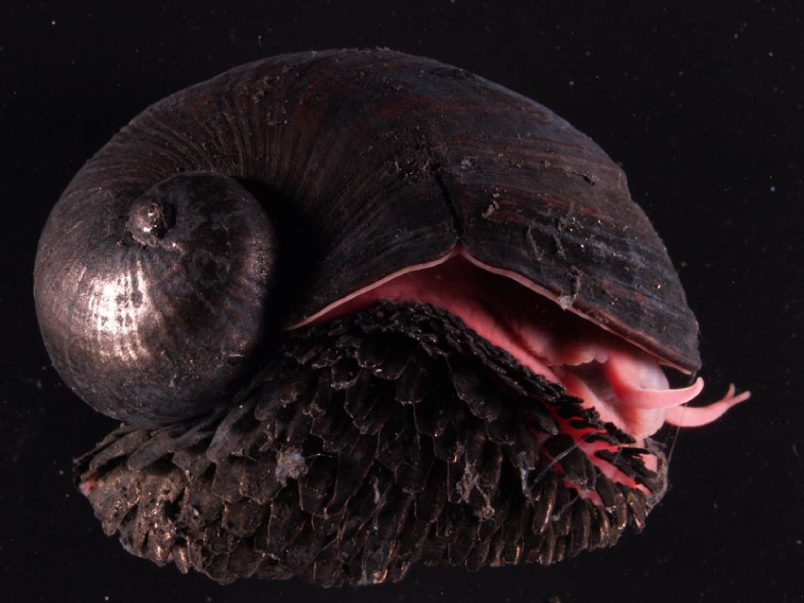
Egy élő pikkelyes csiga (Chrysomallon squamiferum), lábán láthatóak a fémet tartalmazó pikkelyei
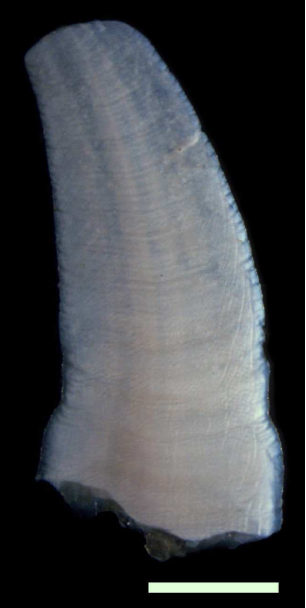
A pikkelyes csiga pikkelye vagy szkleritje vas-szulfidot tartalmaz

## Radula

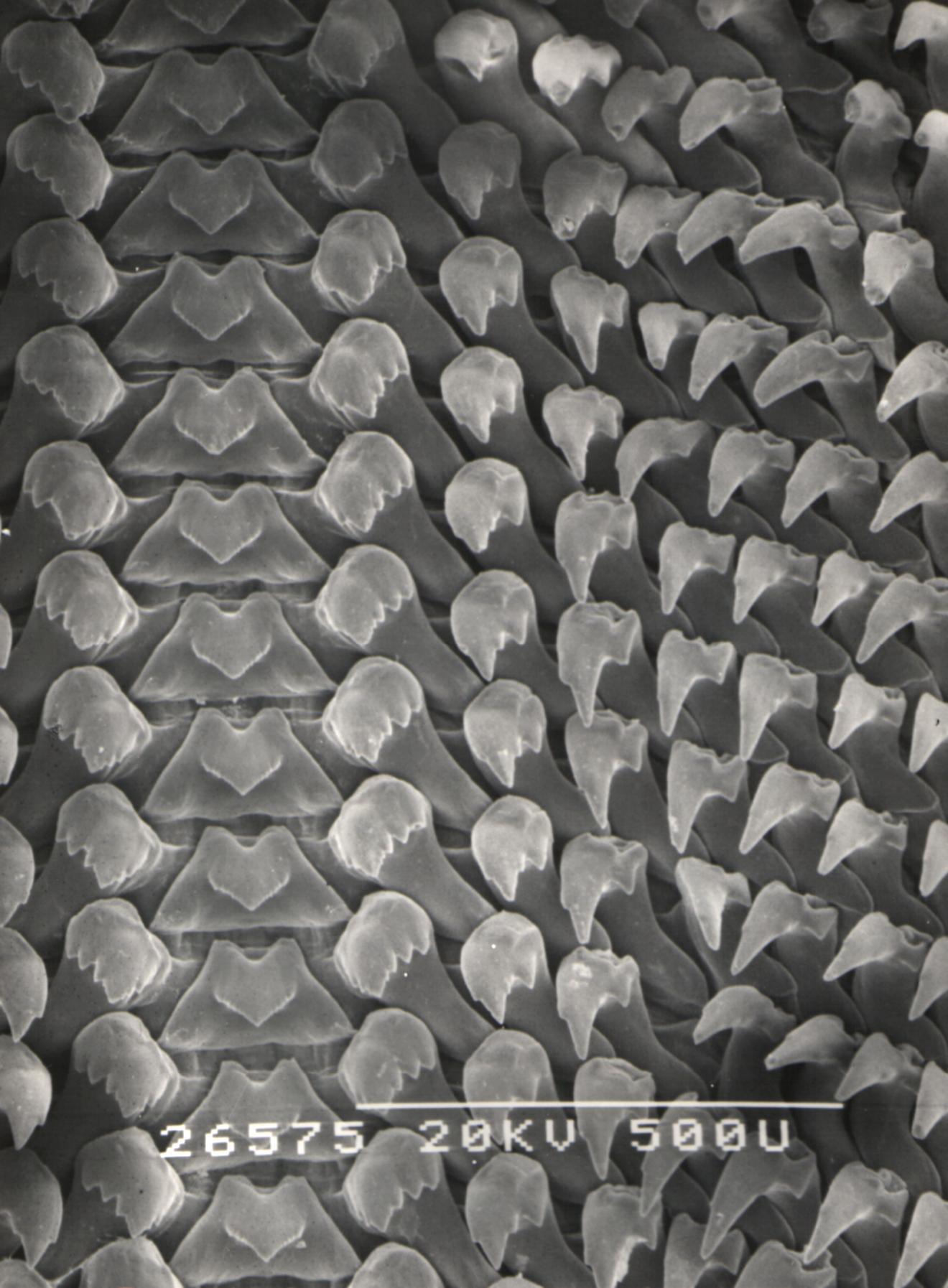
Az egyik tengeri nyúl faj (Aplysia juliana) radulájának mikroszkópikus képe

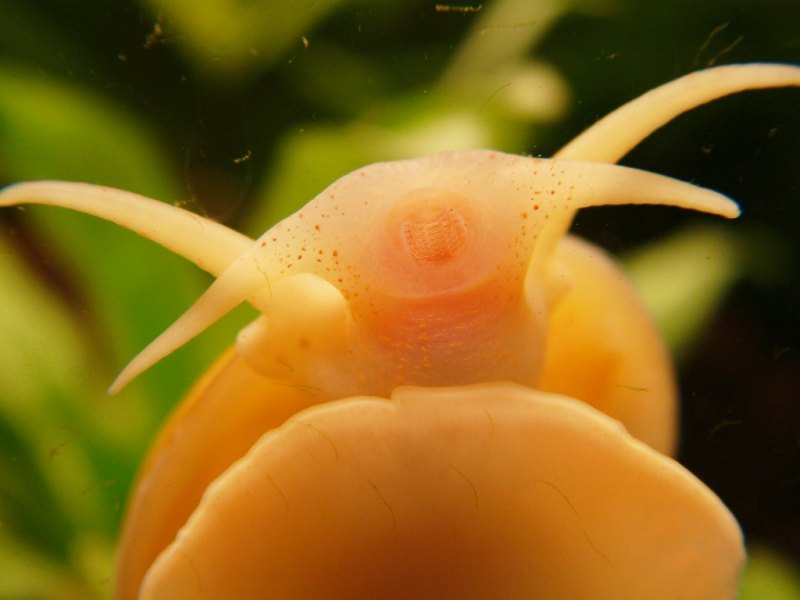
Egy almacsiga (Pomacea) szája közelről. A szájban látható a nyelv és a radula

A radula a csigák nyelvén található fogazott lemez, amely a táplálék darabolására szolgál. A radula a puhatestűekre jellemző képződmény, csak a kagylóknál nem fordul elő. A radula alakja, fogainak a szerkezete, elrendezése és száma igen változatos, Franz Hermann Troschel, 19. századi német zoológus próbálkozott a csigák radula alapján történő rendszertani besorolásával. A radula támpontot ad az adott faj életmódjával kapcsolatban is.
A radulán lévő fogakat három csoportra szokás osztani helyzetük szerint. A radula hosszanti tengelyén középen található fog a központi fog, amely hiányozhat is. A tengelytől kifelé találhatóak az oldalsó vagy laterális fogak, még kijebb találhatóak a perem- avagy marginális fogak. Mind a három csoportban találhatunk úgynevezett domináns fogat vagy fogakat, amelyek jobban fejlettek. A központi, laterális és marginális fogak sorokat alkotnak, ezen sorok a radula hosszában ismétlődnek.

A radulák típusai

A csigák csoportjai a radula alapján:
Pálcanyelvűek (Docoglossa): A pálcanyelvűek raduláján jellemzően egy központi fog van, amely azonban hiányozhat is; a laterális fogak száma egy és három között váltakozik, és közülük egy domináns; a széleken pedig egy és három közötti marginális fog található. A fogak mereven vannak rögzítve a radula felszínén. A pálcanyelvűeknél a sorok száma igen tekintélyes is lehet, ez a szám a közönséges csészecsiga (Patella vulgata) esetében 180. Erről a radulatípusról feltételezik, hogy a legősibb, és változatlan formában öröklődött a kládhoz tartozó csigákban. A merev fogak kiválóan alkalmasak a makroalgák lekaparására, ugyanakkor a fogak közötti távolság a mikroalgák gyűjtését lehetetlenné teszi.
Legyezőnyelvűek (Rhipidoglossa): a legyezőnyelvűek radulájának közepén egy nagy, a többitől elütő, középső fog áll; az oldalsó fogak száma általában öt, mindegyik alakja valamivel eltér a többitől; a peremfogak száma tekintélyes, olykor több száz, a radula szélén legyezőszerűen szétnyílnak. A radula seprűként viselkedik, és különösen alkalmas mikroalgák gyűjtésére. Legyezőnyelvük van például nálunk, a Dunában is megtalálható folyami bödöncsigának (Theodoxus fluviatilis) vagy az akváriumokban kedvelt zebracsigáknak (Neritina natalensis).
Szalagnyelvűek (Taenioglossa): a szalagnyelvűeknek hét foga van: egy középső, egy-egy oldalsó és két-két peremfog. A fogak gereblyeként viselkednek, összegyűjtik az algákat és a különböző bomlástermékeket. A Caenogastropoda nevű klád csigái tartoznak ehhez a csoporthoz.
Keskenynyelvűek (Rachiglossa): a keskenynyelvűeknek általában csak egy középső foguk van, de bizonyos fajok raduláján e mellett kétoldalt még 1–1 oldalsó fog is lehet. Ez a radula a ragadozókra jellemző.
Nyílnyelvűek (Toxoglossa): Ennél a csoportnál általában nincsen sem középső fog, sem pedig peremfog. Mindkét oldalon felváltva nő egy-egy nyíl alakú fog. A fogakat feltekeredett lemezek alkotják, a tetejükön apró horoggal, a tövüknél pedig méregmiriggyel, a fogak csatornaként viselkednek. Nincsenek szorosan rögzülve, a kampó segítségével a zsákmányba akadnak, a méreg pedig végez vele. Ilyen radulája van például a Conoidea nevű főcsaládhoz tartozó csigáknak.
Tollnyelvűek (Ptenoglossa): A tollnyelvűeknél nincsen központi fog, a radulán azonos alakú hegyes peremfogak sorakoznak. Ebbe a csoportba tartoznak a Epitonioidea nevű főcsalád csigái, amelyek jellemzően élősködő életmódot folytatnak, elsősorban polipokon.
Nincs radulája a Tethydidae, a Porostomata és a Clathromangelia család csigáinak; az egyetlen ismert, radula nélküli szárazföldi csigafa a Careoradula perelegans.

## Tapogatók
A tapogató (tentaculum), csáp vagy szarv a csigák jellemző érzékszerve, amely a fény és a kémiai anyagok érzékelésére szolgál. A tapogatókat három csoportra oszthatjuk.
- A fejen lévő tapogatók rendszerint párosával helyezkednek el. Az egy pár tapogató inkább a tengeri csigákra jellemző, a két pár tapogató pedig a szárazföldiekre. Ha két pár tapogató van a fejen, akkor differenciálódnak, az elöl avagy feljebb lévők inkább a látást, a hátul avagy lejjebb lévők pedig inkább a szaglást szolgálják. Azoknál a fajoknál, ahol három pár tapogató van, a harmadik a száj felett szétterülve helyezkedik el, ez az ún. ajaklebeny.
  - A tapogatók mindig szoros kapcsolatban vannak a szemekkel, a szemek vagy a tapogató tövénél, vagy a tapogató végén helyezkednek el. Egyes rendszertanokban a tüdőscsigák (Pulmonata) rendjének két alrendje az ülőszemű tüdőscsigák (Basommatophora[46]) és a nyelesszemű tüdőscsigák (Stylommatophora[46]), ez utóbbiaknál az a tapogató, amelynek a végén a szem található, az ommatophore[46] nevet viseli.
  - A rhinophore[47] a tapogatók egy speciális fajtája, amely a ragadozó és dögevő tengeri csigákra jellemző, mint például csupaszkopoltyús csigákra (Nudibranchia), a tengeri nyúlakra (Anaspidea) vagy a zsáknyelvűekre (Sacoglossa). Ezeknek a csigáknak a látása igen gyenge, szemük gyakran visszafejlődött, táplálékukat elsősorban szagló tapogatójukkal keresik, a tapogató felületét különböző kinövések és csillók növelik meg, amelyeken a víz kémiai anyagát vizsgáló kemoreceptorok és a víz áramlását jelző rheoreceptorok[48] sorakoznak. A rhinophore a feromonérzékelésen keresztül a csigák párkeresésében is részt vesz. Bizonyos fajoknak egyfajta zsebük is van, ahová az állat a tapogatóját vissza tudja húzni.
  - A tapogatók lehetnek ostorszerűek, mint például az almacsiga (Pomacea bridgesii) esetében, háromszögszerűek, mint a nagy mocsáricsigánál (Lymnaea stagnalis) vagy szarvszerű, mint az éticsigánál (Helix pomatia).
- A ház vonala alatt a köpenyen is sorakozhatnak tapogatók.
- A tapogatók speciális fajtája az osphradium,[49] amely egy egyes vagy páros szaglószerv a kopoltyús puhatestűek légzőüregének bejáratánál, feladata a bejutó víz minőségének ellenőrzése.

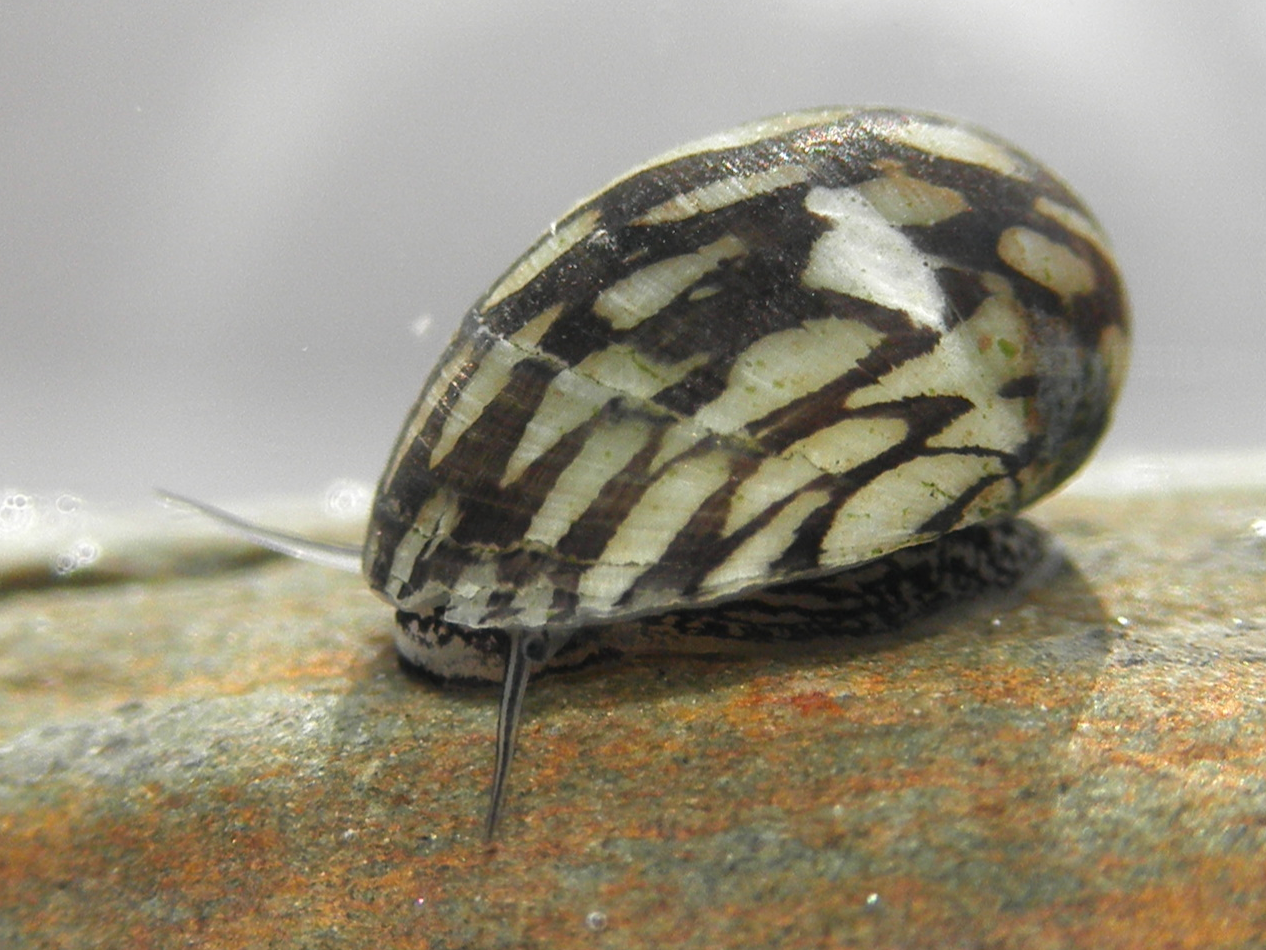
A folyami bödöncsigának (Theodoxus fluviatilis) egy pár tapogatója van. Az egy pár tapogató inkább a vízben élő csigákra jellemző. Ennek a csigának ostorszerű tapogatója van, szemei a tapogató tövénél ülnek
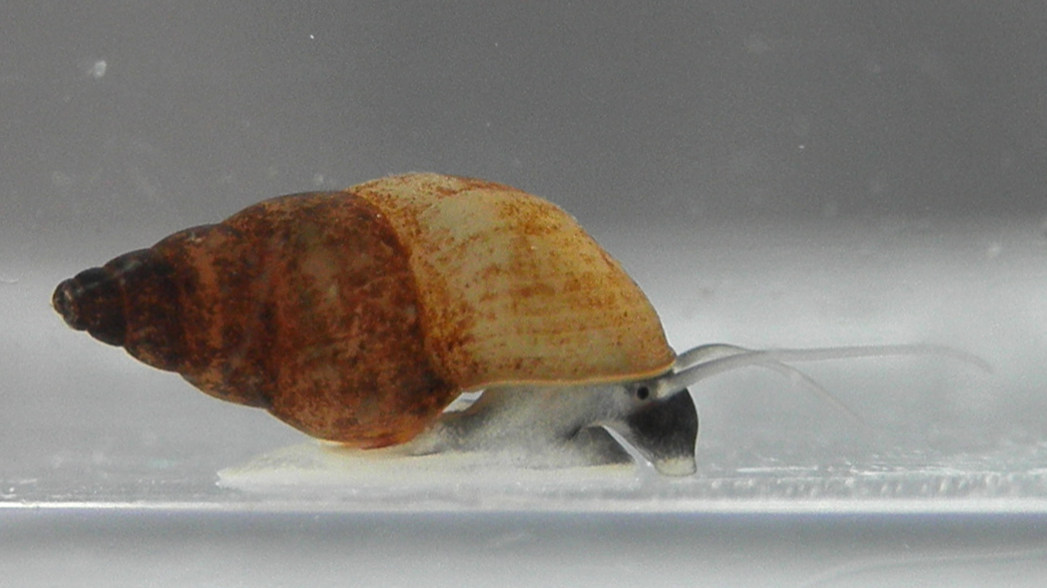
A kisebb testű csigáknál a tapogatók akár hosszabbak is lehetnek az állatnál. A képen egy új-zélandi mocsári csiga (Potamopyrgus antipodarum) látható, amely kb. 1 cm-re nő meg
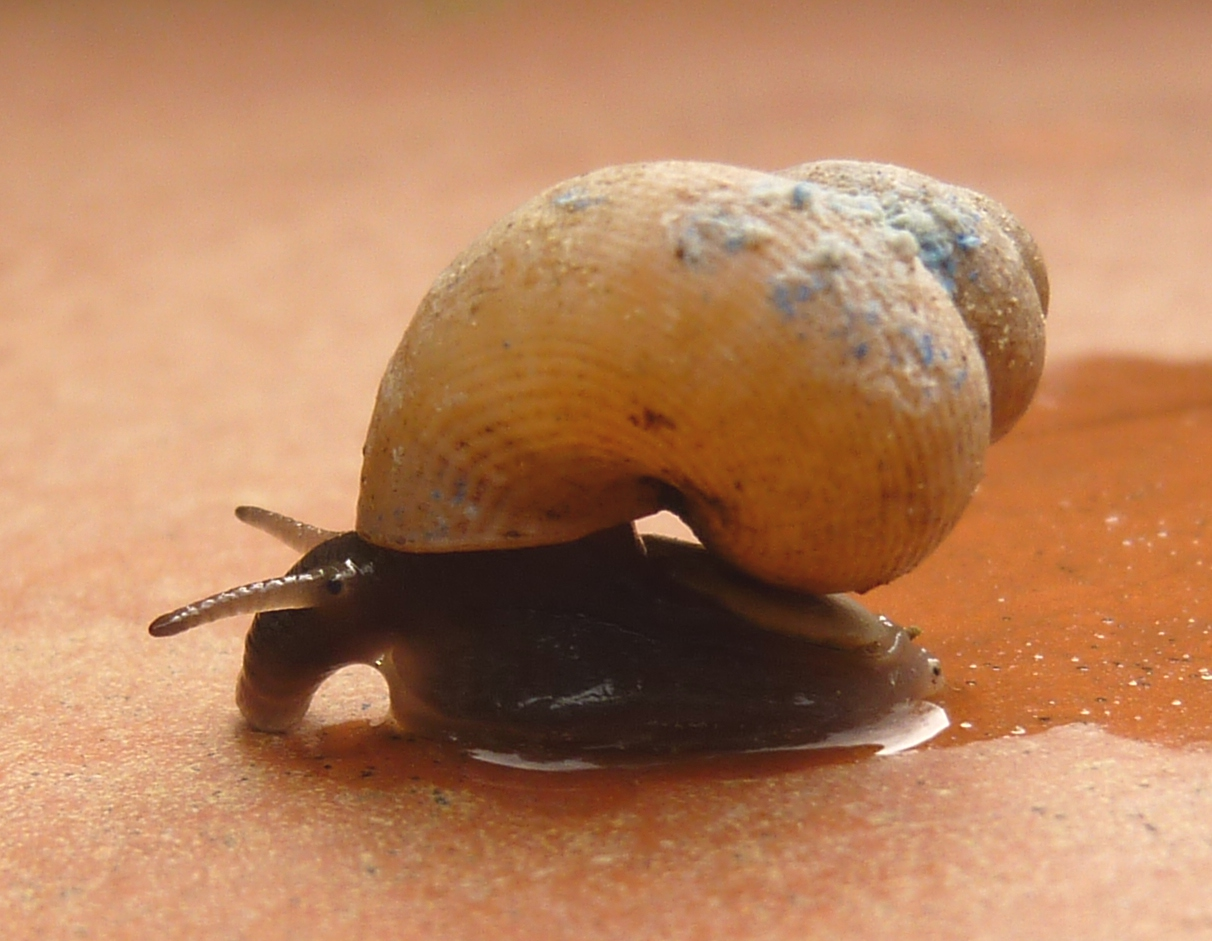
A nyugati ajtóscsigának (Pomatias elegans) szintén egy pár tapogatója van. Tapogatói inkább szarvszerűek, szemei a tövüknél ülnek. Szárazföldi csiga
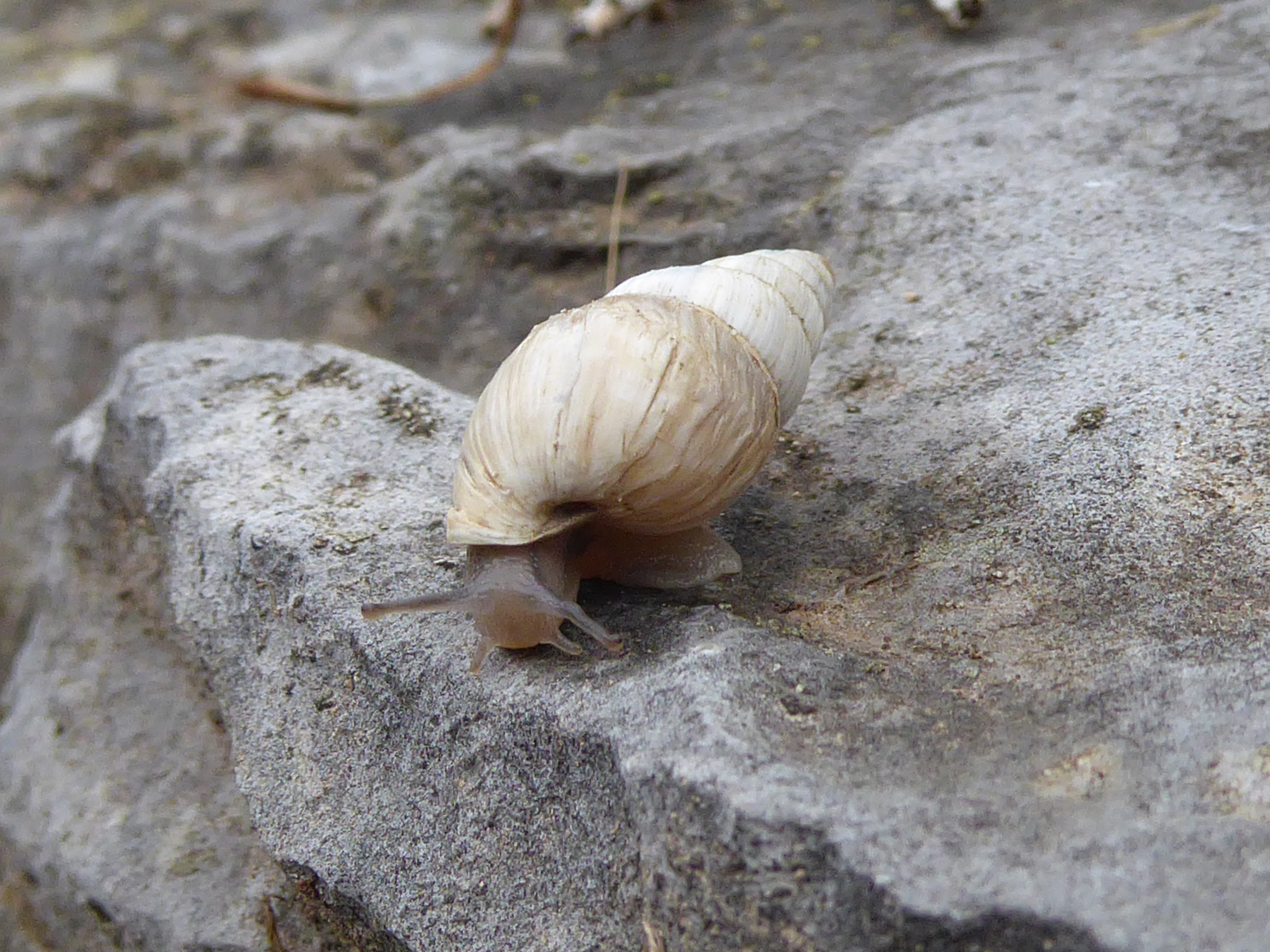
A zebracsigának (Zebrina detrita) két pár tapogatója van
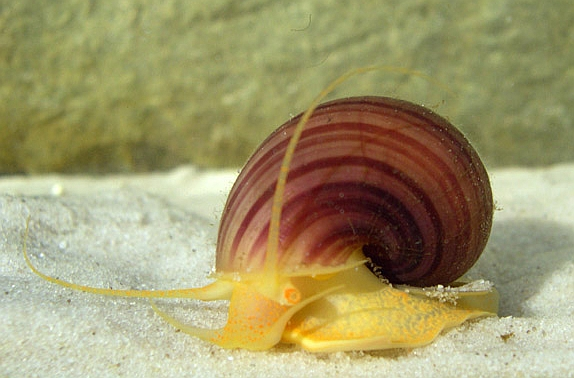
Az almacsigának (Pomacea bridgesii) szintén két pár tapogatója van, amelyek ostorszerűek, a szem az elülső pár tövénél található
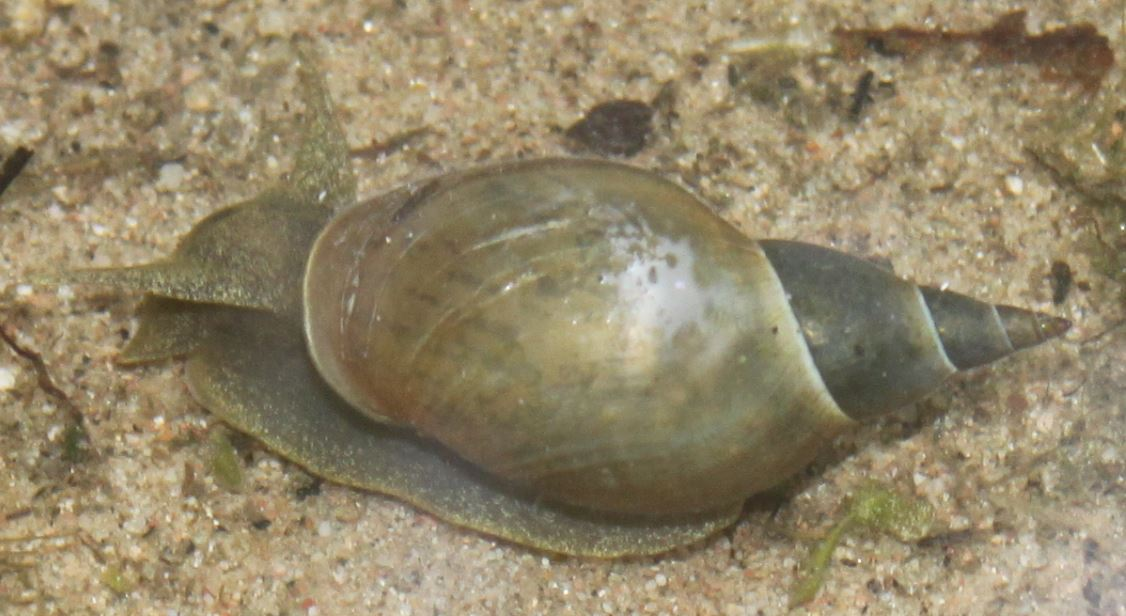
A nagy mocsáricsigának (Lymnaea stagnalis) két pár tapogatója van, amelyek háromszög alakúak. Nevének megfelelően mocsaras területeken él, ezért van szüksége a megvastagodott tapogatókra
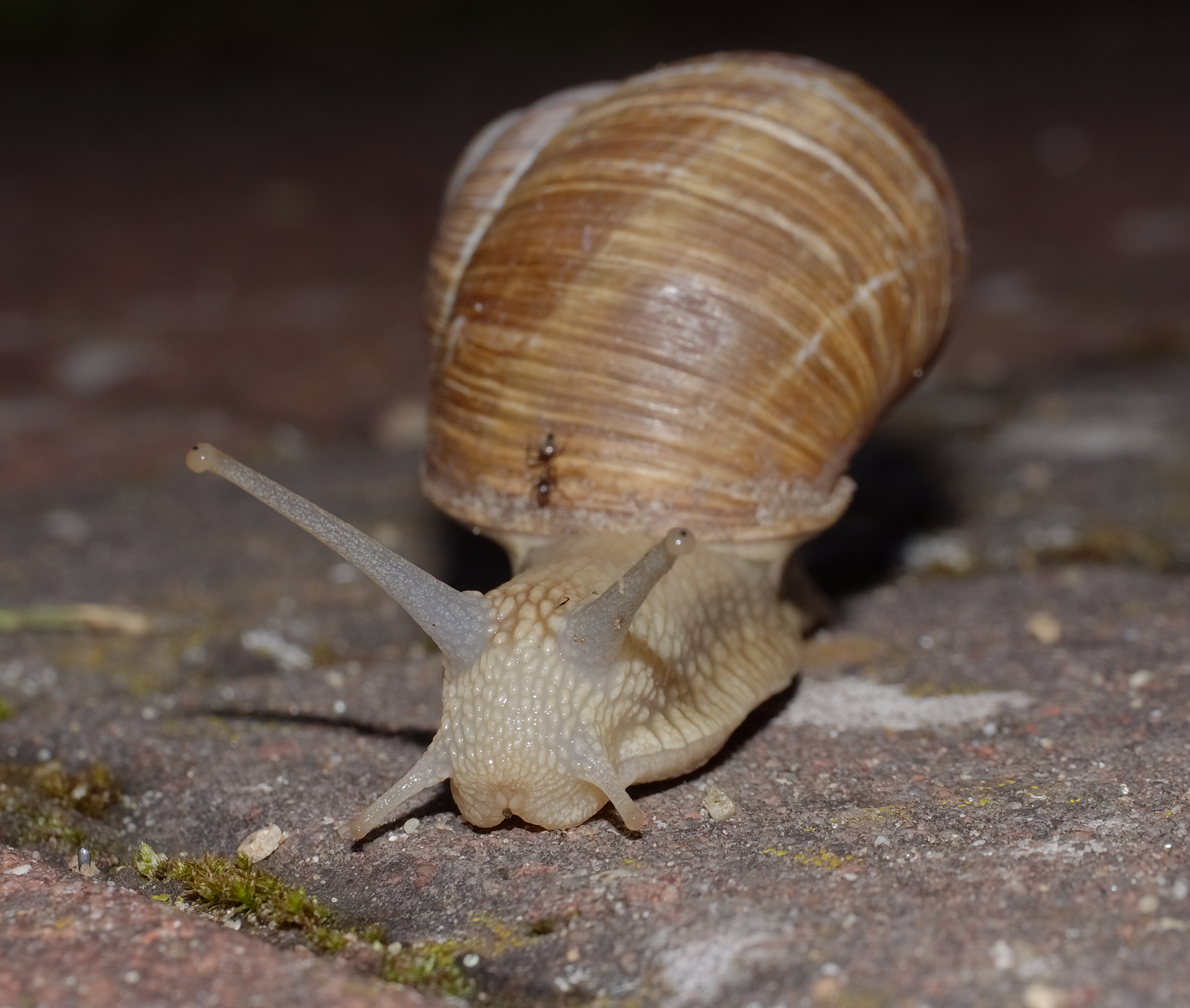
A nyelesszemű tüdőscsigáknak (Stylommatophora), ahová az éticsiga (Helix pomatia) is tartozik, jellemzően két pár tapogatója van, az éticsigánál azonban láthatóak a jól fejlett az ajaklebenyek. A tapogatók szarvszerűek, az elülső végén található a szem
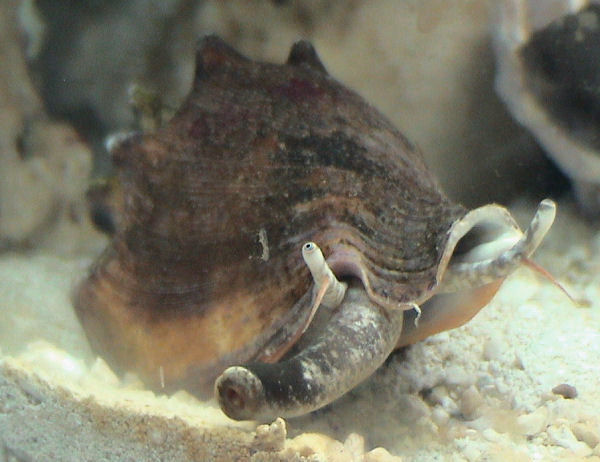
Ennél a szárnyascsigánál (Strombus alatus) a tapogatón a szem lett domináns, a szemet tartó tapogató rész oldalán egy-egy elcsökevényesedett tapogatóvégződés látható
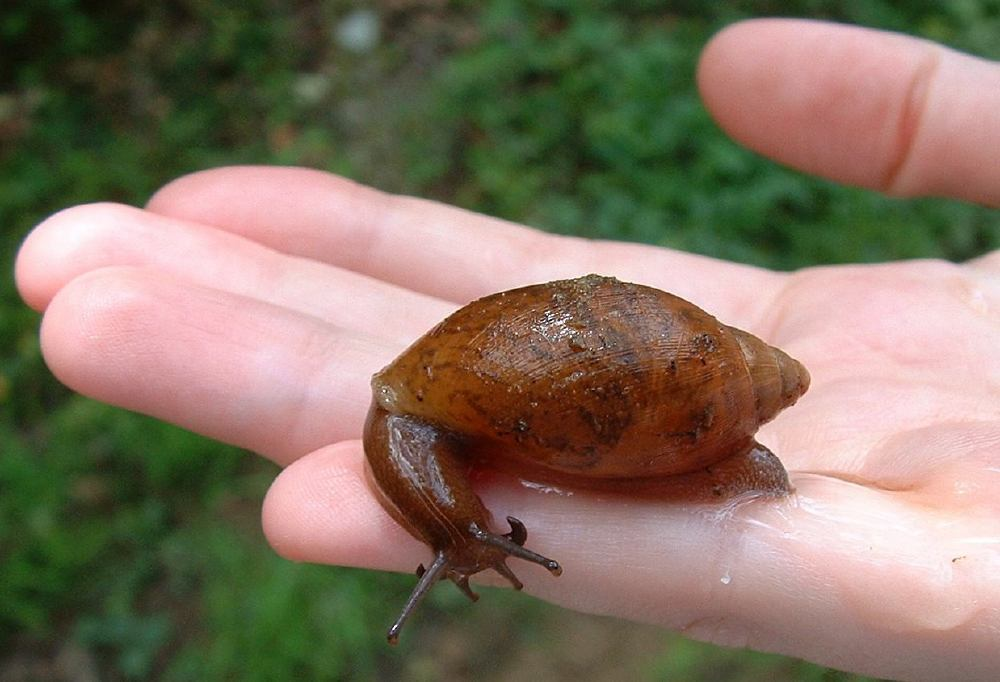
A Euglandina rosea ragadozó csiga, rajta jól láthatóak a két pár tapogató alatt a nagy ajaklebenyek, amelyek a zsákmány megragadásában is szerepet játszanak
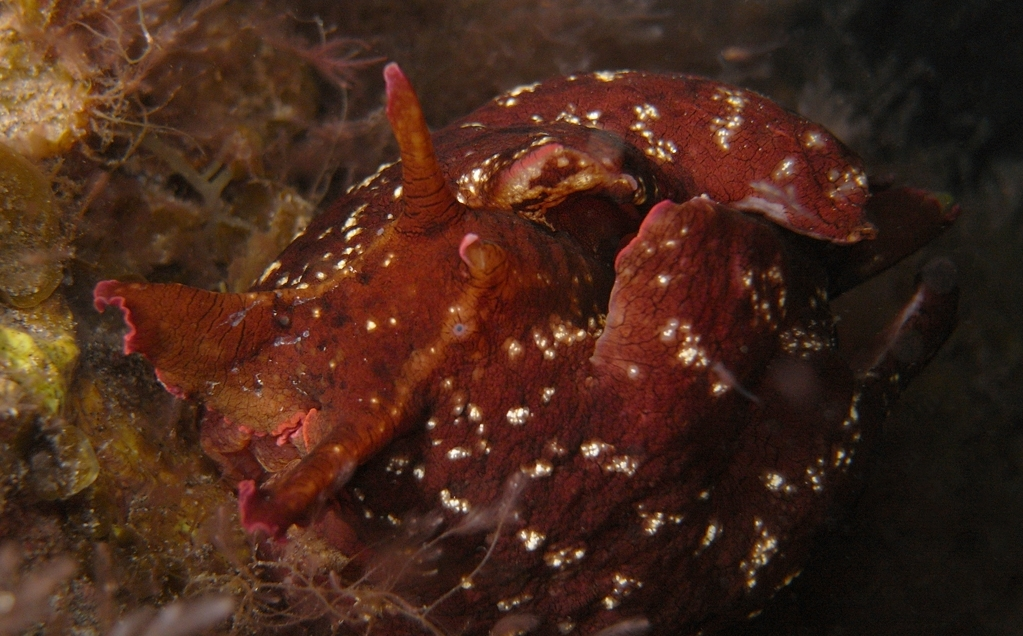
A pettyes tengeri nyúlnak (Aplysia punctata) a szemei felett található szagló csápja(rhinophore), a száj felett pedig a nagy méretű ajaklebenye
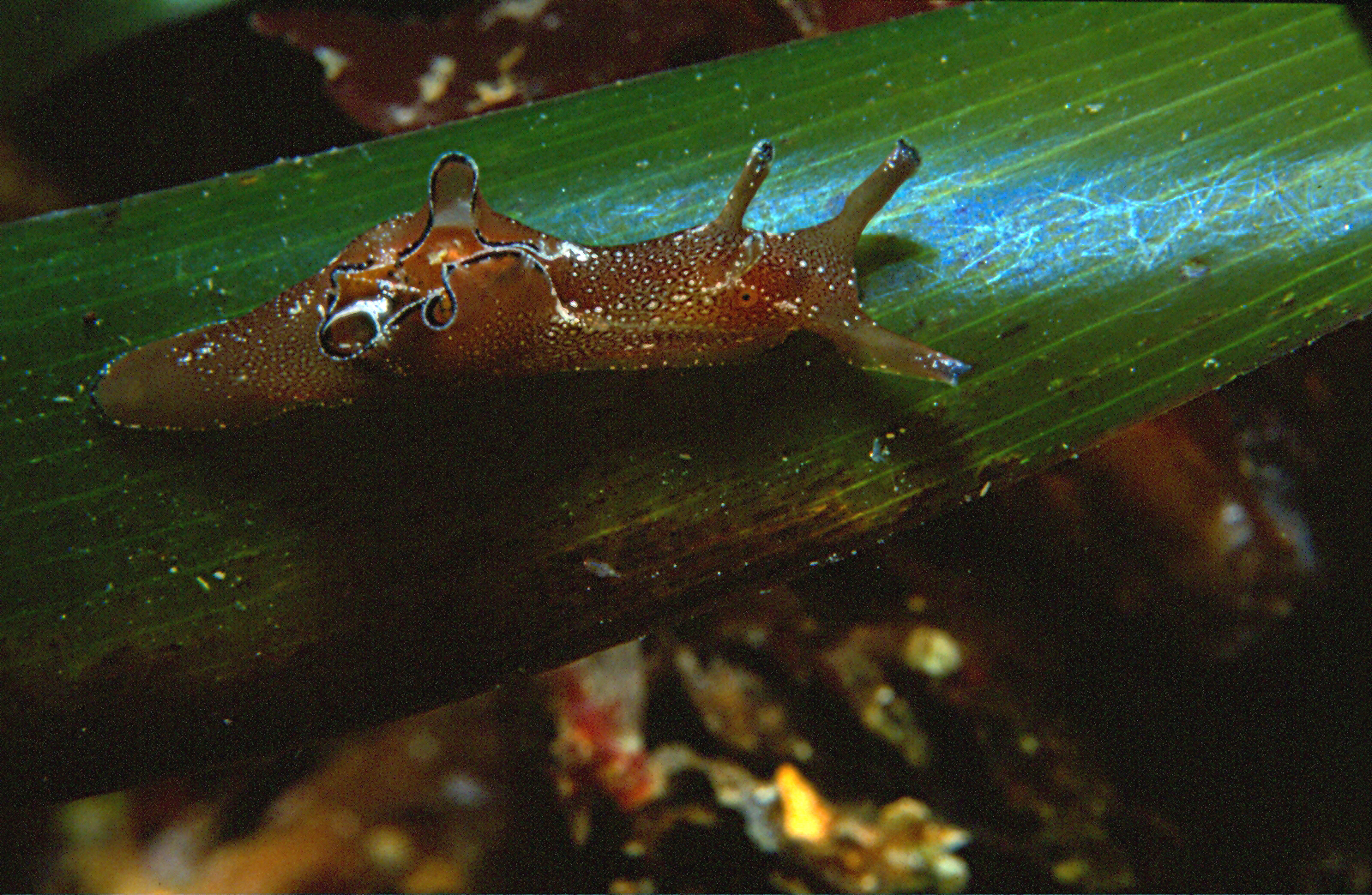
Ezen a másik pettyes tengeri nyúlon jól látható, ahogy az állat ajaklebenyét csőszerűen feltekeri, evvel a vizet a lebeny érző részéhez tereli, és javítja a szaglását. A lebeny szabadon mozgó részét ajakráncnak nevezik
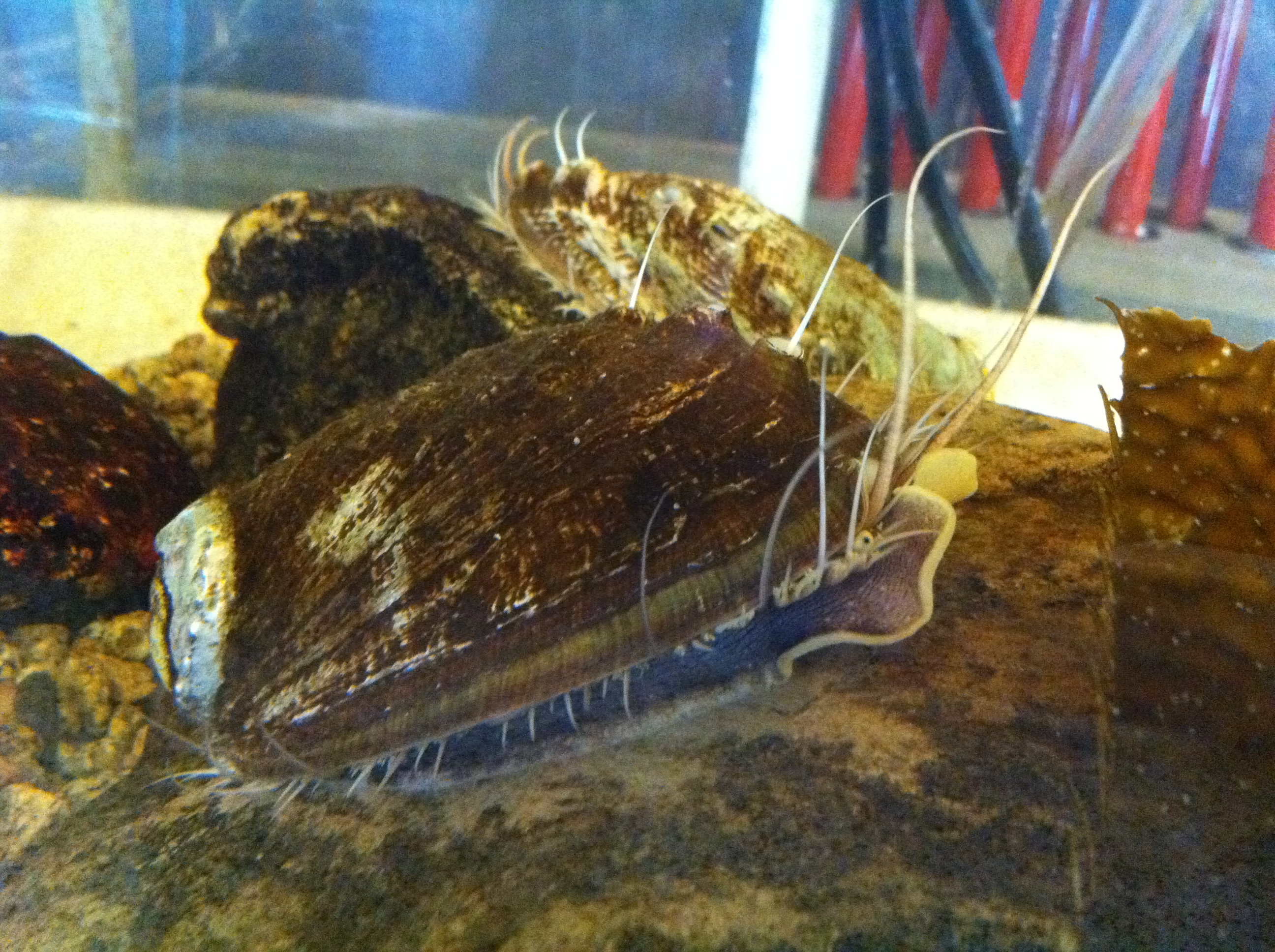
A fülcsigáknak (Haliotis) nemcsak a fejükön vannak tapogatóik, hanem végig a ház vonalában, a tapogatók a ház köpenyéből, az epipodiumból is kinőnek
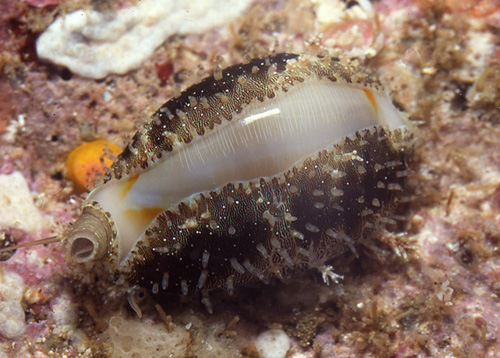
Az porceláncsigának (Cypraea annulus) a köpenye mindkét oldalon felhajlik a házra, és folyamatosan fényesre csiszolja azt, innen a neve. A megnyúlt köpenyen elszórtan tapogatók vannak
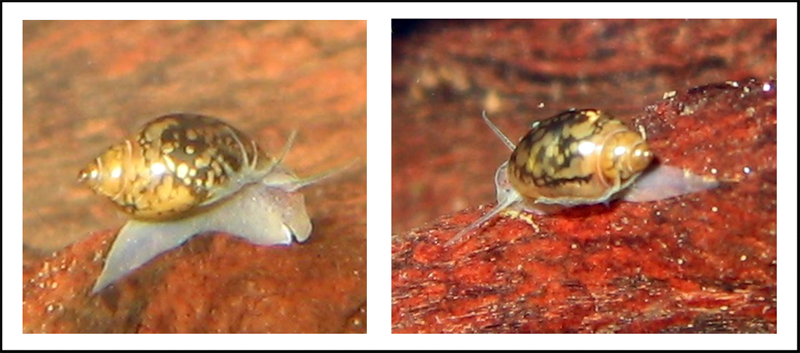
Ennek a hólyagcsigának (Physa marmorata) jól látható az osphradiuma, a kopoltyú bejáratánál található szaglószerve
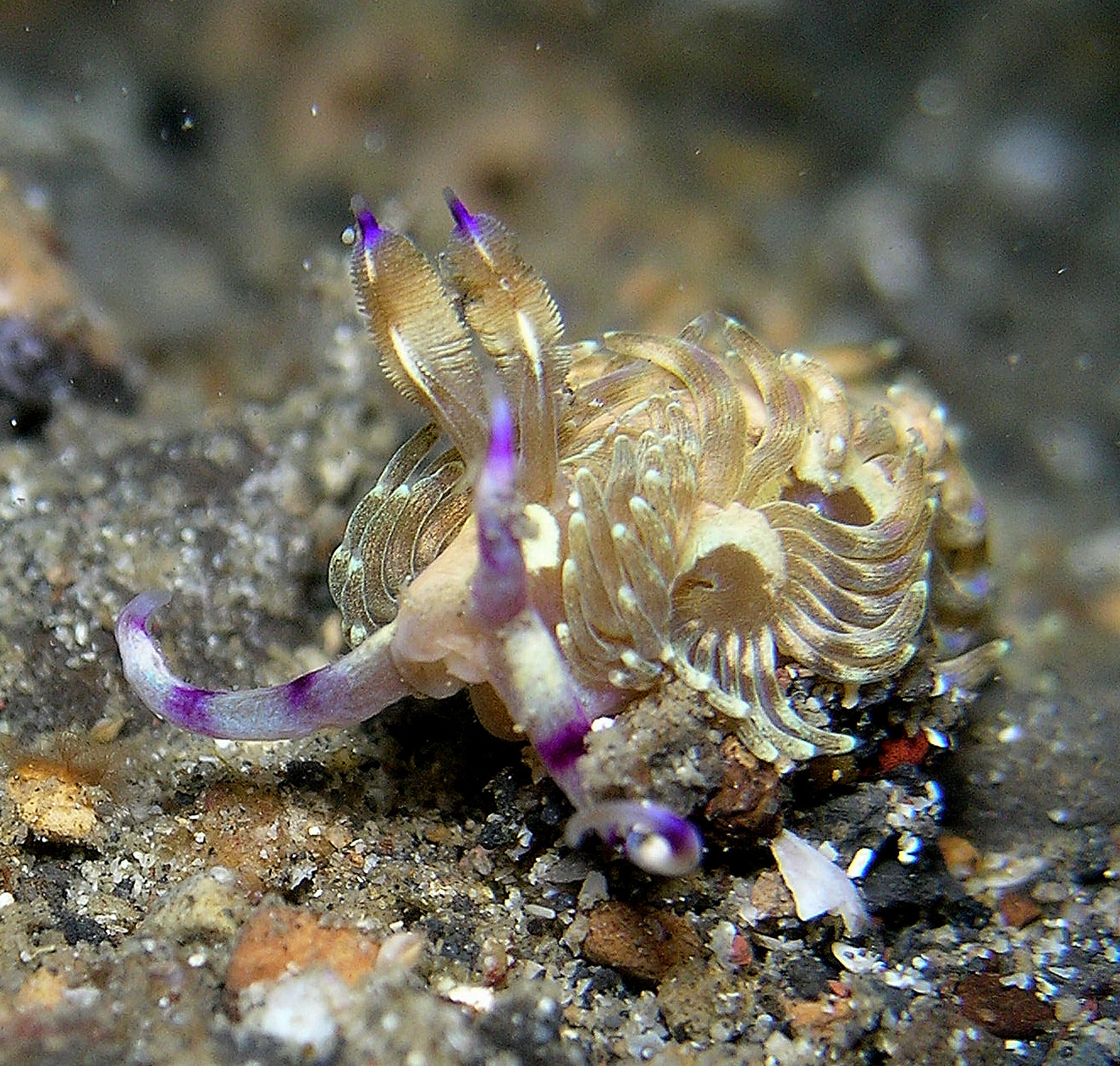
A Pteraeolidia semperi osphradiuma tollszerű, hogy a felülete minél nagyobb legyen, tapogatóit nemcsak szaglásra, de gázcserére is használja
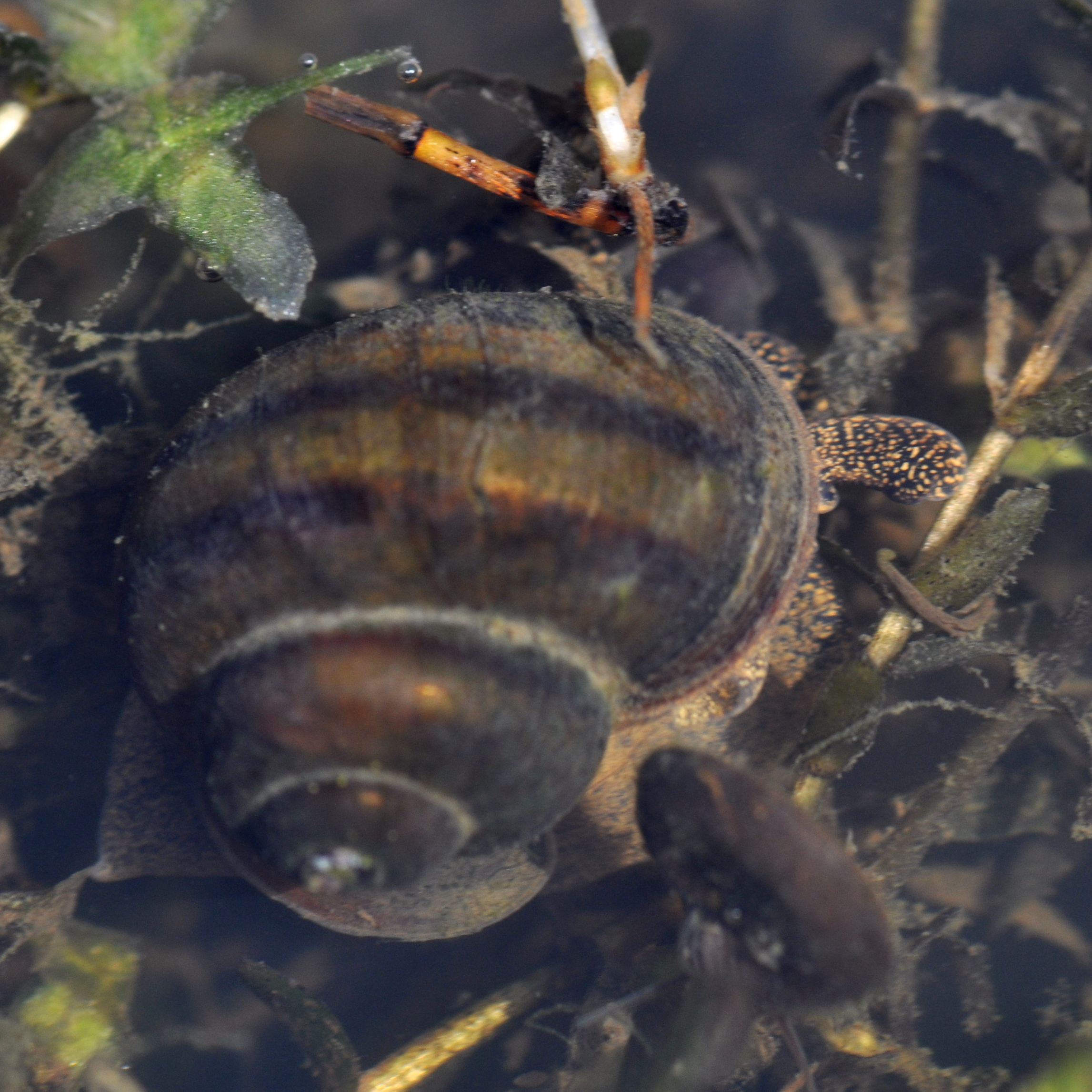
A mocsári fiallócsiga (Viviparus contectus) hímjének jobb oldali csápja pénisszé alakul

## Szem

A szem evolúciója

Minden csigafajon találunk szemet, az alakgazdagság jól megmutatkozik, mivel a szem legtöbb evolúciós lépcsője képviselve van a csigáknál. A szem típusának nemcsak az adott faj fejlettségéhez van köze, de az életmódjához is. A csigák az egyetlen törzs a puhatestűek között, amely a szárazföldön is megtalálható, a szemnek tehát mind a vizes, mind a levegős közeghez alkalmazkodnia kellett.
A szem általában a fejhez kötött, és szoros egységet alkot a tapogatókkal, ülhet a tapogató tövében vagy annak végén is. Ahogy arról már a tapogatóknál volt szó, ha a csigának több pár tapogatója van, akkor az elsőnél találhatók a szemek, az tehát inkább látásra, míg a többi inkább a szaglásra specializálódik. A fejlettebb szemeken túl gyakran az egész test – különösen a meztelen csigáknál – fényérzékeny (dermatoptikus), bár főleg a fej elülső része az. Így lehetséges, hogy a csiga a szem eltávolítása után is képes bizonyos fokú látásra, bár ez rendszerint csak a fény-árnyék megkülönböztetésére szorítkozik.
- Kehelyszem: a kehelyszem a férgeknél és a puhatestűeknél előforduló szemtípus, lényege, hogy a korábban a bőr felszínén található pigmentált sejtcsoport félgömb formában besüllyed a testbe. A szerint, hogy a kehely belsejében hol jön létre ingerület a fény hatására, az állat képes a fény irányának meghatározására. Mivel a beeső fény határa nem éles, ezért ez az iránylátás igen kezdetleges, ugyanakkor, mivel a kehely nyílása elég széles, ezért ez a szemtípus alkalmas a fényszegény környezetben való tájékozódásra. Kehelyszeme van például a csészecsigaféléknek (Patellidae), ezek a csigák sziklákra tapadva élnek, hogy a látásukra miért kell csak korlátozott mértékben hagyatkozniuk, arról Brehm könyvében olvashatjuk: „az állat vándorlásokat tesz méternyi távolságra is. S ebben az a nevezetes, hogy meghatározott módon mindig balra mászva, végül is visszatér kiindulási helyére, és régi otthonában teljesen a régi helyzetét foglalja el. Valóban csodálatos helyérzék, amit sejthetőleg mindenesetre jól támogat a szabályszerű eltérés az egyenes iránytól. A tartózkodási helyhez való ezt a ragaszkodást – »homing«, ahogyan az angolok nevezik – az újabb időben közelebbről tanulmányozták, és ennek a során kiderült, hogy nagyon alaposan meg kell változnia az állat helyének, hogy másik helyre fanyalodjék.”[50]
- Hólyagszem: 
  - Egyszerű hólyagszem:
A hólyagszem belső sejtjei mélyebben vannak, mint a kehelyszem esetében. A szem nyílása kis méretűre csökken, és minél kisebb a nyílás, annál élesebb a kép, mivel a fény érkezési pontja annál koncentráltabb. Az egyszerű hólyagszem nem teljesen zárt, és benne nem található folyadék. Ennek a felépítésnek a hátránya, hogy csak kevés fény éri el a ideghártyát, ezért a kép eléggé sötét lesz. Ez a szem a lassú életmódot élő növényevő csigáknak megfelelő, ilyen szeme van például a fülcsigáknak (Haliotidae).
  - Zárt hólyagszem:
A zárt hólyagszemnél a hólyagszem üregét átlátszó folyadék tölti ki, amely a fény útját megszakítja, és így a képet világosabbá teszi. Ugyanakkor a kép fókuszálása még mindig nehéz. Ez a szem szintén a növényevő csigák szeme, egyik jellemző képviselője a mocsári fiallócsiga (Viviparus contectus).
  - Lencsés hólyagszem:
A hólyagszem legfejlettebb típusánál a zárt üreg nyílásánál egy lencse alakul ki, ami fokozza a képélességet. A gyorsabb húsevő fajok fejlődésének előfeltétele a lencsés hólyagszem, amely lehetővé teszi a csiga számára a képlátást és a kép felismerését. Ez a hólyagos szem sokkal jobb vizuális tulajdonságokkal rendelkezik, mint a primitívebb szemtípusok. Különösen a ragadozó csigák, amelyek a tengerben élő fajok nagy részét kiteszik, jobban felismerik és jobban tudják követni áldozatukat, de a vadászó csigák nagyrészt továbbra is a zsákmány illatát követik. 
A lencsés hólyagszem legmagasabb fokát a szárazföldi tüdőscsigák fejlesztették ki. Ebben a szemben nincs cillium, ezért a csiga nem képes a képet a lencse megváltoztatásával fókuszálni, azoknál a csigáknál, ahol a szem a tapogató végén ül, a tapogató mozgatásával a kép élesebbé tehető Mivel csak kétféle fényérzékelő sejt van a szemben, ezért ezek a csigák színeket sem látnak. Fejlett lencsés hólyagszeme van az éticsigának (Helix pomatia).

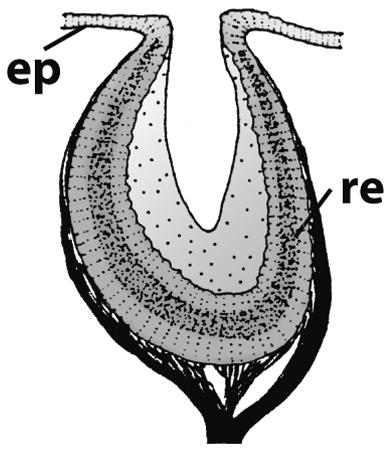
A kehelyszem a fény-árnyék megkülönböztetésén túl a fény irányának meghatározására is alkalmas
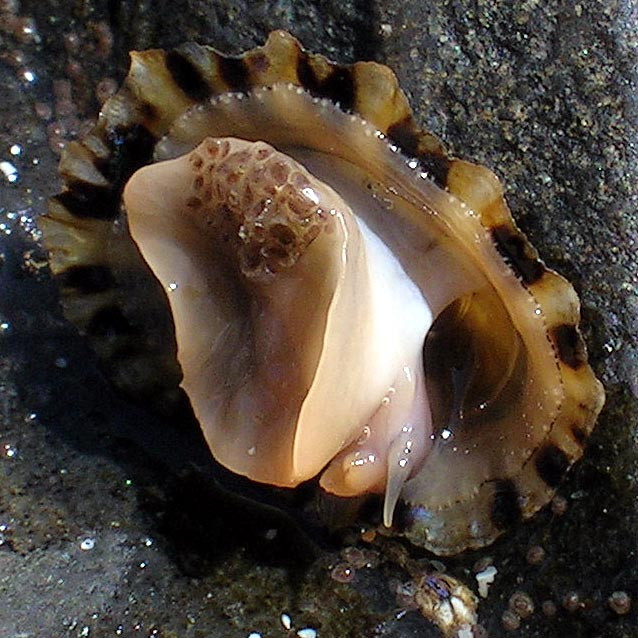
A közönséges csészecsigának (Patella vulgata) kehelyszeme van, amely a tapogatók oldalán kis fekete pont formájában láthatóak
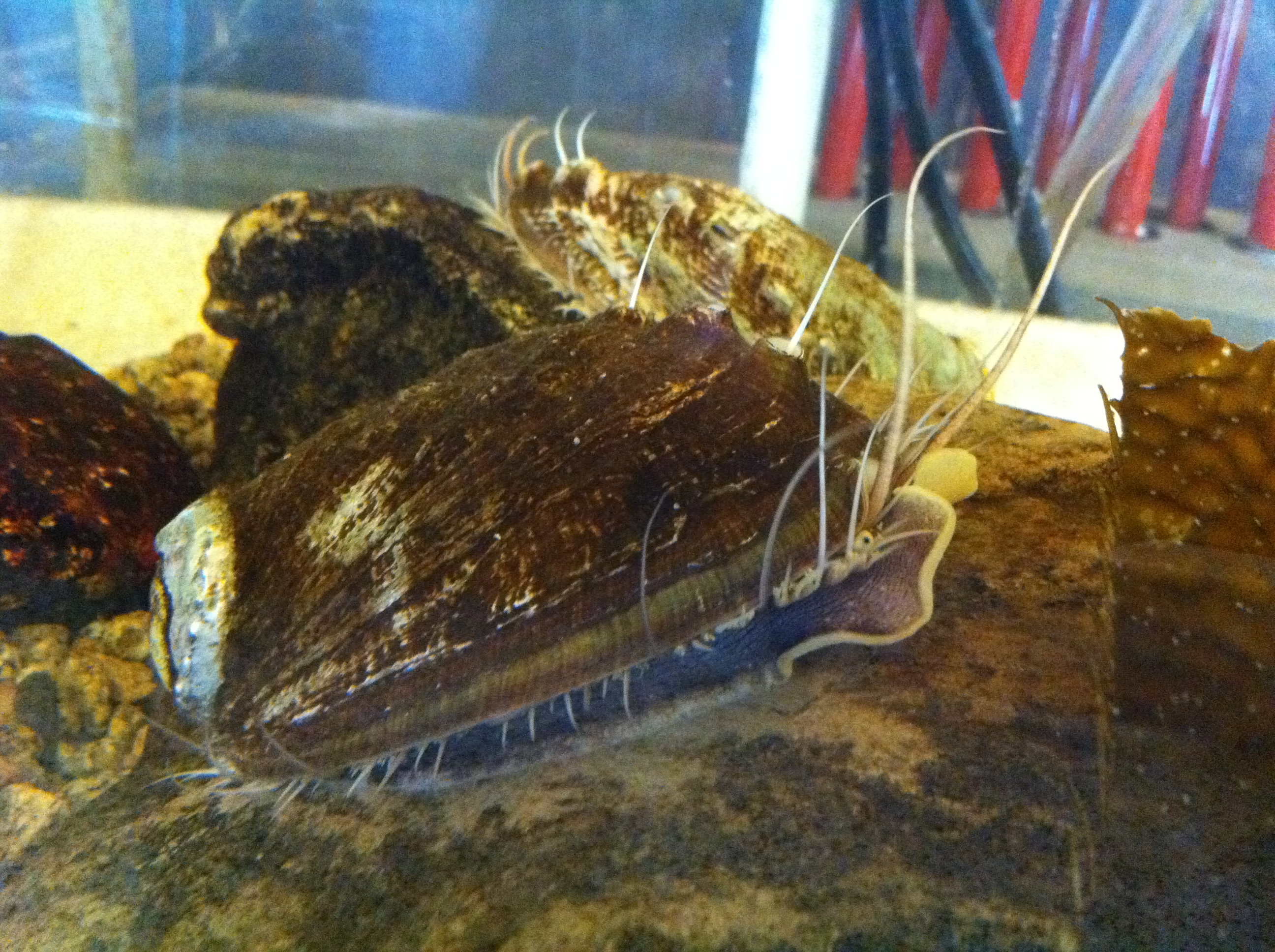
A fülcsigáknak (Haliotidae) nyitott hólyagszem van
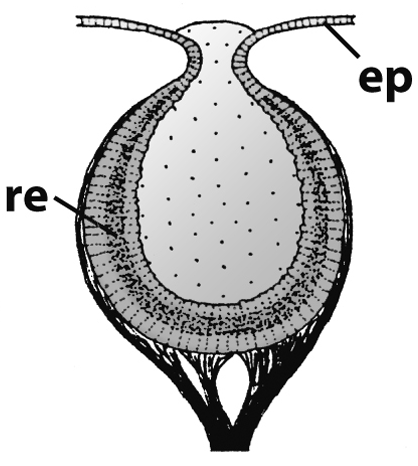
Egy zárt hólyagszem szerkezeti képe
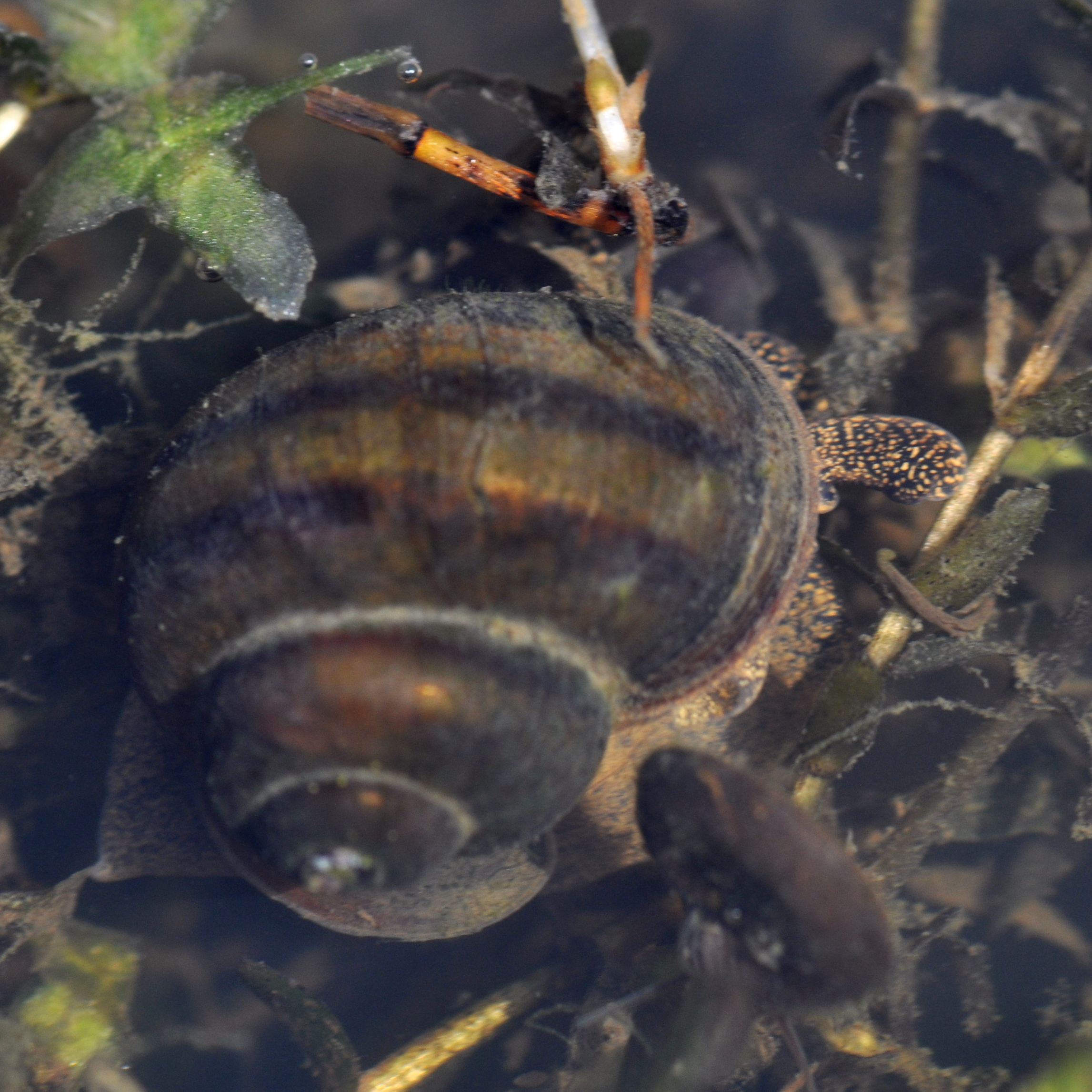
A mocsári fiallócsiga (Viviparus contectus) szeme zárt, benne áttetsző folyadék található
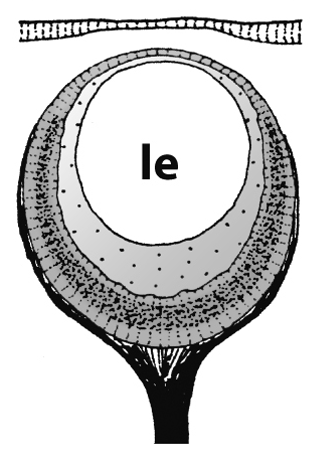
Lencsés hólyagszem
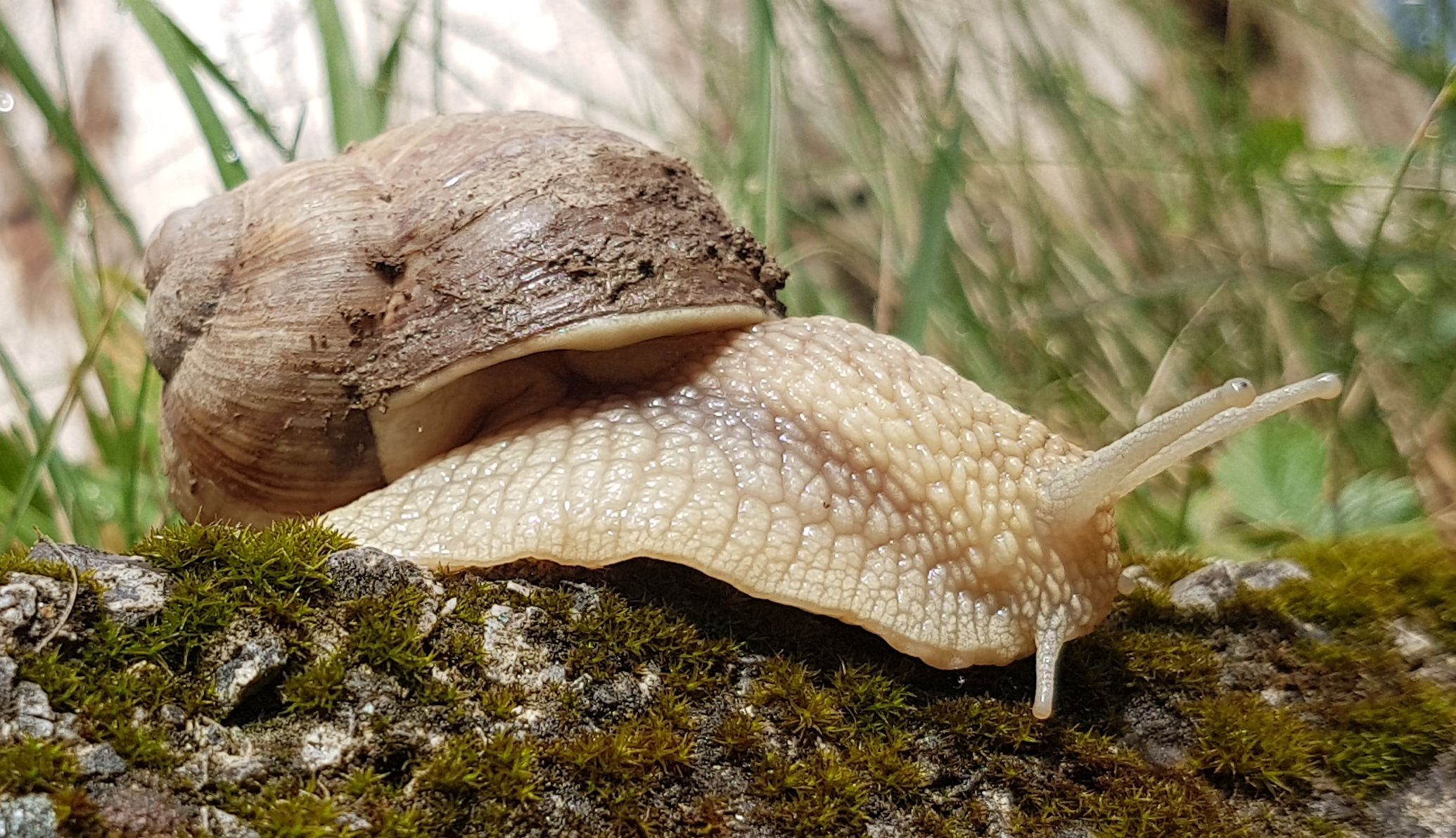
Az éticsigának (Helix pomatia) lencsés hólyagszeme van.
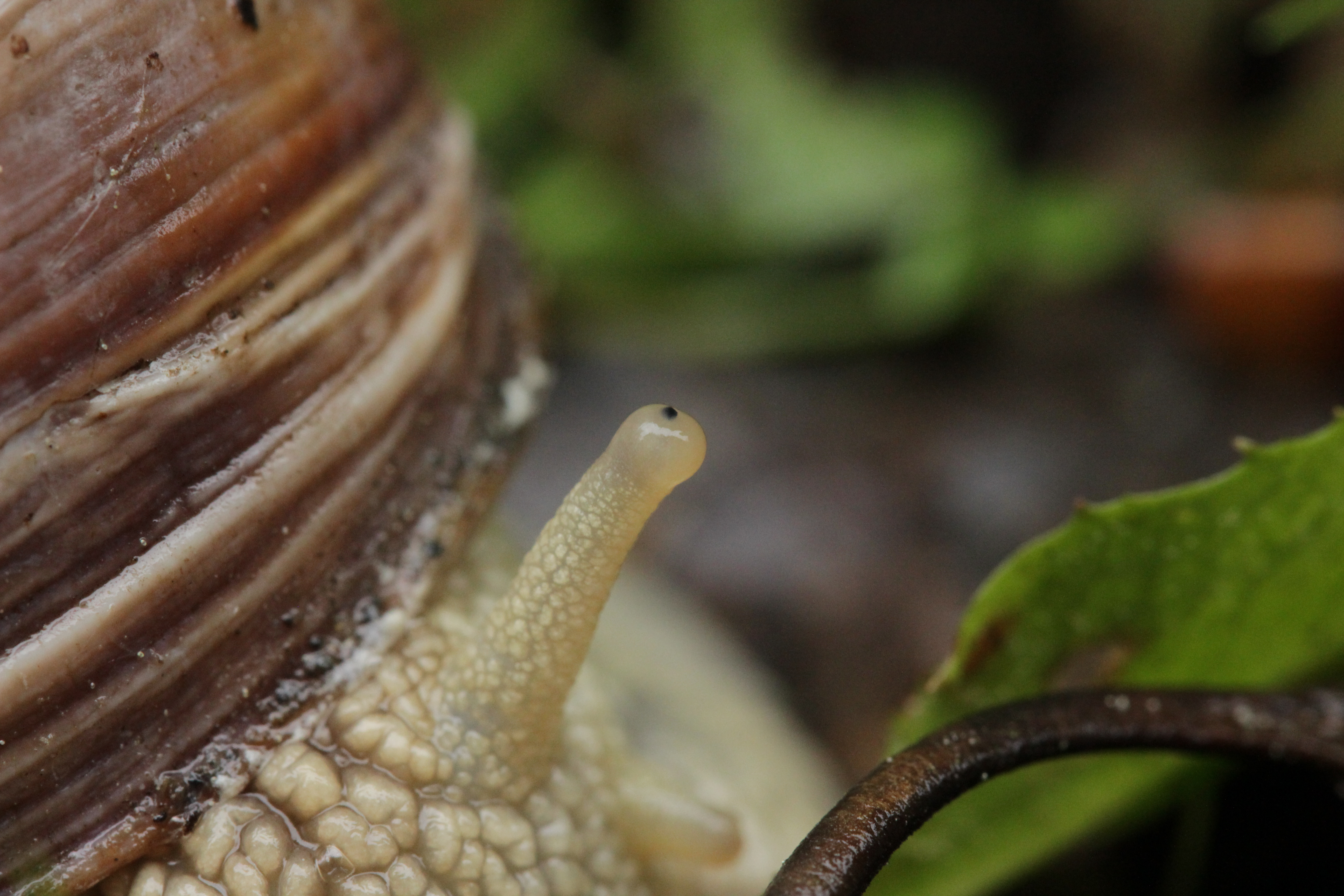
Az éticsiga szeme közelről
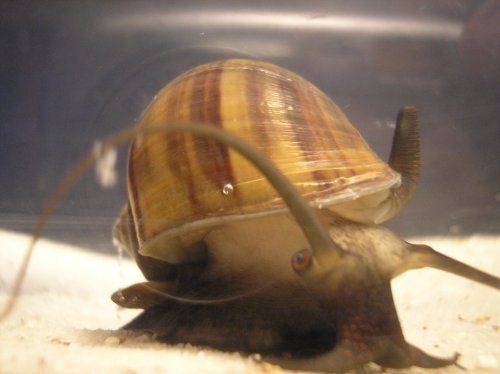
Egy almacsiga (Pomacea lineata) szeme közelről

## Szifó
A szifó vagy sipho a csigák köpenyének összetekeredéséből létrejött csőszerű képződmény, amely a köpenyüregbe, a kopoltyúhoz vagy a tüdőhöz vezeti a vizet vagy a levegőt. A ragadozó vagy dögevő életmódot folytató tengeri csigák szinte mindegyikénél előfordul a szifó. A csőben sorakozó nagy számú kemoreceptorok kiváló szaglást biztosítanak ezeknek az állatoknak. A szifóhoz a ház alakja is módosulhat, a módosulat lehet csak egy nyílás, de lehet egy egész hosszú csatorna is. Az almacsiga (Pomacea bridgesii) édesvízi faj, amely tüdővel is lélegzik, a szifója arra szolgál, hogy az állat a víz alatt is tudjon levegőt venni úgy, hogy a szifóját a vízfelszín fölé nyújtja.

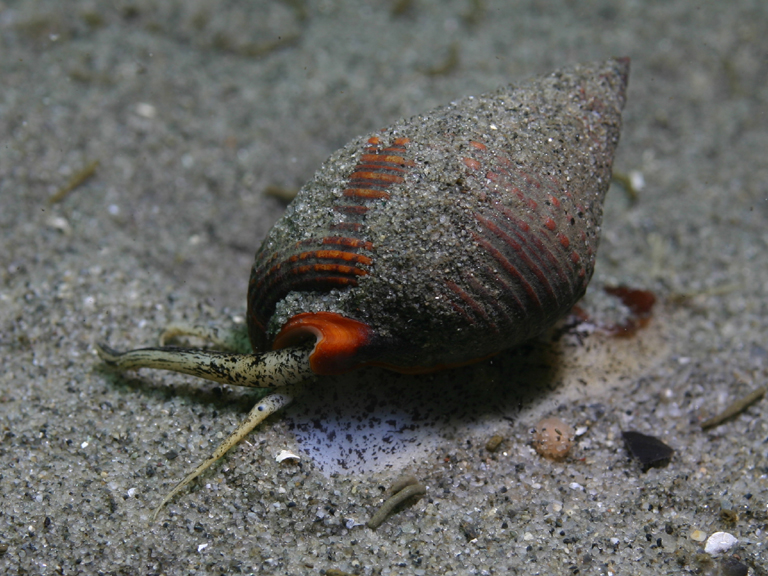
A Nassarius-fajok dögevők, idejük nagy részét az iszapba beásva töltik, ahonnan szifójukat kidugva várakoznak
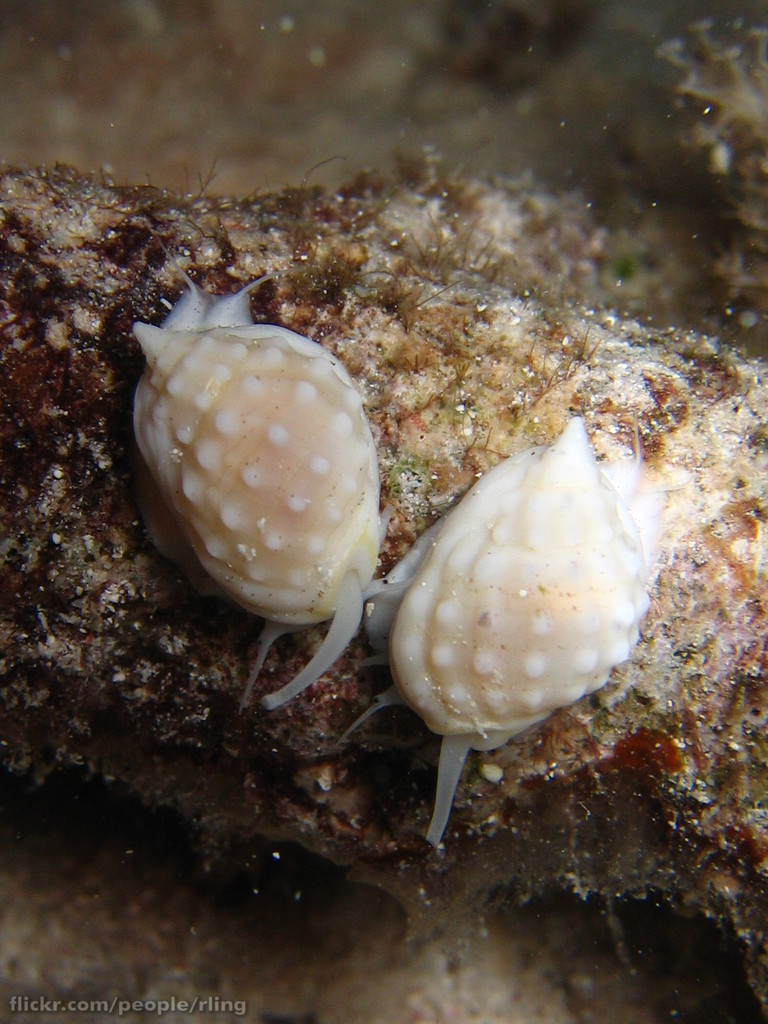
Az itt látható két Nassarius a vizet szimatolja, szifójukat jobbra-balra mozgatva tájolják magukat a tetem felé
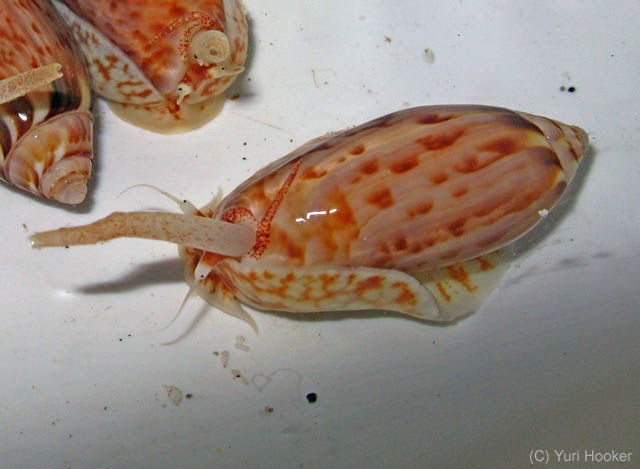
Az Oliva kaleontina faj ezen példányán látható, hogy ennél a csigánál a szifó nem a ház pereme alól nyúl ki oldal irányban, hanem a két tapogató felett a fejnél
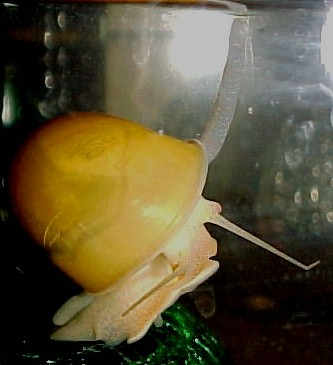
Az almacsiga (Pomacea bridgesii) édesvízi csiga, szifóját levegővételre használja
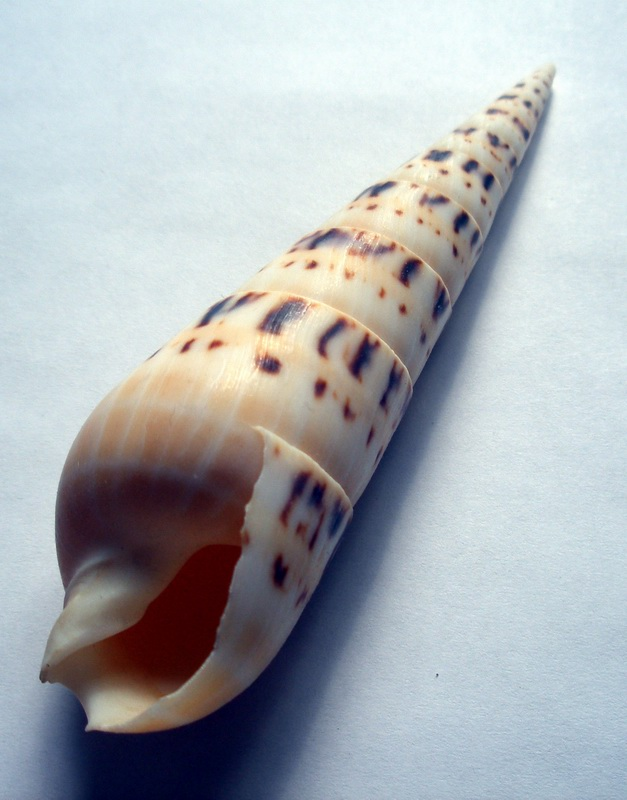
A nyilascsigák (Terebra dimidiata) házán egy apró csorbulat jelzi a szifó helyét
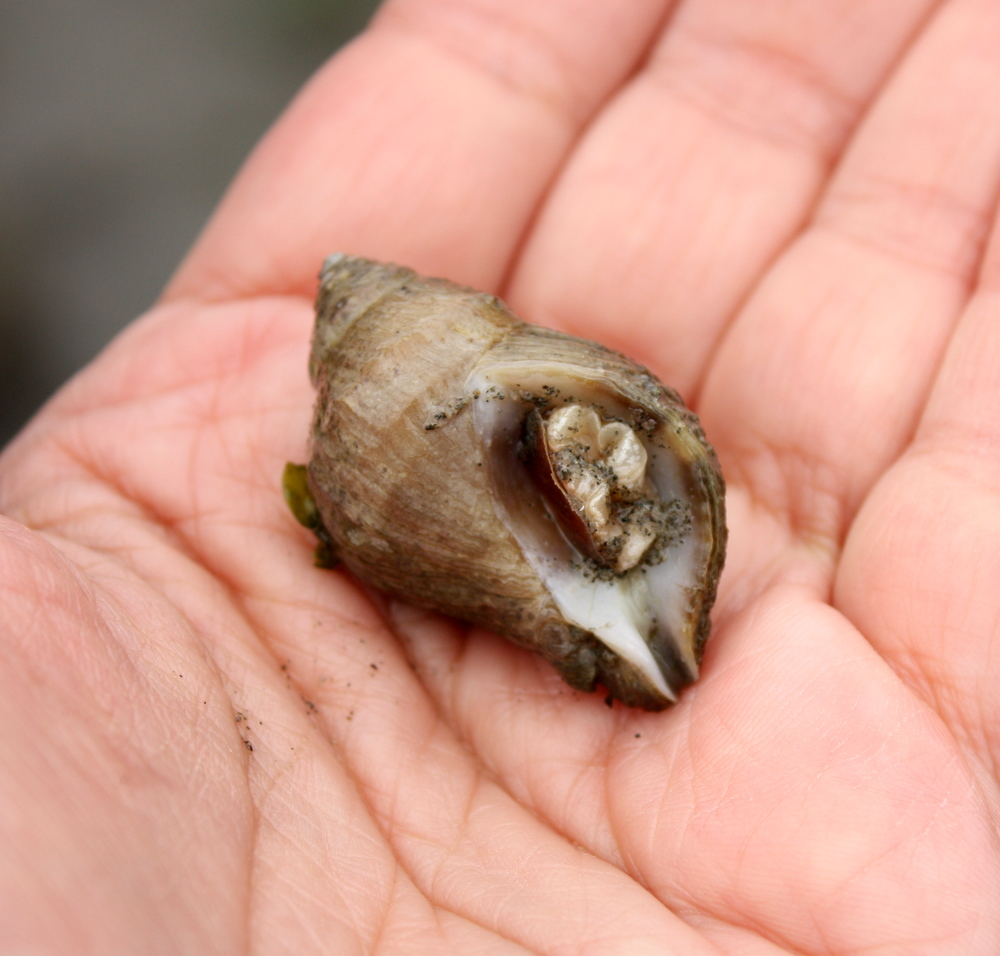
Ennél az élő csigánál, a visszahúzódás után láthatóvá vált a ház feji részénél a szifójárat
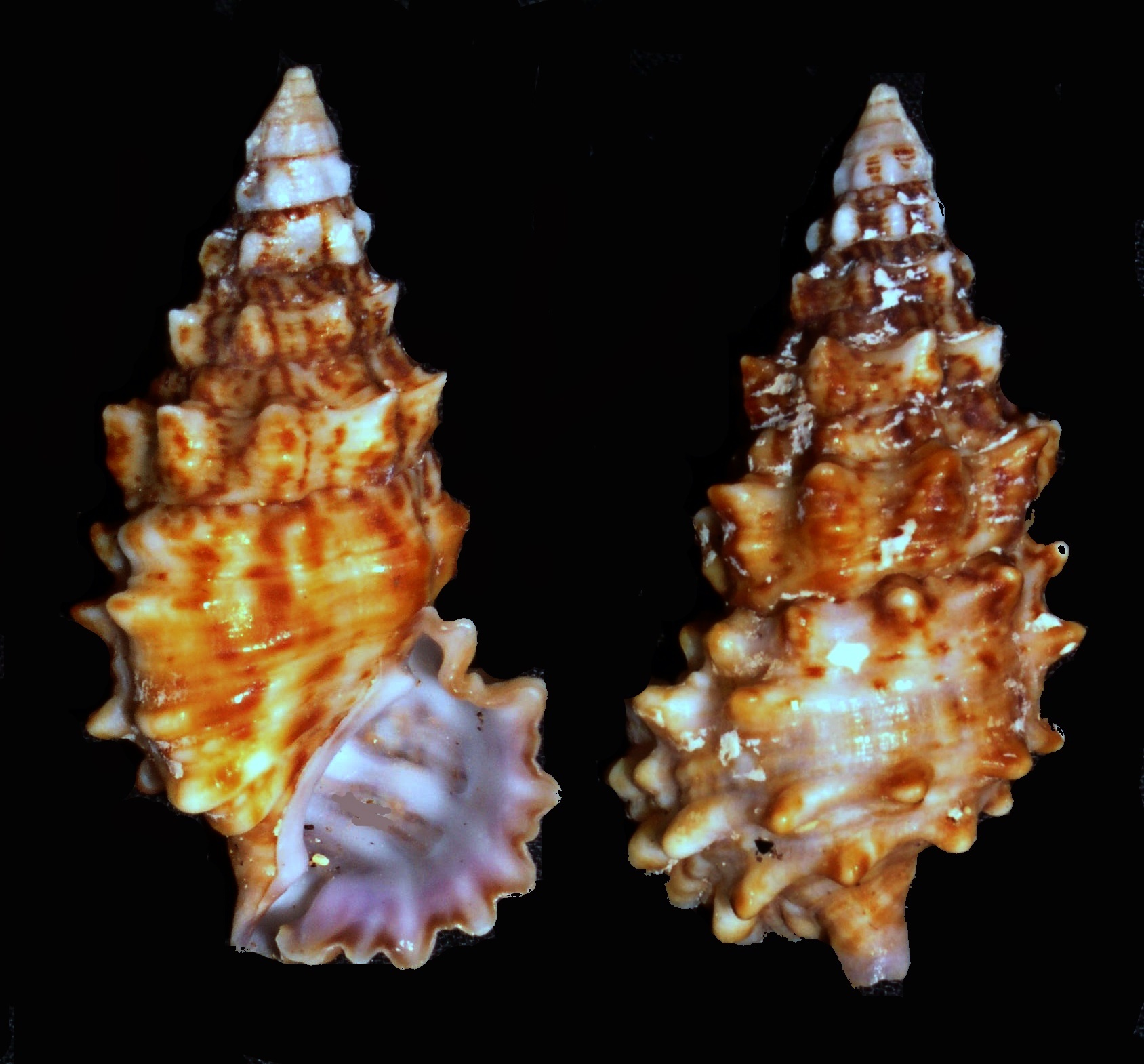
A dárdacsiga (Cerithium echinatum) házán már egy kisebb csövet láthatunk
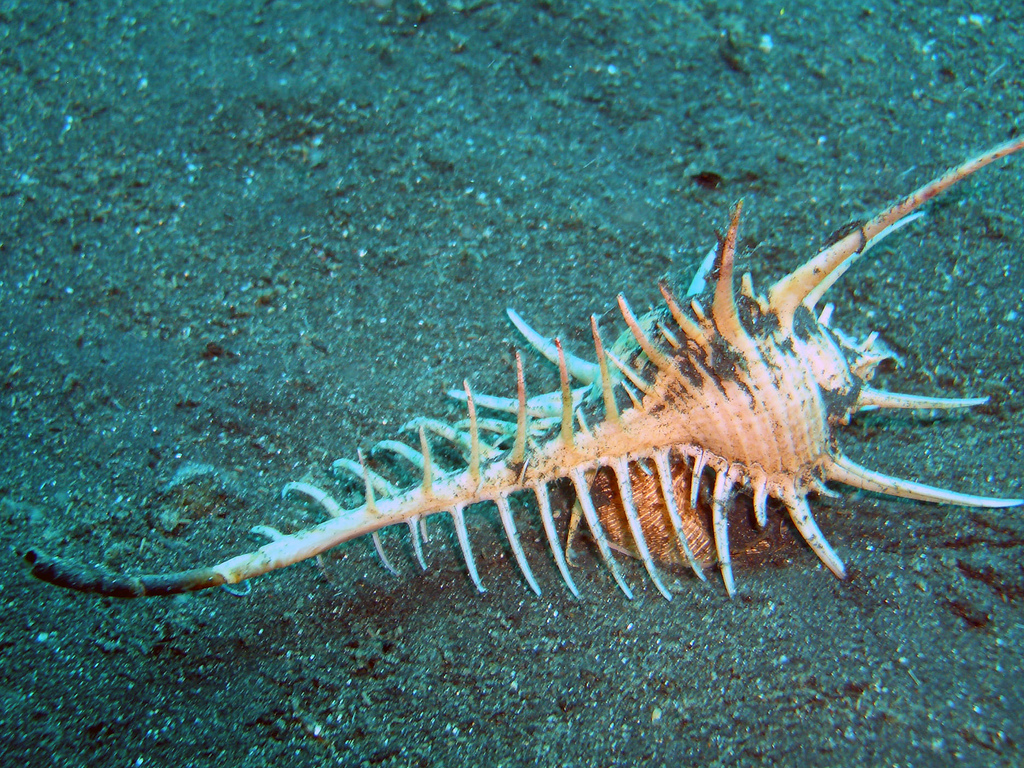
A tüskéscsiga (Murex pecten) házán egy hosszú csatorna védi a szifót. A képen látható, ahogy a szifó kinyúlik a csatornájából
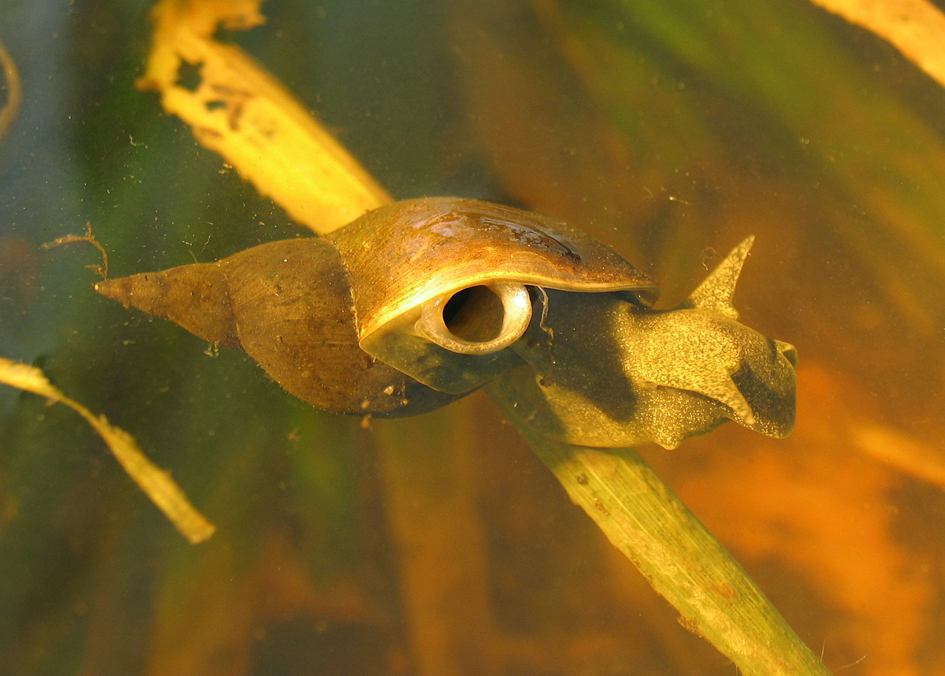
A nagy mocsáricsiga (Lymnaea stagnalis) légzőnyílása (pneumostoma) szinte átmenet a légzőnyílása és a szifó között. Mint látható, az állat képes vele kinyúlni a vízből és levegőt venni

## Proboscis
A proboscis, amelyet magyarul ormánynak vagy szívócsőnek neveznek, a csiga fejének elöl megnyúlt része, amely magába foglalja a szájat, a radulát és a garatot is. Feladata a táplálkozás megkönnyítése. A proboscis előfordulhat növényevő, húsevő és dögevő csigáknál is. A növényevőknél az ormány arra szolgál, hogy az állat be tudjon hatolni a fenék kövei közé, és onnan ki tudja szedni a behullott növényi törmelékeket. A húsevőknél a szívócsőben gyakran valamilyen méreg is termelődik, amivel a csiga megbénítja az áldozatát, illetve sav, amivel képes kagylók vagy más csigák héját feloldani. A csigaevő csigák ormányukkal képesek mélyen benyúlni áldozatuk házába.

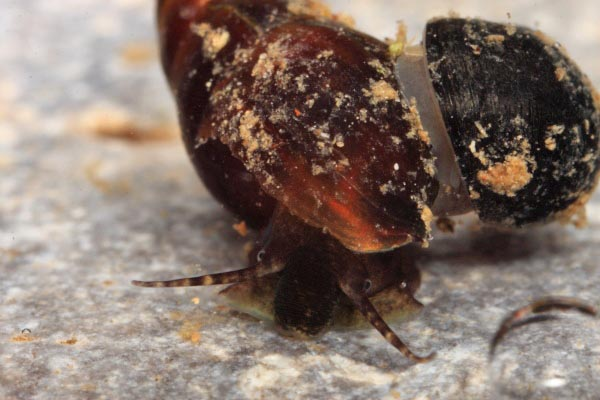
Ez a pettyescsiga (Esperiana daudebarti) növényevő, ormánya segít, hogy a kövek felszínéről le tudja kaparni az algát, de be tud nyúlni a kavicsok közé is
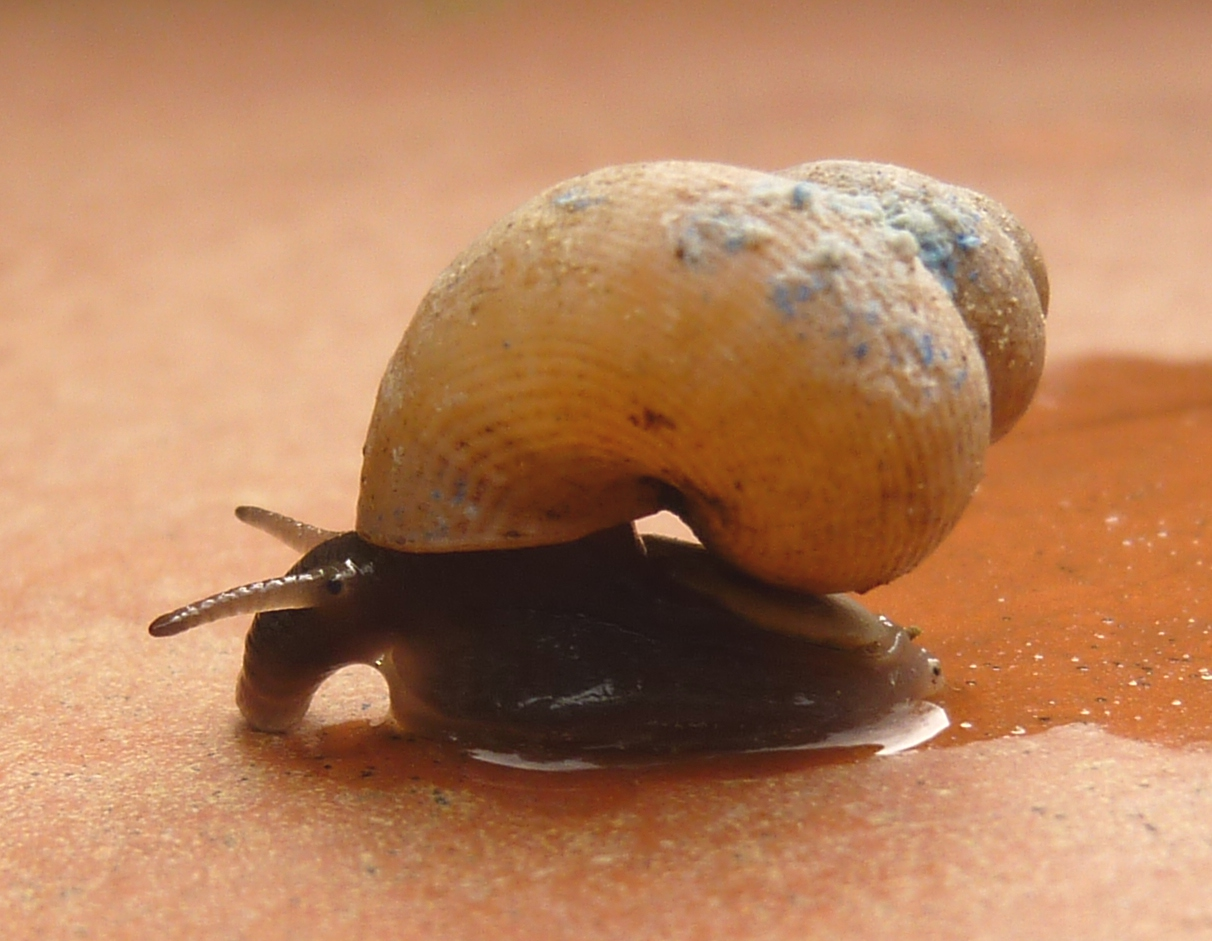
A nyugati ajtóscsiga (Pomatias elegans) azon szárazföldi csigák egyike, amelynek jól fejlett ormánya van
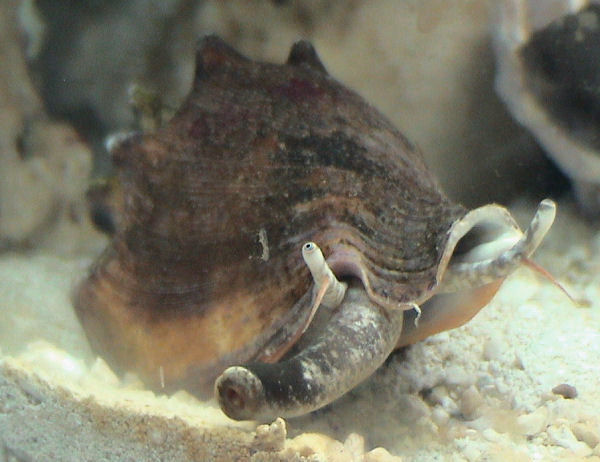
A Strombus alatus algaevő
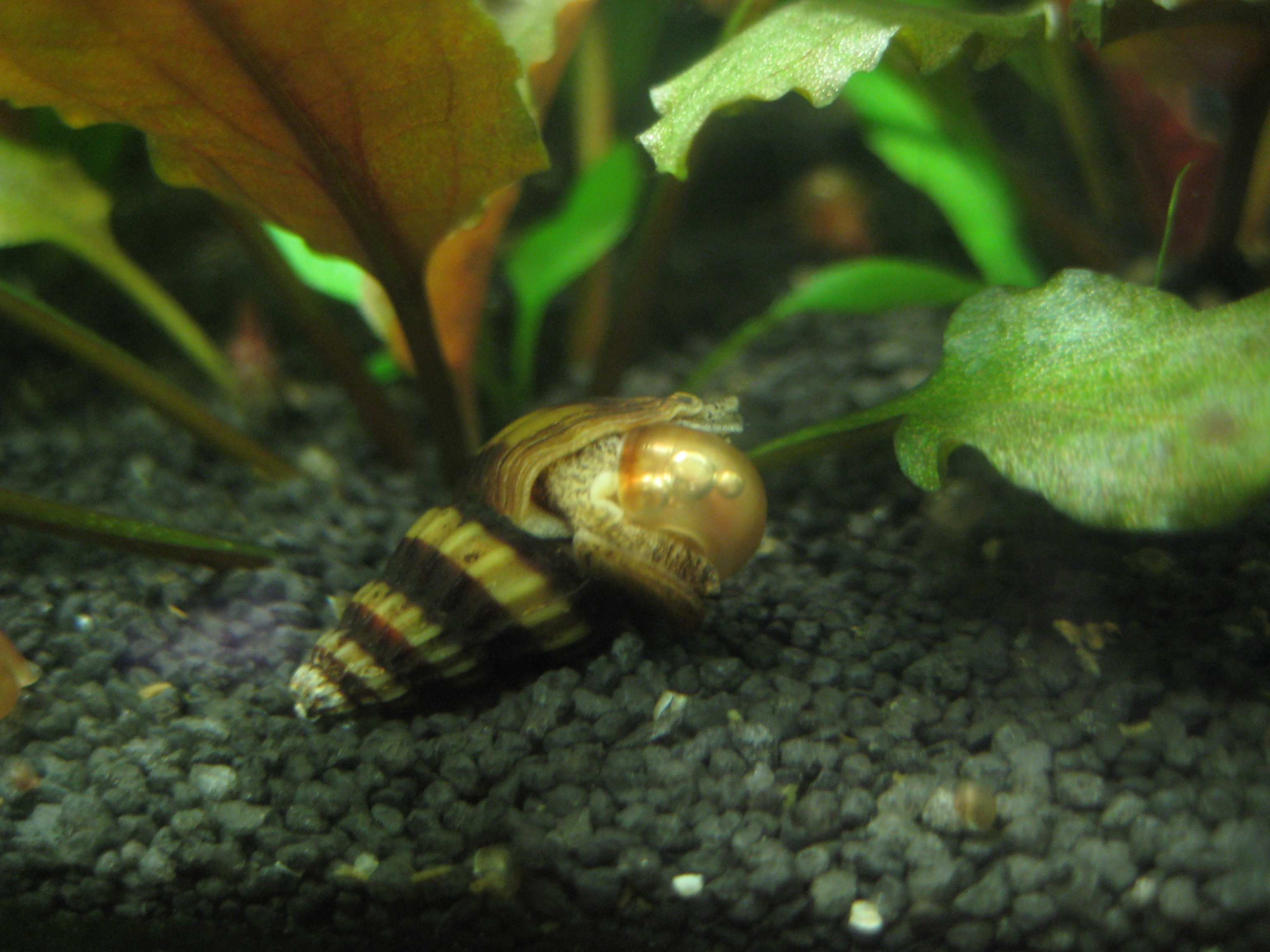
A csigaevő csiga (Clea helena vagy Anentome helena) fajtársaira vadászik, szívócsövét arra használja, hogy be tudjon nyúlni más csigák házába, savat fecskendez be, és a még élő állat feloldódó húsát kiszívja
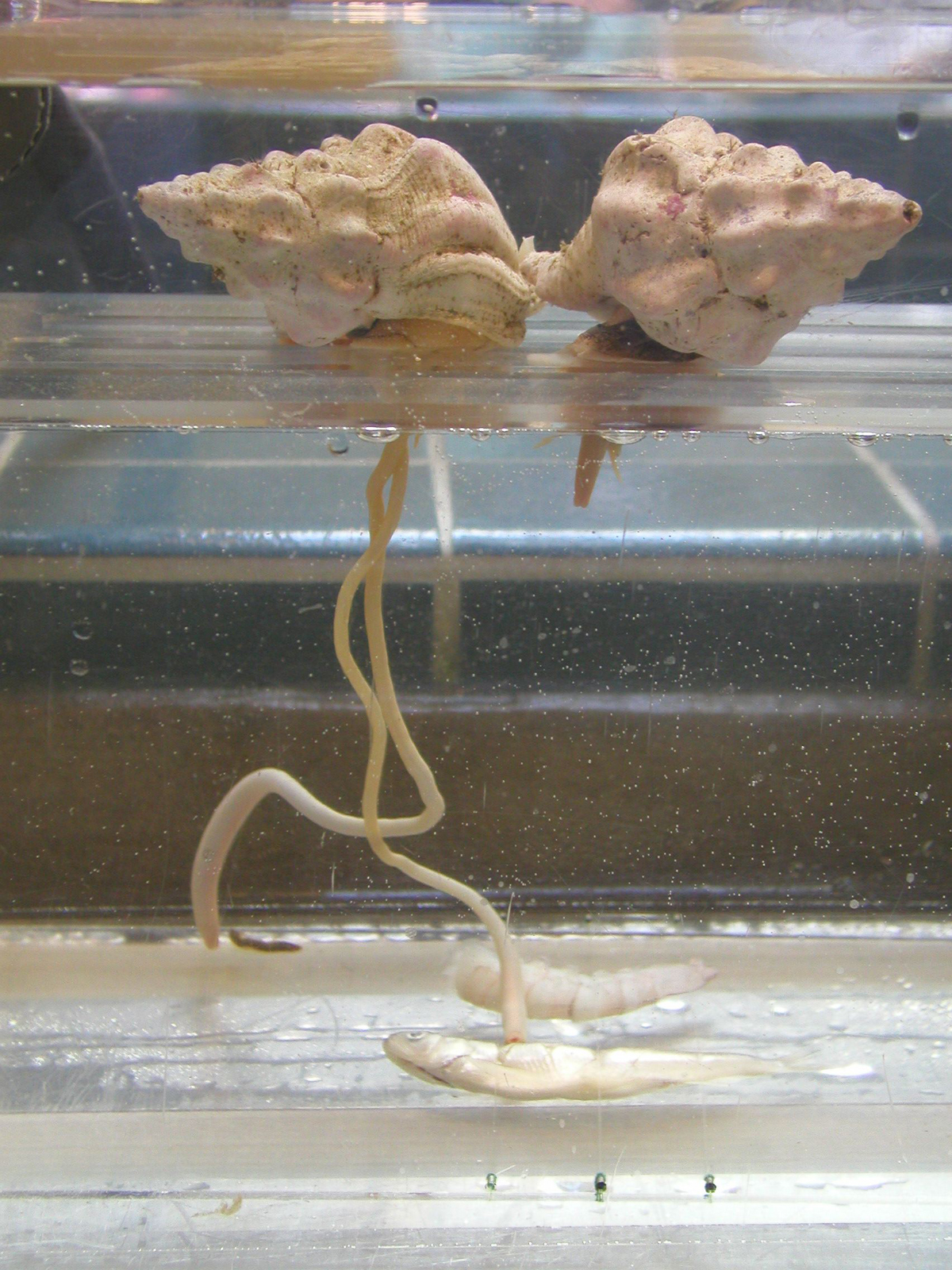
A Kelletia kelletii nevű csigának egészen hosszú szívócsöve van, amivel az aljzatba mélyen be tud nyúlni, a szívócső az állat hosszának akár kétszerese is lehet, a szívócsőben helyet kap a nyelv és a radula is
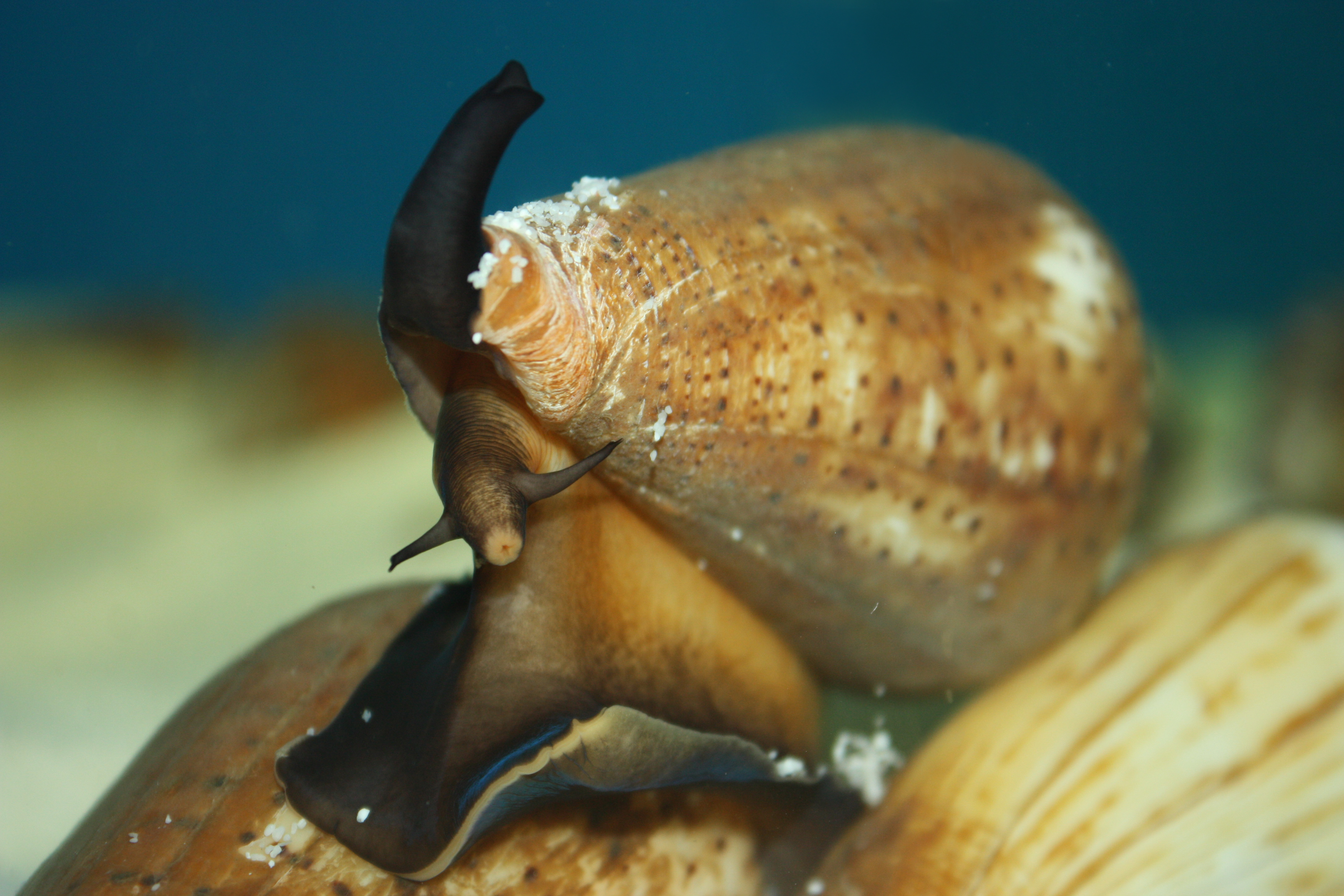
A kúpcsigák ragadozók, ormányukat egészen szélesre képesek kitágítani, amibe kisebb halak is beleférnek. A képen egy Conus betulinus látható
- A Conus textile ormányával mérget fecskendez áldozatába, a videón a méreg begyűjtése és a csiga táplálkozása látható
- A nyugati ajtóscsiga (Pomatias elegans) orrmányával kutat a talajon

## Légzőszervek
- Ctenidium:[53] A ctenidium az ősi csigákra jellemző légzőszerv. Fonalas szerkezetű szerv, amely a köpenyüregben foglal helyet, formája miatt, amely fésűre vagy madrátollra hasonlít, nevezik latinul ctenidiumnak, magyarul pedig fésűkopoltyúnak. A fésűkopoltyúnál a köpenyüregben a víz áramlását a köpenyüreg és a kopoltyúk felszínén lévő csillók biztosítják. A csigák torziója előtt a kopoltyú páros avagy bipektinális[54] volt, a csigák közül a Haliotidae és a Fissurellidae családok tagjai a torzió után is megőrizték páros kopoltyújukat.
A turbáncsigáknál (Turbinidae) még megtalálható a két fésűkopoltyú, de a torzió következtében eltűnt a két oldal szimmetriája, a vízáram a fej bal oldalán lép be a köpenyüregbe, és a jobb oldalon távozik. A víz a végbélnyílás felett távozik, íly módon folyamatosan lemosva az állatról a bélsarat .Ez a megoldás a fiatalabb fajoknál is megtalálható. A további torzió eredményeként a jobb oldali kopoltyú eltűnik, a ctenidium unipektinális lesz. Az unipektális fésűkopoltyút széles körben elterjedt a csigák körében: tengeri és az édesvízi csigáknál is megtalálható.
- Cerata:[55] A cerata egyes csigák hátán és oldalán található kinövések együttese, amelynek feladata, hogy megnövelje a test felületét, így biztosítva a légzést. A csupaszkopoltyús csigáknak (Nudibranchia) nincs belső kopoltyújuk, mindenféle gázcserét a ceratájukon keresztül bonyolítanak. A ceratának azonban más funkciója is lehet, sok fajnál a védekezésben is szerepet játszik, néhány csupaszkopoltyús csiga csalánozókat eszik, emésztőszervrendszere pedig a ceratára is kiterjed, a csalánozósejtek emésztetetlenül vándorolnak a ceratába, ahol azokat a csiga saját védelmére használja fel azokat.
- Tüdő (pulmo[56]): A tüdőscsigák (Pulmonata) köpenyüregének teljes felülete erekkel erősen átszőtt, és a köpenyüreg nedves hámrétegén át történik a gázcsere. A levegő a köpenyüregbe a légzőnyíláson (pneumostoma[57]) át jut be, a levegő cseréjét részben a fenéklemez mozgása, részben az állat házba való be-, illetve kibújása eredményezi. Egyes fajoknál a légzőnyílás nyitható és zárható.
- Az almacsigák (Ampullariidae) igazán különlegesek: köpenyüregük két részre tagolt, az egyik oldalon unipektális fésűkopoltyú, a másik részben pedig tüdő található, ennek köszönhetően vízben és szárazon is képesek lélegezni. Az almacsiga egyike azoknak a fajoknak, amelynek szifója van, így nem kell elhagyniuk a vizet, hogy levegőt lélegezzenek be.

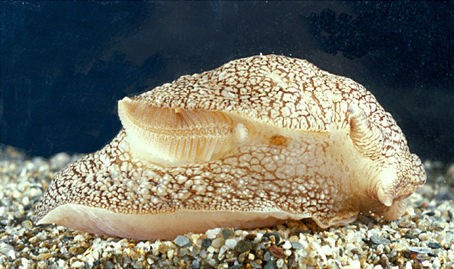
A Pleurobranchaea meckelii oldalán jól látható a ctenidiuma vagyis fésűkopoltyúja
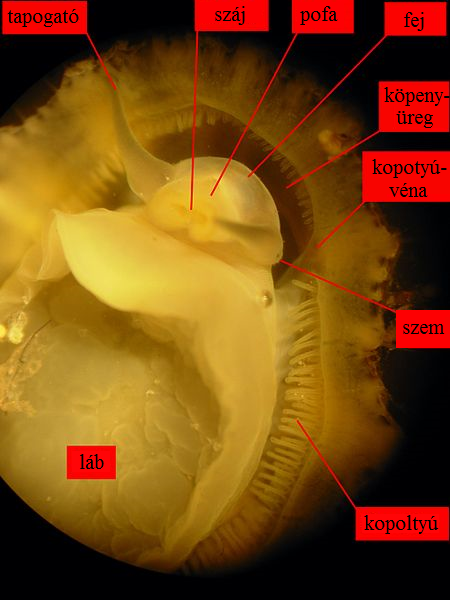
A közönséges csészecsiga (Patella vulgata) másodlagos külső kopoltyúja a ház alatt található a köpeny peremén végig
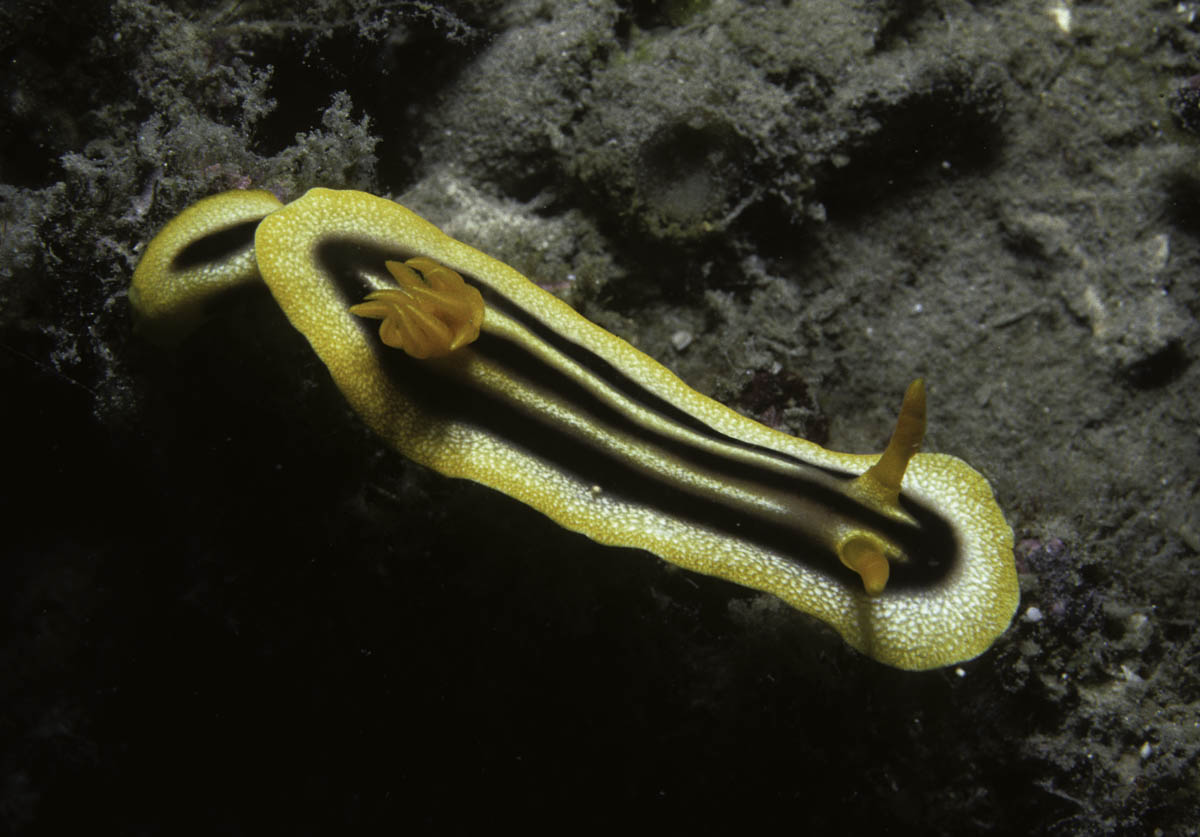
A Chromodoris joshi hátán kis csomóban látható ceratája avagy külső kopoltyúja
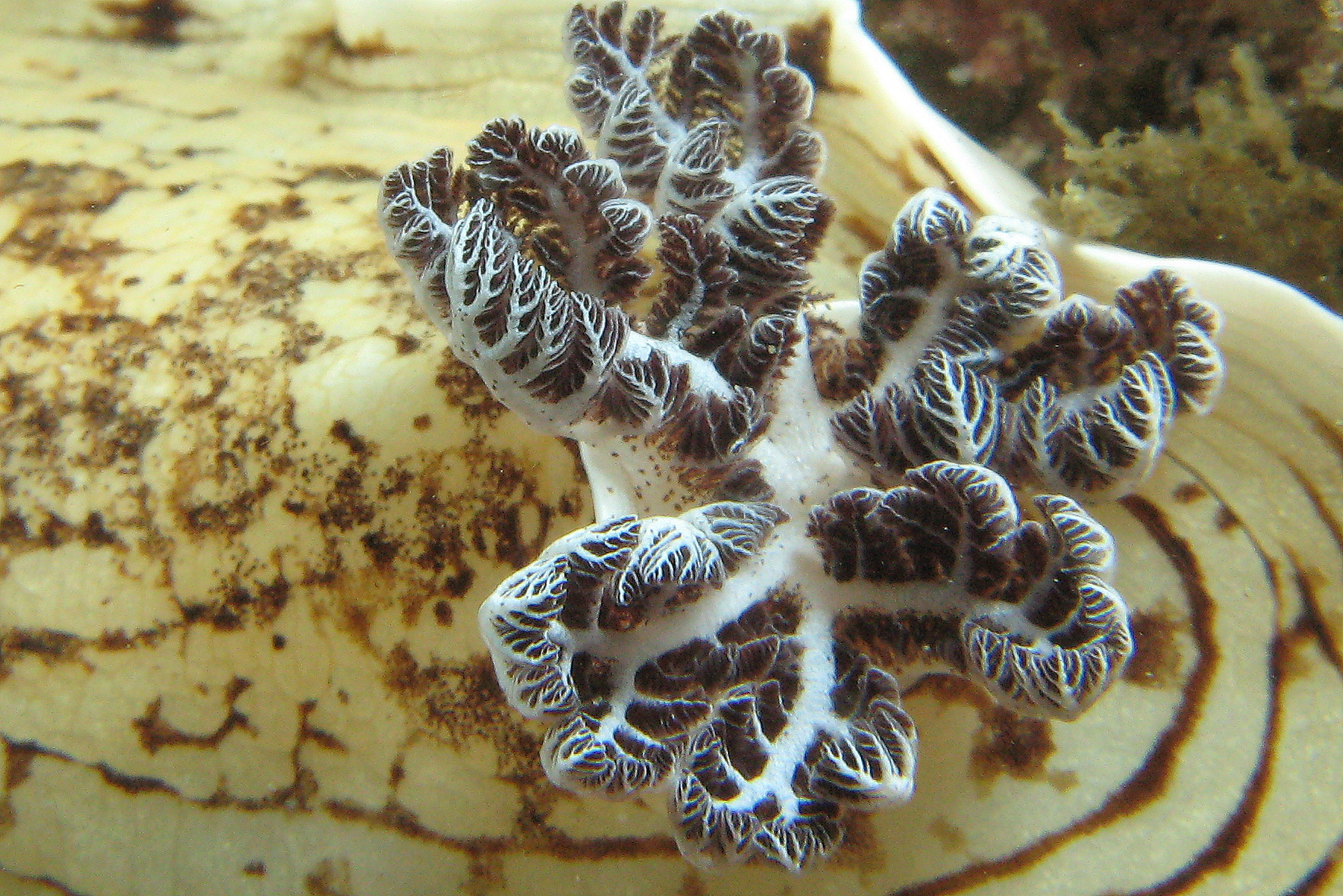
Az Aphelodoris varia kopoltyúbojtja közelről
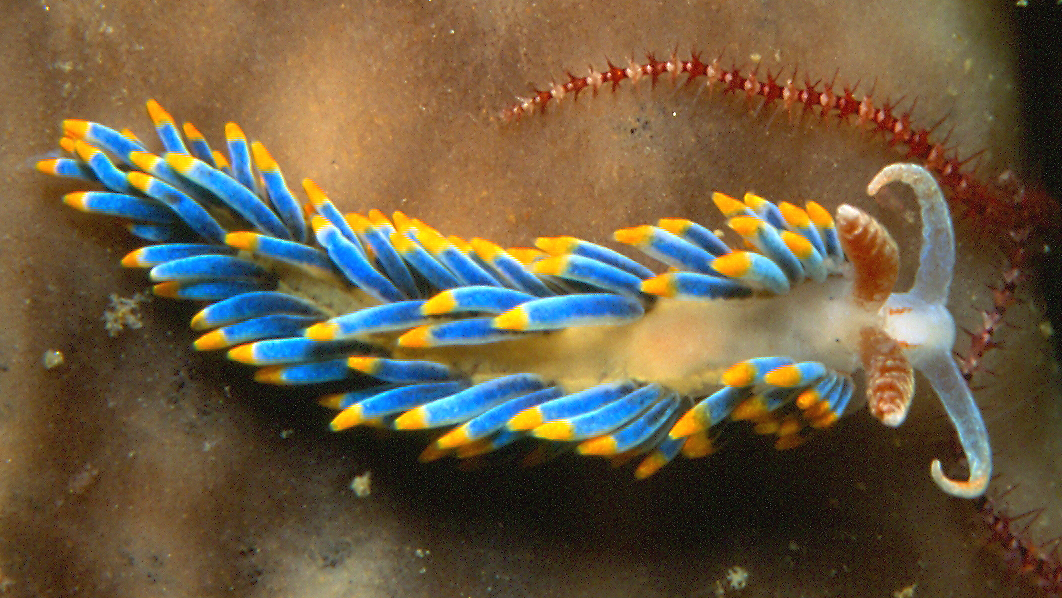
A Berghia coerulescens egész testét beborítja a cerata, amit nemcsak légzésre, hanem védekezésre is használ
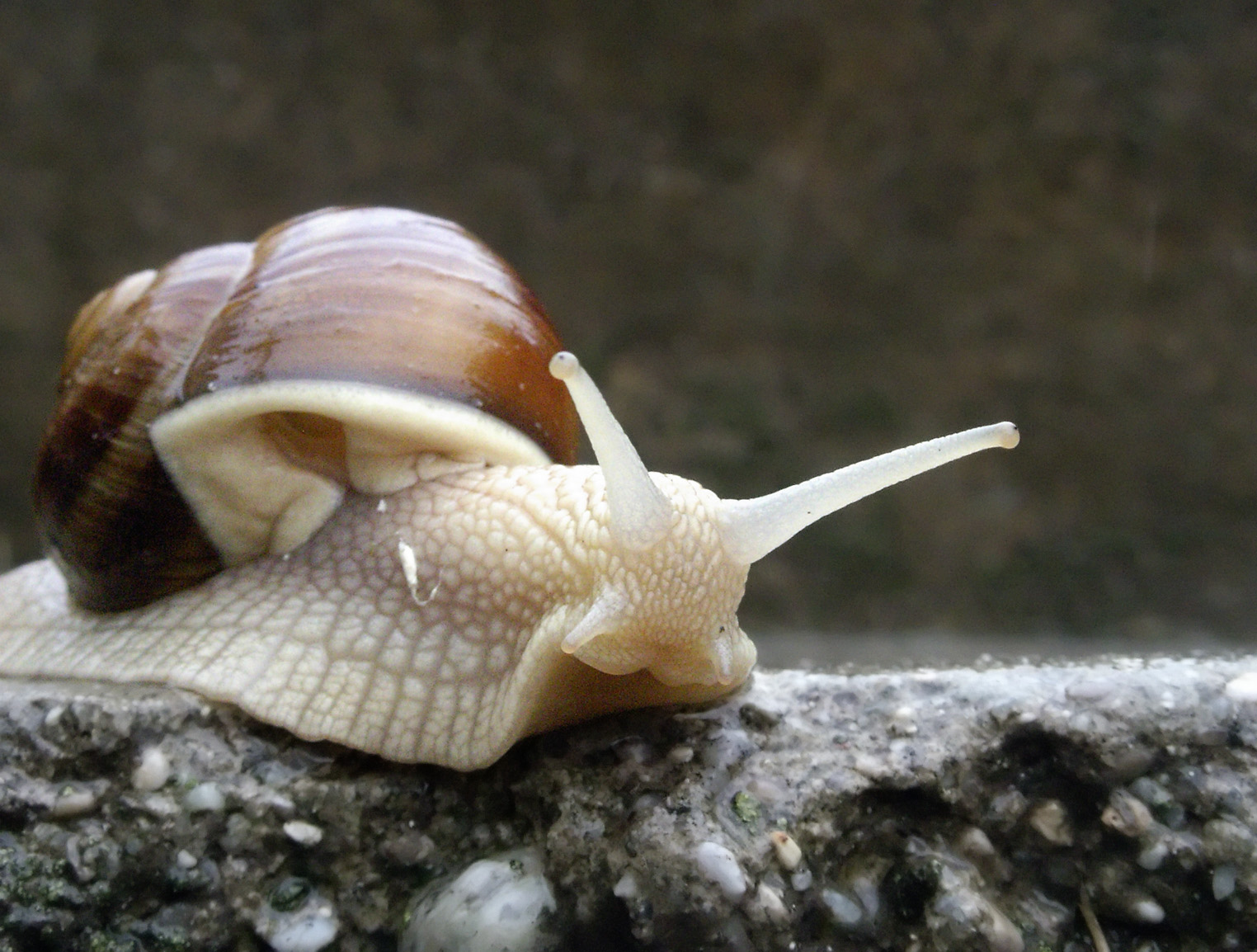
Az éticsiga (Helix pomatia) köpenyén látható a pneumostomája, ahol a levegő beáramlik a tüdőbe. Légzőnyílását be is tudja zárni
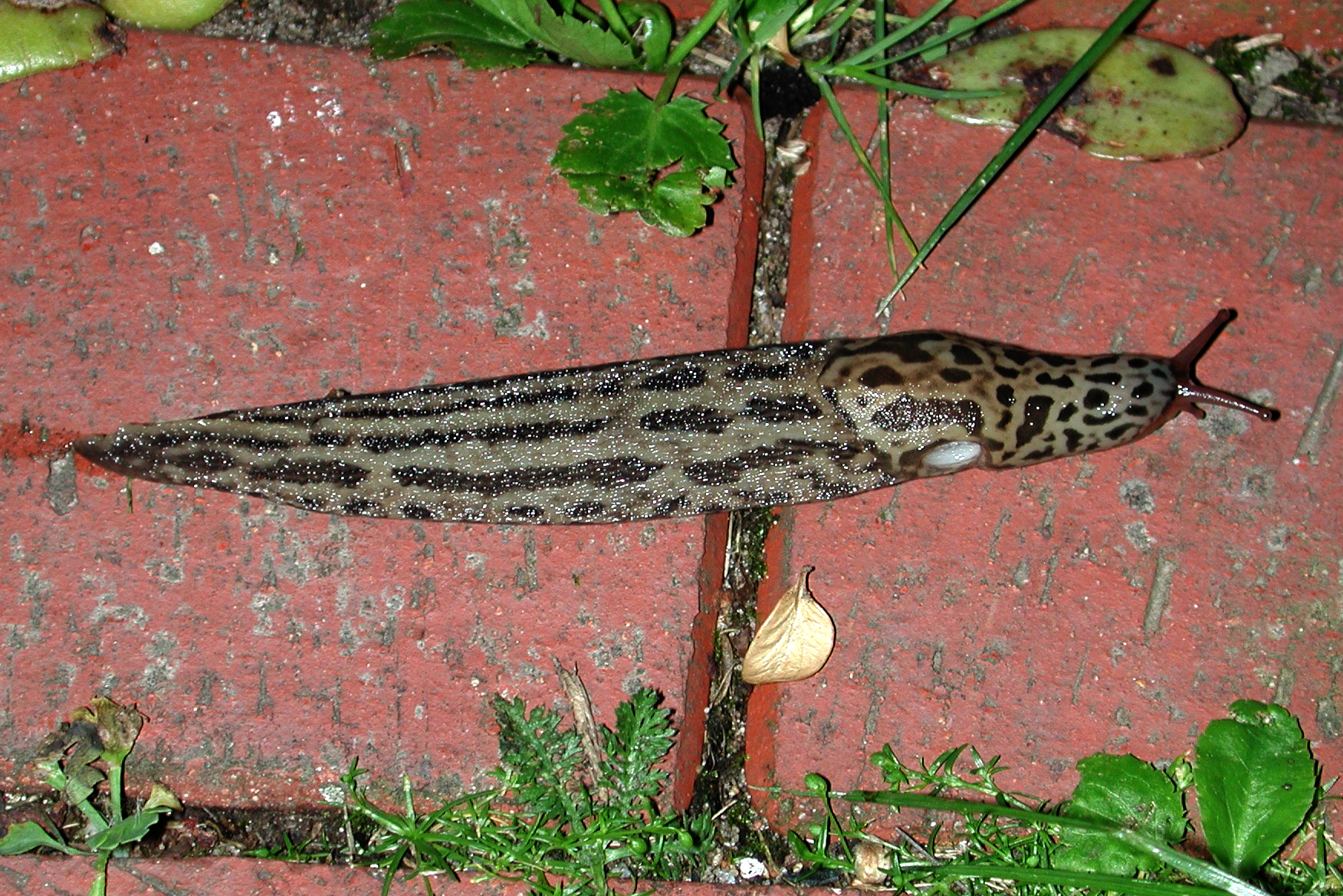
A nagy meztelencsigának (Limax maximus) a köpenypajzsa alatt van a tüdeje, a jobb oldalon jól látható a tüdő bejárata
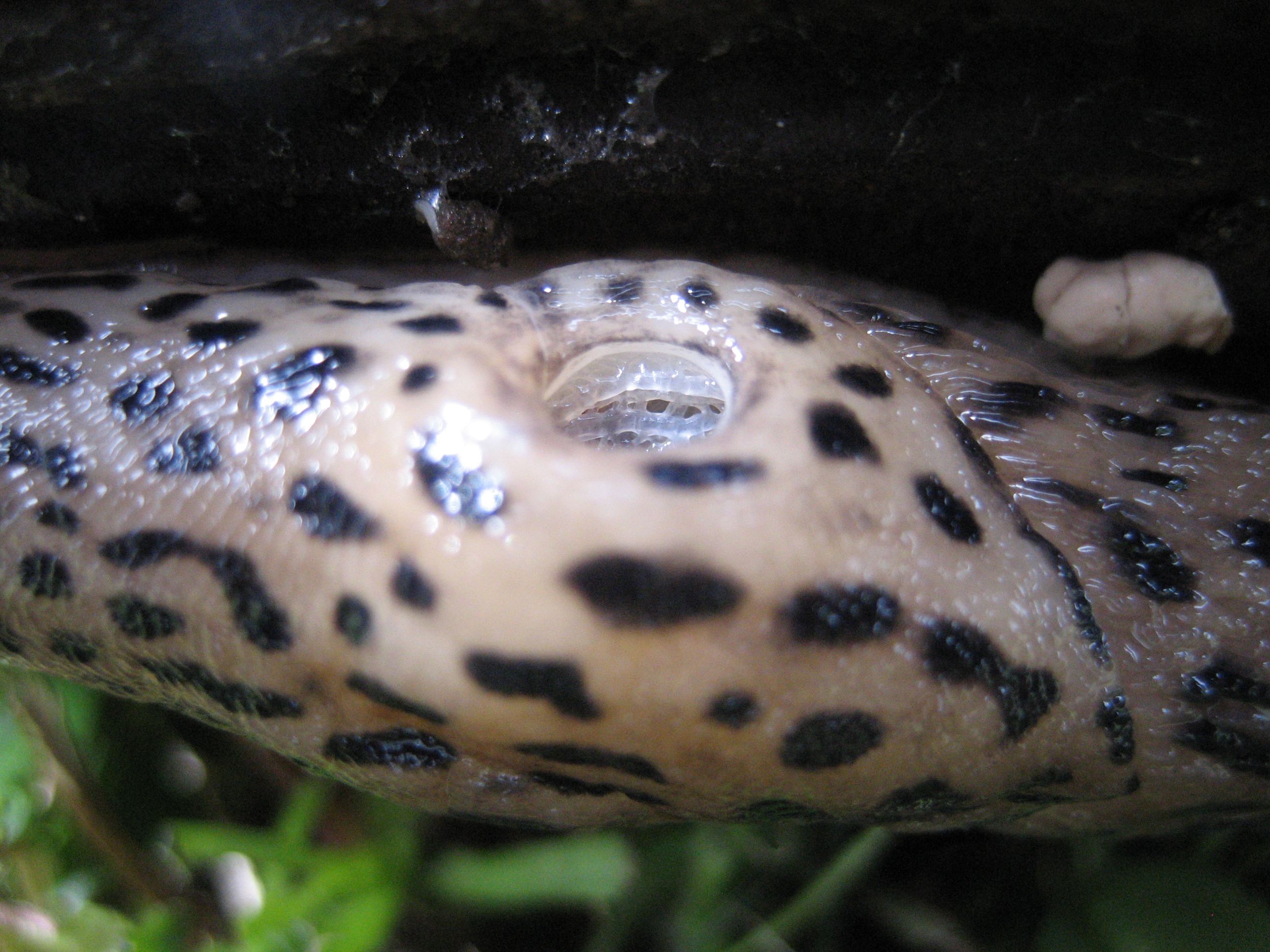
A nagy meztelencsiga légzőnyílása közelről
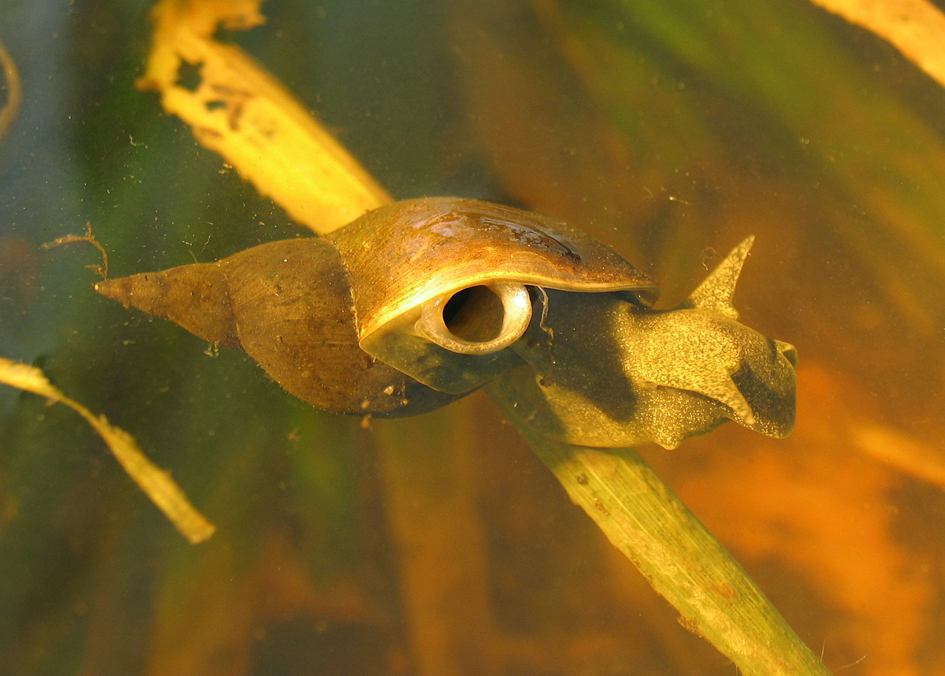
A nagy mocsáricsiga (Lymnaea stagnalis) légzőnyílása átmenet a légzőnyílása és a szifó között. Mint látható az állat képes vele kinyúlni a vízből és levegőt venni
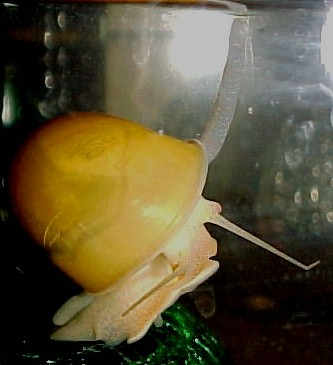
Az almacsigának (Pomacea bridgesii) kopoltyúja és tüdeje is van, ezen a képen szifójával éppen levegőt vesz